# Historia Lublina

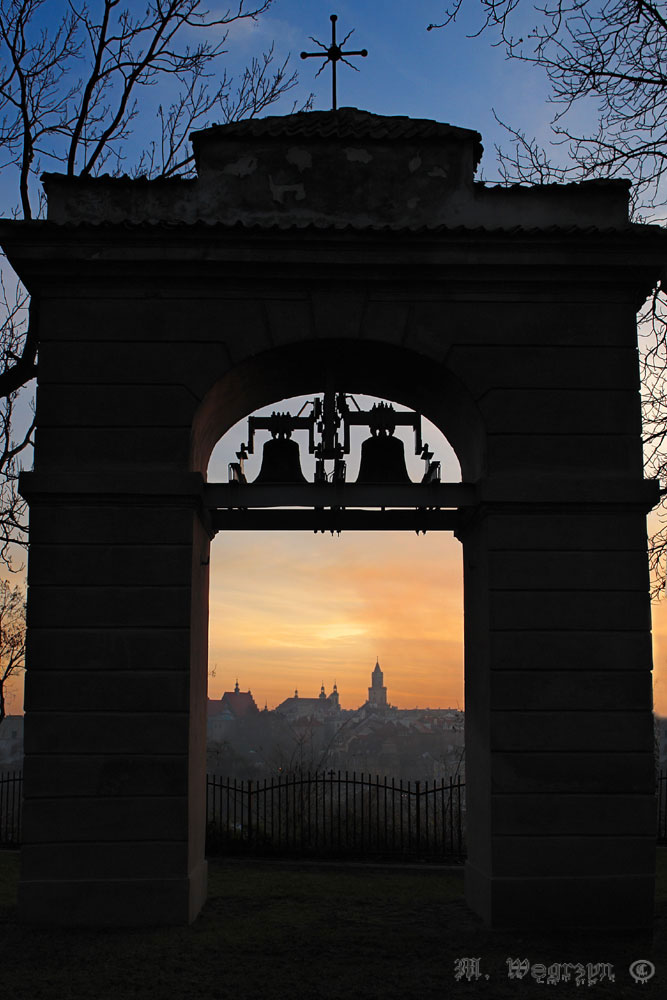
Dzwonnica na Wzgórzu Czwartek i widok na Stare Miasto – dwa najdawniejsze miejsca osadnictwa w Lublinie

Historia Lublina sięga VI–VII w., kiedy kształtowały się pierwsze centra osadnicze na terenie późniejszego miasta. Od tamtego czasu ośrodek ten przeżywał okres rozwoju. Największą świetność Lublin osiągnął w XVI w. Ożywienie trwało do okresu upadku polskich miast w XVII w. Kolejny okres rozwoju trwa od początku XIX w. Dynamiczny wzrost obserwowany od 1944 został poprzedzony epizodem II wojny światowej i związanych z nią zmian w strukturze ludnościowej i urbanistyce.

## Nazwa miasta
Nazwa miasta znana jest od najstarszych zapisków z 1228 roku. Pochodzi ona od nazwy osobowej Lubla utworzonej od imienia Lubomir, poprzez dodanie dawniej pieszczotliwego przyrostka -la. Możliwe jest także, że imię Lubla w swojej staropolskiej, zdrobniałej postaci złączyło się z przyrostkiem dzierżawczym -in, dając nazwę Lublin. Zygmunt Sułowski wyraził przypuszczenie o łączeniu Lublina z imieniem Lubel (Lubelnia), w analogii do stosunku nazw Wróblin, Wróbel. Założycielem czy właścicielem Lublina w zamierzchłych czasach mógł być zatem człowiek o imieniu Lubel, bądź Lubla.
Pierwszy tekst notujący nazwę Lublina stanowi fragment kroniki Wincentego Kadłubka, opracowanej w końcu XII wieku. Według Kadłubka kobieta imieniem Julia, rzekoma siostra Cezara, miała założyć dwa miasta, których nazwy – pochodzące od imion jej i brata – przekręcono następnie na Lublin i Lubusz.

## Periodyzacja
Kolejny okres osadnictwa dzieli się na dwa podokresy: plemienny i wczesnopiastowski, zakończony utworzeniem w Lublinie kasztelanii i archidiakonatu. Pierwszy można podzielić dalej na okres wspólnot opolnych oraz walk plemiennych.

## Czasy najdawniejsze

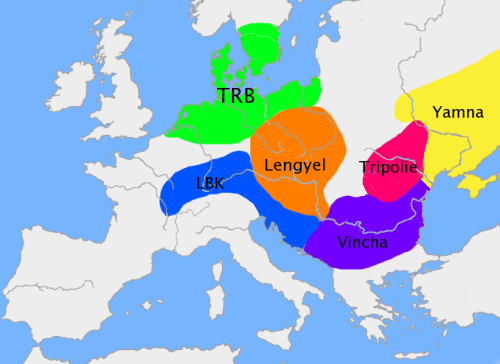
Kultura pucharów lejkowatych (TRB)

Do połowy lat 40. XX wieku na obszarze Lublina nie prowadzono badań wykopaliskowych na większą skalę. Eksploracja archeologiczna Lubelszczyzny związana jest z powołaną na Uniwersytecie Marii Curie-Skłodowskiej w 1946 roku Katedrą Archeologii Polski. Badania kierowane przez prof. dr. Stefana Noska przeprowadzono na wzgórzu Czwartek, które uchodziło za najstarszy teren bytowania człowieka na terenie Lublina.
Przed II wojną światową na obszarze Starego Miasta (w pobliżu kościoła dominikanów) dokonano odkryć szczątków mamuta i zębów nosorożca arktycznego (Rhinoceros tichorrhinus). W roku 1960 na Wiktorynie, w przedłużeniu ul. Lubartowskiej, odkopano znajdujący się na głębokości 2,5 m siekacz mamuta. Liczne znaleziska części szkieletów na tym terenie świadczą o działalności myśliwskiej człowieka. Potwierdzone ślady zamieszkania pochodzą jednak dopiero z neolitu. Do tej pory dokładnie przebadano tylko kilka dzielnic miasta (m.in. Czechów, Sławinek), w innych częściach odkryć dokonywano tylko przypadkiem.

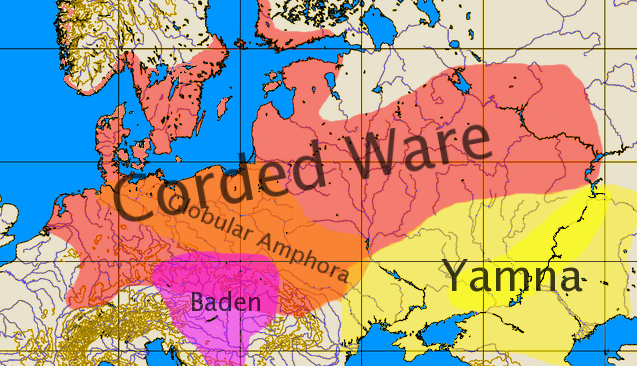
Obszar występowania kultury ceramiki sznurowej (ang. Corded Ware), kultura badeńska kolor fioletowy (ang. Baden), III tysiąclecie p.n.e

Zasiedlenie Lublina datowane jest na koniec III tysiąclecia p.n.e. Poświadczone są ślady osadnictwa plemion kultury pucharów lejkowatych, pochodzące z drugiej połowy III tysiąclecia. Plemiona te utrzymywały się głównie z uprawy roli i hodowli, sposób rozmieszczenia osiedli wskazuje na osiadły, rolniczy tryb życia. W końcu III tysiąclecia p.n.e. tereny te zamieszkiwały inne plemiona neolityczne. Na granicy Czechowa i Sławinka odkryto pozostałości osady, zaś na Czwartku cmentarzysko kultury amfor kulistych. Mieszkańcy osady zajmowali się w większym stopniu hodowlą niż rolnictwem, prowadzili więc bardziej ruchliwy tryb życia. Odkryte groby na Czwartku, wkopywane w ziemię, nie były zbudowane z kamienia. Na przełomie XIX i XX wieku Władysław Olechnowicz odkrył w okolicy dzisiejszego dworca kolejowego ślady kultury ceramiki sznurowej z lat 2000–1800 p.n.e. Podobne świadectwa pobytu tych plemion odkryto także na Czechowie i na Rurach. Z epoki brązu pochodzi kurhan kultury trzcinieckiej z lat 1400–1200 p.n.e. Także w latach 1000–800 p.n.e. obszar Lublina był zamieszkany, o czym świadczą znaleziska z okolic Kalinowszczyzny.
W okolicach Ogrodu Saskiego, ul. Narutowicza i dawnej ul. Nowotki odkryto rzymskie monety. Jeszcze przed I wojną światową przy cmentarzu na ul. Lipowej znaleziono grobowiec z wczesnego okresu wędrówek ludów. Na Sławinie, tuż obok Ogrodu Botanicznego UMCS, lubelscy archeolodzy odkryli 4 cmentarzyska pochodzące z różnych epok. Największą zaskoczeniem były trzy kilkudziesięciometrowe monumentalne grobowce sprzed 5 tysięcy lat, wybudowane przez pradziejową kulturę pucharów lejkowatych. Palisady z pni drzew tworzyły w nich ramę dla ziemnego kopca, wewnątrz którego umieszczono kamienne groby. Grobowce ze Sławina wpisują się w ogólnoeuropejski nurt epoki neolitu. Lubelskie znalezisko jest o tyle wyjątkowe, że z powodu braku w tym regionie wielkich głazów narzutowych pradawni ludzie stworzyli monumenty z dostępnych lokalnie materiałów. Według archeologów okolice ulicy Willowej od tysiącleci było miejscem otoczonym kultem.

## Osadnictwo wczesnośredniowieczne

### Okres wspólnot opolnych
Wczesnośredniowieczny Lublin należy do najstarszych ośrodków miejskich w Polsce. Osadnictwo z późnego okresu rzymskiego i początków wielkiej wędrówki ludów ma swoją ciągłość aż do przełomu VI i VII wieku. Od połowy I tysiąclecia n.e. zamyka się ono w zbiegu Bystrzycy, Czechówki, Czerniejówki i Wielkiego Stawu Królewskiego. Lubelszczyzna, podobnie jak całość południowych obszarów Polski, była pod silnymi wpływami cywilizacji prowincjonalno-rzymskiej, a następnie bizantyńskiej. Zdecydowało to o szybszym rozwoju rzemiosła (głównie garncarstwa) i postępowania procesów społeczno-gospodarczych, w tym budowania grodów. W drugiej połowie I tysiąclecia n.e. tereny po obu stronach środkowej Wisły od Łysogór po Wieprz, a więc także okolice Lublina, stanowiły zwartą całość, której stolicą był Sandomierz.

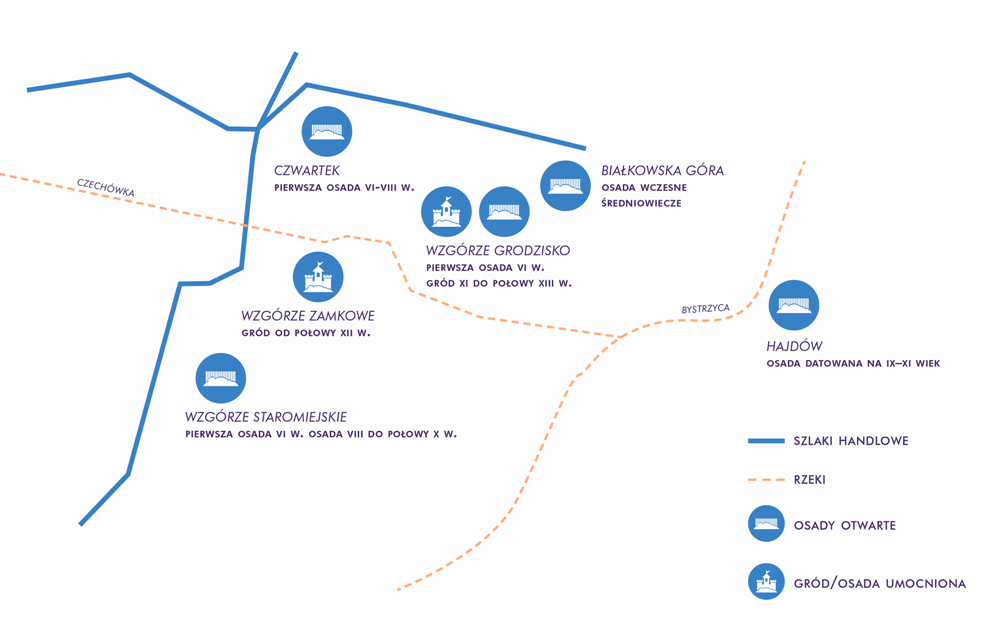
Infografika przedstawiająca wczesnośredniowieczne osadnictwo Słowian na lubelskich wzgórzach

Wczesnośredniowieczne osadnictwo na terenie miasta istniało z pewnością od VI wieku. Rozpoczęła się wtedy historia sieci otwartych osiedli, rozmieszczonych na lessowych wzgórzach, oddalonych od siebie o kilkaset metrów. Wzgórzami tymi były: Czwartek, Zamkowe, Staromiejskie, Grodzisko (Stary Kirkut), Żmigród i Białkowska Góra. Badania dotyczące tego okresu prowadzono także na Ponikwodzie, Kalinowszczyźnie i na terenie dzisiejszego Krakowskiego Przedmieścia. Wokół wzniesień znajdowały się bagna, drogi i ścieżki, a od południowego wschodu zaludniony teren ograniczała dolina Bystrzycy. Takie umiejscowienie osad –    wzdłuż dolin rzek, na lessowych cyplach i wzgórzach – było typowe dla osadnictwa na Lubelszczyźnie.
Z kolei na północ od Czechówki osiedle na Grodzisku było powiązane z osiedlem na Białkowskiej Górze, a na Ponikwodzie znajdował się cmentarz związany z osiedlem na Czwartku. W okolicy Kalinowszczyzny znajdowała się główna przeprawa przez Bystrzycę, przebiegająca przez naturalne przewężenie doliny. Istniały jeszcze dwie podobne przeprawy na przewężeniach: między Żmigrodem a Piaskami oraz na terenie dzisiejszego Wrotkowa.
Wymienione osiedla zamieszkiwali Słowianie Zachodni. Nie wiadomo, czy wchodzili oni w skład jakichś szerszych organizacji czy państw, na przykład państwa Samona, Wielkich Moraw czy Czech.

### Okres walk plemiennych
Historycy spierali się, które z wymienionych wyżej osiedli było centrum władzy. Przez dłuższy czas utrzymywano, że było to Grodzisko. Od 1994, kiedy swoją pracę na ten temat opublikował Andrzej Rozwałka, przyjmuje się, że chodzi raczej o to na Wzgórzu Staromiejskim. W jego północno-wschodniej części w okresie walk plemiennych (VIII – X w.) powstał kolisty gród o średnicy 150 m i powierzchni 1,8 ha, otoczony wałem i fosą, z dwoma dodatkowymi krótkimi wałami i fosami przy północno-wschodnim skraju wzgórza. Fosa miała 12 m szerokości i 5 m głębokości, a wał miał co najmniej 4–5 m wysokości i ok. 10 m szerokości u podstawy. Na południowy zachód znajdowało się podgrodzie. Od południa grodu broniła osada na Żmigrodzie.
W tym czasie zaludniony obszar zajmował ok. 7 km². Wynaleziono dwupolówkę i pojawiły się tereny używane wyłącznie jako rolne przez cały rok.

### Okres wczesnopiastowski

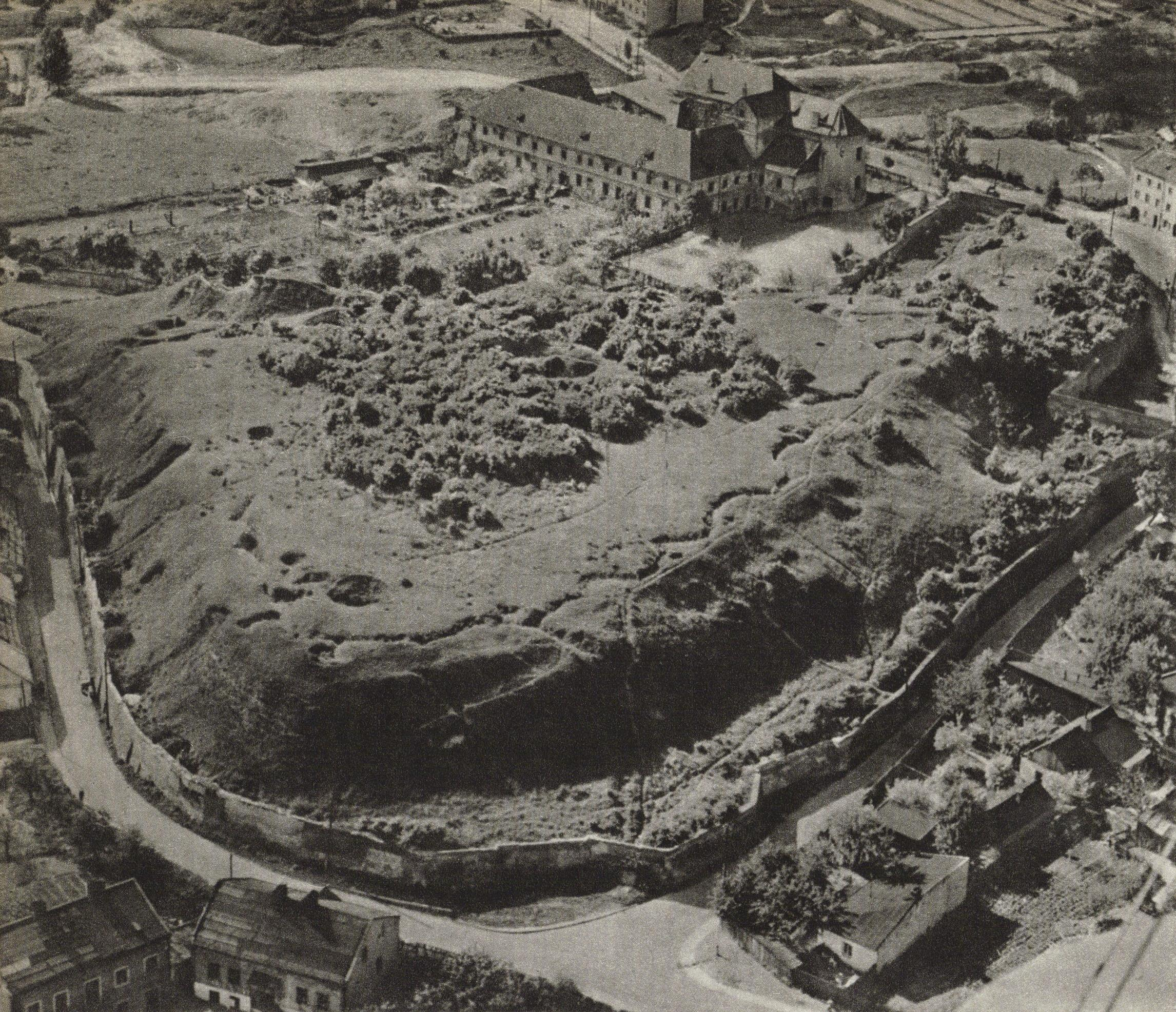
Wzgórze Grodzisko, 1964

Ze zdobywaniem władzy przez Piastów łączyło się palenie i niszczenie starych grodów, wyludnienie starych osad i budowa nowych umocnień. To wtedy (XI w.) centrum przesunęło się ze Wzgórza Staromiejskiego na Grodzisko, gdzie zbudowano umocnienia. W ich północnej części stała wieża lub brama. Gród miał powierzchnię ponad 1,5 ha i był otoczony wałem z palisadą. Tam prawdopodobnie rezydował namiestnik piastowski. Mógł on dowodzić stacjonującą w grodzie załogą, pełnić funkcję sędziego dla okolicznej ludności i zbierać daniny dla księcia. Gród ten miał trzy podgrodzia, usytuowane wzdłuż szlaku handlowego ze wschodu nad Morze Bałtyckie: na Czwartku, Białkowskiej Górze i na Hajdowie. W jego pobliżu odnaleziono monety czeskie, węgierskie i niemieckie (bawarskie, szwabskie) z XI w. Z kolei na terenie osady na Hajdowie odkryto zabytki z X – XI w.
W tym okresie rozkwitła osada na Czwartku, istniejąca od VI wieku. Rozwinęły się tam rzemiosło i handel. Funkcjonowały piece garncarskie i do wytopu żelaza. Mieszkańcy wzgórza zajmowali się też tkactwem i krawiectwem. Nazwa wzgórza pochodzi od targów organizowanych raz w tygodniu – samo organizowanie targów rozpowszechniło się około XI – XII w. Część produkcji rzemieślniczej obsługiwała potrzeby grodu.
W XI wieku zbudowano zapewne w Lublinie jeden z pierwszych kościołów Sandomierszczyzny. Przypuszczano, że był to kościół pw. św. Mikołaja na Czwartku. Według lokalnej tradycji początki tej świątyni sięgają 986 roku. Kościół miał wznieść Mieszko I w miejscu dawnej świątyni pogańskiej. Tej daty nie da się zweryfikować.
Do 1031 Lublin miał drugorzędne znaczenie dla państwa Piastów. Sytuacja zmieniła się w związku z utratą Grodów Czerwieńskich. Wtedy Lublin stał się ważnym ośrodkiem nadgranicznym.

## Od rozbicia dzielnicowego do lokacji na prawie niemieckim

### Kasztelania i archidiakonat

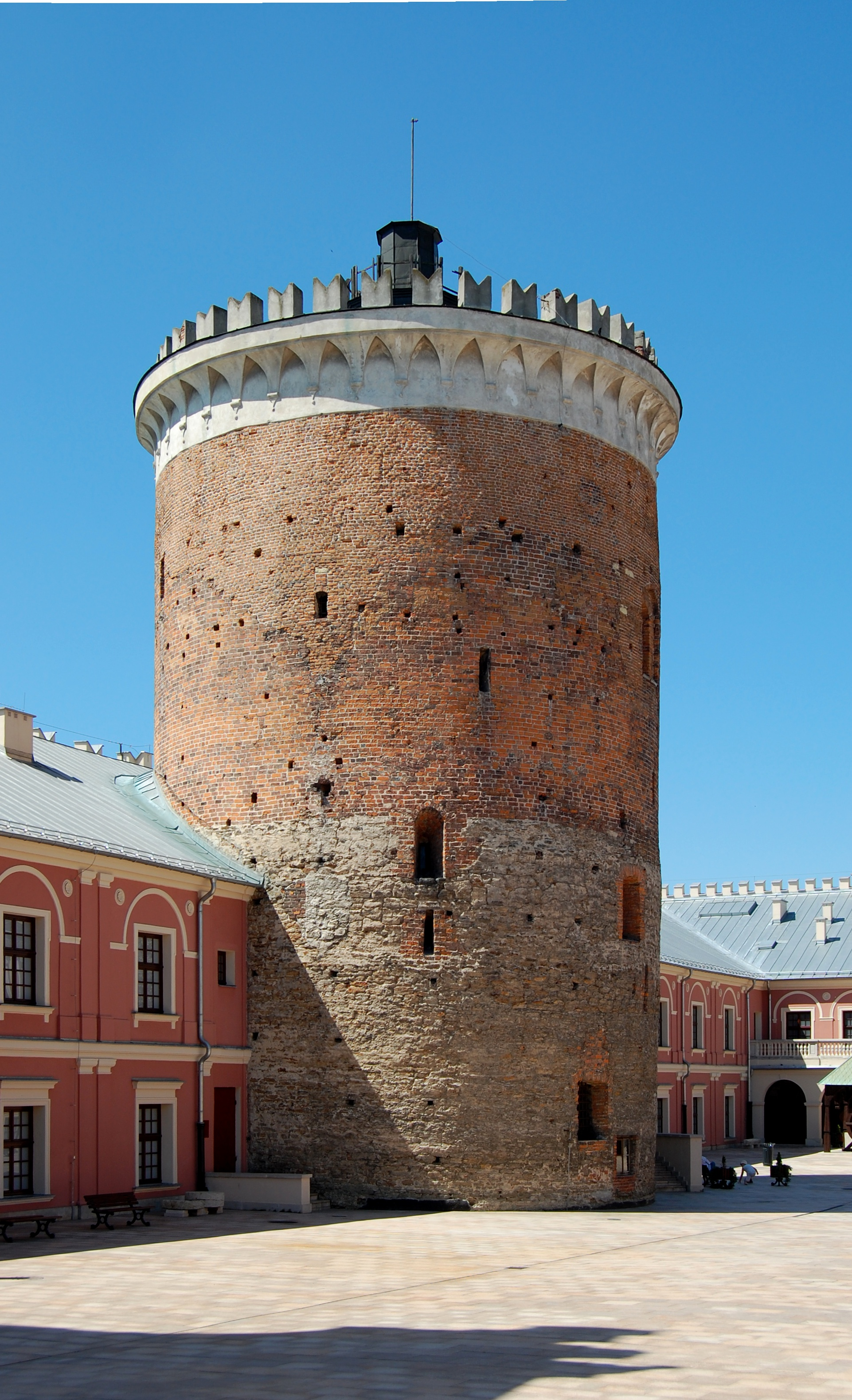
Donżon w Lublinie

Kolejny impuls do rozwoju Lublina dało rozbicie dzielnicowe. W tym okresie Lublin znajdował się w dzielnicy senioralnej (księstwie sandomierskim) i diecezji krakowskiej. Książę sandomierski Kazimierz Sprawiedliwy utworzył kasztelanię lubelską. Osoby podległe kasztelanowi uczestniczyły w chrystianizacji terenów na wschód od Wisły. Powołanie nowego urzędu wpłynęło na rozwój miejscowości. W zachodniej części Wzgórza Zamkowego wzniesiono nowe konstrukcje obronne i nowy gród. Mniej więcej na początku XIII wieku (w przybliżeniu do kilkunastu lat – ok. 1210) wybudowano tam donżon, obronno-mieszkalną wieżę, która stanowiła część zabudowań kasztelańskich. Jeszcze w XII w. wzniesiono tam także kościół pw. Świętej Trójcy, a we wschodniej części wzgórza był cmentarz.
W konsekwencji zagospodarowania Wzgórza Zamkowego rozwinęło się osadnictwo na Wzgórzu Staromiejskim, które stało się głównym podgrodziem. Jednocześnie Wzgórze Czwartkowe zostało przedmieściem. Na Wzgórzu Staromiejskim, wzdłuż linii ulic Rybnej i Złotej, odnowiono fortyfikacje – wały obronne i fosę. Zorganizowano też targ. W miejscu dzisiejszego kościoła i klasztoru dominikanów ulokowano siedzibę archidiakona, czyli przedstawiciela biskupa, kierującego nowo utworzonym archidiakonatem lubelskim. Nadano mu tereny obejmujące północno-wschodnią część wzgórza, rozciągające się na dzisiejsze: ulicę Archidiakońską i plac Po Farze.

### Ożywienie gospodarcze

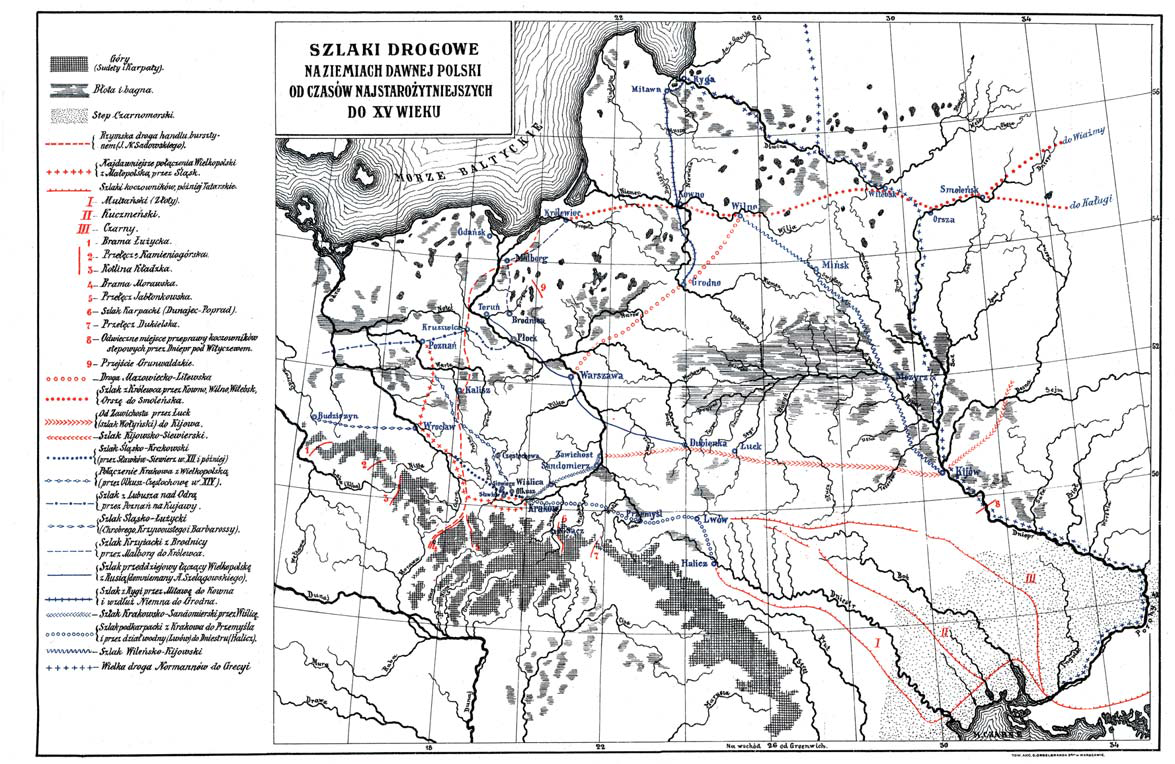
Szlaki handlowe na terenie Polski i Litwy przed zmianami na rzecz Lublina

XII – XIII w. był okresem zmian przyrodniczych, które miały znaczenie dla aktywności gospodarczej w okolicach Lublina i topografii przyszłego miasta. Nastąpiły wzrost wilgotności i ochłodzenie klimatu. W XII w. miały miejsce fala powodzi i deszcze intensywniejsze niż dotychczas, co spowodowało podniesienie poziomu wód gruntowych. Doliny rzeczne, szczególnie blisko ujść Czerniejówki i Czechówki, ulegały zabagnieniu. Mogły tworzyć się tam stałe zbiorniki wodne. Wzmocniło to walory obronne lubelskich wzgórz. Tam przeniesiono szlaki komunikacyjne, tam też rozwinęło się rolnictwo, które na przełomie XIII i XIV w. zaczęło korzystać z trójpolówki i głębokiej orki. Intensywne opady i działalność człowieka spowodowały, że między wzgórzami rozwinęły się wąwozy lessowe.
W wyniku utworzenia archidiakonatów w Lublinie i w Zawichoście urosła ranga szlaku w kierunku Krakowa. W XIII w. Lublin został wpięty w międzynarodową sieć szlaków handlowych, prowadzących znad Morza Czarnego (Białogród, Kaffa, Kilia, Tynna) na zachód, w kierunku Bałtyku lub Europy Zachodniej. Jeden z takich szlaków wiódł z Kijowa przez Włodzimierz, Chełm, Wąwolnicę, Kazimierz Dolny, skąd rozchodził się na północ, w kierunku państwa zakonu krzyżackiego, oraz na Śląsk. Jego ożywienie było też efektem awansu Chełma na stolicę księstwa halicko-włodzimierskiego i sojuszu tego państwa z Mazowszem.
Na przełomie XII i XIII w. na Czwartku, na zachód i północ od kościoła św. Mikołaja, rozwinęła się wczesnomiejskie osadnictwo produkcyjne. Z kolei wokół Lublina powstawało coraz więcej wsi związanych gospodarczo i obronnie. Do osad pierwszego rodzaju należały: Abramowice, Dąbrowica, Dziesiąta i Sławin. Znaczenie obronne mogły mieć Bronowice i Wrotków. W rezultacie w I poł. XIII w. gęstość zaludnienia na ziemi lubelskiej wynosiła 5,5 os./km² i była wyższa od średniej dla Małopolski (4,1 os./km²).

### Pierwsza lokacja miejska

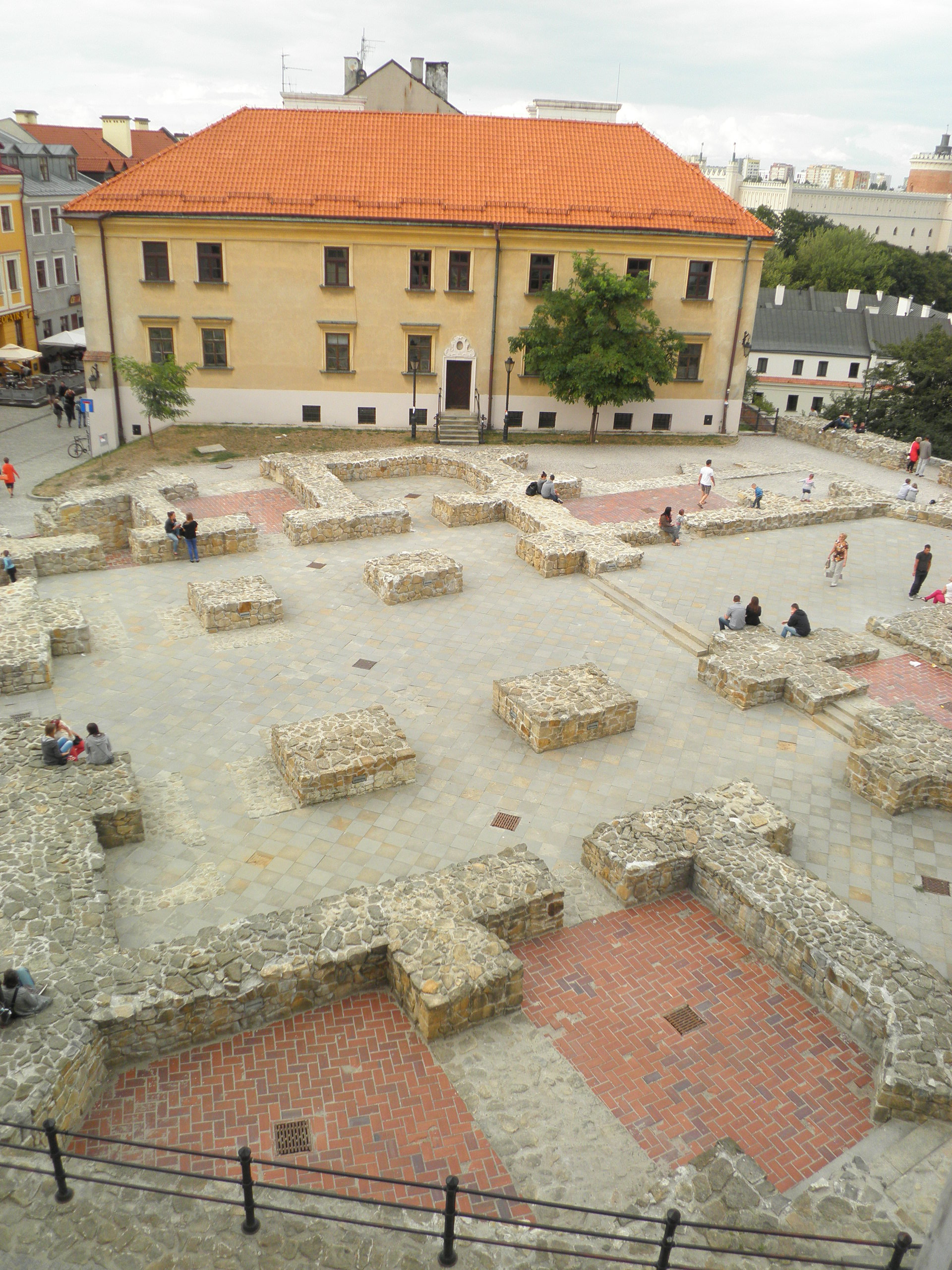
Fundamenty kościoła farnego pw. św. Michała

Połowa XIII w. przyniosła kolejną wielką zmianę w historii miejscowości. Wtedy to do dzielnicy sandomierskiej dotarł ruch lokacji miast na prawie niemieckim. Po raz pierwszy prawa miejskie Lublin mógł uzyskać w drugiej połowie XIII w. Źródłem wiedzy na ten temat jest notatka z 1616, według której Lublin otrzymał przywilej lokacyjny przed najazdem Mongołów w 1287. Z tego wzięła się tradycja o niezachowanym XIII-wiecznym dokumencie. Jednak miasto mogło być lokowane bez aktu na piśmie.
Za hipotezą, że XIII-wieczna lokacja w ogóle miała miejsce, przemawia różnica szerokości działek miejskich wytyczonych w północnej i południowej części Wzgórza Staromiejskiego. Wtedy też lublinianie zostali obłożeni czynszem, od którego zwalniał ich przywilej lokacyjny z 1317. Ponadto źródła z początku XIV w. wspominają o Nowym Lublinie (Lublinum Novum).
W starszej literaturze określa się, że lokacja mogła mieć miejsce za panowania Bolesława Wstydliwego, który w latach 1253–1259 lokował takie miasta w Małopolsce, jak Kraków czy Bochnia. Nowsza literatura wspomina o Leszku Czarnym, który w latach 1279–1288 ulokował Opatów, Sandomierz czy Zawichost. Nie jest jasne, czy miasto zostało utworzone na prawie polskim, czy niemieckim.
Miasto miało zostać ulokowane w północnej części Wzgórza Staromiejskiego, od dzisiejszej Bramy Grodzkiej do osi ulic Rybna–Złota. Miało mieć układ ulicowy, z szerszą główną ulicą (obecną ul. Grodzką) służącą jako podłużny rynek i targ. Prostopadle do niej biegła uliczka, dzisiejsza Ku Farze. Na tym terenie wyznaczono trzy bloki działek, dwa po zachodniej stronie ulicy i jeden po wschodniej. Wszystkie działki na tych blokach były prostopadłe do głównej ulicy. Z trzech stron teren ten kończył się stromymi zboczami, a od południa oddzielał go wąwóz i fosa.
Na południe od tego obszaru znajdowało się przedmieście. Były to tereny kościelne, należące do archidiakona. Tam około 1260 osiedli dominikanie, których świątynią (nową lub odbudowaną) stał się kościół pw. Świętego Krzyża. Od reszty przedmieścia obszar zajmowany przez dominikanów, zwany „górą u mnichów”, odgradzał wąwóz. Nie wiadomo, czy przedmieście zostało wówczas rozplanowane, ponieważ układ działek w tym miejscu jest młodszy, XIV-wieczny.
Prawdopodobnie po 1282 ufundowano kościół św. Michała, do którego przeniesiono parafię z Czwartku i który stał się świątynią archidiakona. Fundatorem mógł być Leszek Czarny, o ile tej świątyni nie wybudowano dopiero w latach 20. XIV w. (istnieją różne hipotezy na ten temat).

### Najazdy ze wschodu
Od XIII w. do końca XIV w. Lublin był głównym ośrodkiem wschodniego pogranicza państw piastowskich, a później odnowionej Polski. Powodowało to częste najazdy Litwinów, Jaćwingów, Rusinów i Mongołów. Już w 1205 Lublin zaatakował książę halicki Roman. Około 1244 Lublin zaatakowali Prusowie. Najazdy litewskie i jaćwieskie miały miejsce w latach 1255, 1273, 1278, 1282 i 1285. Mongołowie zaatakowali miasto w 1259 (II najazd mongolski) i 1287 (III najazd mongolski). Do tego Lublin próbowali podporządkować sobie książęta ruscy, najeżdżający w latach 1265–1266, 1280 i 1288. W latach 1289–1306 miejscowość znajdowała się pod panowaniem Jerzego Lwowicza.
W czasie I najazdu mongolskiego na Polskę Lublin był pierwszym znaczącym spustoszonym grodem (w styczniu lub lutym 1241 roku). Opis walk w Roczniku Kapituły Krakowskiej z 1244 r. wspomina o pożarze lubelskich kościołów, tak więc musiało być ich wówczas co najmniej dwa. Lublin trafił także pod zwierzchnictwo Daniela Halickiego. W 1255 roku miasto zdobył i spalił władca litewski Mendog.
Konsekwencją najazdów były zmiany w obronności Lublina. Wczesnopiastowski gród na wzgórzu Grodzisko został zniszczony. Rozbudowano za to fortyfikacje na Wzgórzu Zamkowym. Wyodrębniono umocnienia w zachodniej i wschodniej części wzgórza. Donżon stał się częścią większego kompleksu.
Wymienione najazdy i walki mogły zahamować rozwój miasta. Być może z tego powodu nie udała się XIII-wieczna lokacja Lublina. Z drugiej strony spowodowały oddzielanie się części Sandomierszczyzny na wschód od Wisły i tworzenie Lubelszczyzny.

## Od lokacji na prawie niemieckim do unii w Krewie

### Druga lokacja miejska

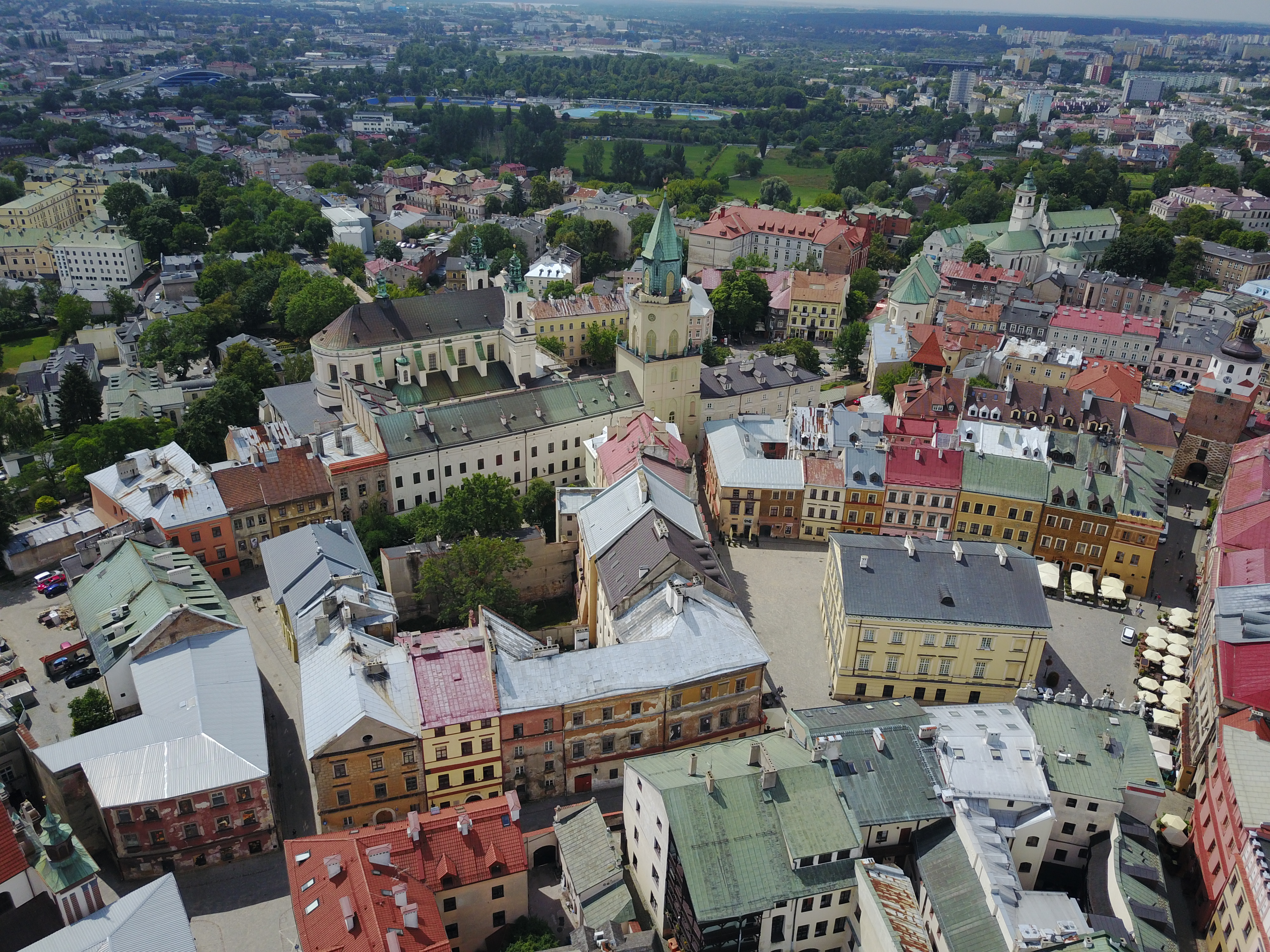
Panorama południowej części Starego Miasta, po prawej widoczny rynek z dawnym ratuszem

Kolejnej lokacji, udokumentowanej w postaci pergaminowego aktu, dokonał książę Władysław Łokietek 15 sierpnia 1317. Wydaje się, że istniały dwie przyczyny tej decyzji: polityczna i gospodarcza. W tym okresie Lublin popierał Łokietka w jego staraniach o przejęcie władzy nad ziemiami polskimi. Ponadto, jak wspomniano wyżej, był ulokowany na istotnym szlaku handlowym. W 1315 Łokietek odmówił kupcom toruńskim podróżowania na Ruś przez Lublin. Być może wtedy zwrócił uwagę na znaczenie gospodarcze tego kierunku i na gospodarczą rolę Lublina.
Łokietek ulokował Lublin na prawie magdeburskim. Wykonawcą przywileju (pierwszym wójtem) był Maciej, wójt Opatowca, dostojnik związany z dworem Łokietka. Sam przywilej był typowym dokumentem wystawianym w takich okolicznościach w XIV-wiecznej Małopolsce. W pierwszej części określał majątek dziedziczny i przychody wójta. Druga część stanowiła prawa i obowiązki mieszczan lubelskich.
Wydaje się, że dopiero po wystawieniu przywileju nastąpiło zagospodarowanie przestrzeni miejskiej. Zagospodarowano całe Wzgórze Staromiejskie i rozplanowano ok. 120 działek. Uprawnienia ich właścicieli ujednolicono. Zachowano kształt działek z północnej części wzgórza, zasypano fosę na osi ulic Rybna–Złota i zajęto dawne przedmieście należące do archidiakona. W zamian za te tereny archidiakon otrzymał wieś Dziesiąta. W centralnej części wzgórza wytyczono czworoboczny rynek, a na zachód od niego przeprowadzono główną oś komunikacyjną (ulice: Grodzka–Krakowska, obecnie Bramowa). Poprzeczne ulice, takie jak Olejna, Szambelańska i Kowalska (obecna Jezuicka) wytyczono wzdłuż XII i XIII-wiecznych umocnień. Przy rynku zaprojektowano także Rynek Rybny, gdzie handlowano rybami i solą. Pierwotnie cała zabudowa, oprócz kościoła św. Michała, była drewniana. Miasta strzegły palisada i trzy wieże: Grodzka, Krakowska i Wójtowska.
Z jednej strony układ ulic i kształt rynku były typowe dla lokowanych miast, z drugiej strony – nieregularne kształty i powierzchnie działek świadczą o dostosowaniu do topografii wzgórza. Ulice zaplanowano tak, by ułatwić odpływ wód opadowych i ścieków. Rynsztok płynął przy Rynku Rybnym, a ścieki spływały wąwozem południowym, w którym wzniesiono Bramę Gnojną.
Lublin otrzymał 100 łanów (ok. 24 km²), z czego większość stanowiły tereny uprawne. Były one źródłem utrzymania mieszczan Lublina. W granicach miasta znalazły się też tereny nieuprawne, podmokłe doliny rzek i stawy. Między obecnymi ulicami Nadstawną a Lubartowską znajdował się staw „pod Zamkiem” (później „za Żydy”), kolejny spiętrzono przy wsi Czechów, między obecnymi ulicami Spokojną a Przy Stawie i Ogródkową. Nazywano go Świętokrzyskim, Lubomelskim i Czechowskim. Wzgórze Zamkowe i jego najbliższe okolice należały do władcy. W 1317 roku na prawo niemieckie przeniesiono także Sławin.

### Polityka i inwestycje Kazimierza Wielkiego

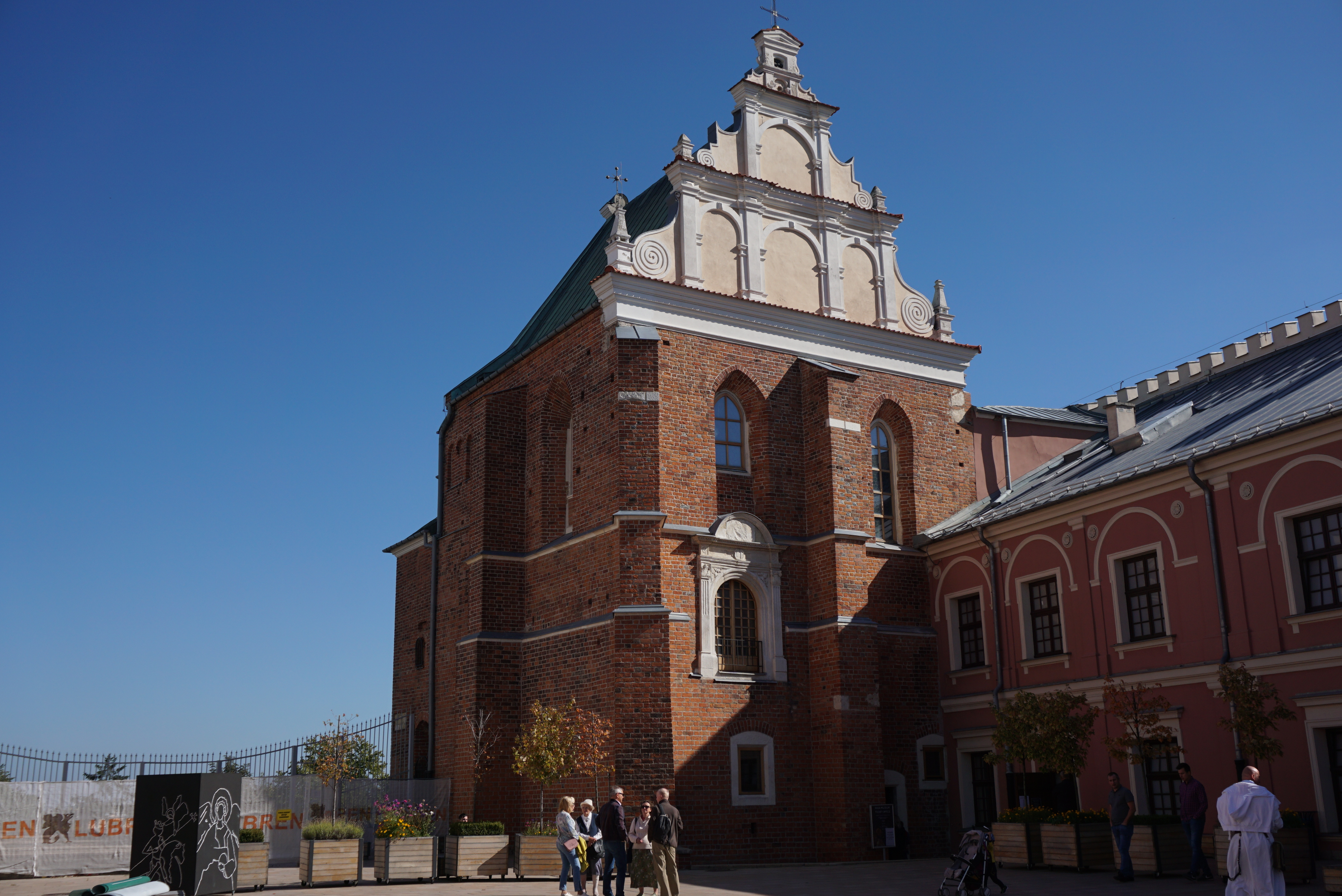
Fasada i ściana północna kaplicy Trójcy Świętej

W 1340 Kazimierz Wielki zaatakował Ruś Halicką. Wywołał tym odwetowy atak tatarski. Na przełomie stycznia i lutego 1341 roku, po nieudanej próbie sforsowania Wisły siły tatarskie wraz z posiłkami ruskimi, które prowadził Dymitr Detko, wycofały się w kierunku Lublina. Najeźdźcy rozlali się po ziemi lubelskiej, grabiąc i mordując. Oblegli także gród lubelski i puścili z dymem zabudowania stojące na zewnątrz fortyfikacji. Mimo że gród miał wówczas tylko drewniane umocnienia, załoga wraz z chroniącymi się w grodzie mieszczanami wytrzymała oblężenie, które trwało od 8 do 12 dni. Co do przyczyny odstąpienia Tatarów od Lublina, istnieją dwie hipotezy. Według pierwszej Kazimierz Wielki stoczył bitwę z Tatarami we wsi nieopodal Lublina na prawym brzegu Bystrzycy, rozbijając ich główne siły (bitwa pod Lublinem). Od legendarnej bitwy miała się wziąć późniejsza nazwa wsi, a następnie dzielnicy Lublina, Tatary. Druga mówi o odstąpieniu Tatarów od Lublina po śmierci ich dowódcy, który miał zginąć od strzały lubelskiego łucznika.
W 1342 król sprzedał dziedziczne wójtostwo lubelskie krakowskiemu mieszczaninowi, Franciszkowi z Moguncji. Franciszek otrzymał dwie wsie (Bronowice i Konopnicę), także pustą działkę w mieście, prawo do zbudowania łaźni, a ponadto szereg już istniejących budynków, w tym młyny, rzeźnię i jatki rzeźnicze, sklepy sukienne, kramy solne, budy chlebowe, szewskie i rybne. Kazimierz Wielki zainwestował też w możliwości obronne miasta. Otoczono je murem o długości ponad kilometra, wzniesionym z cegły i kamienia wzdłuż linii dzisiejszych ulic Podwale–Królewska–Lubartowska. Wyrównano też zbocza Wzgórza Staromiejskiego. Możliwe, że wtedy ostatecznie ustalono kształt i status prawny działek w południowej części miasta. Kazimierz Wielki ufundował murowane kościół i klasztor oo. dominikanów, wpisane w system obronny miasta. Przy wjeździe do miasta od strony zachodniej, w miejscu cmentarza z XII – XIII w., z funduszy króla, wybudowano szpital Świętego Ducha.
Prace prowadzono też przy Wzgórzu Zamkowym. Oprócz wybudowania muru i wyrównania zboczy przebudowano świątynię Trójcy Świętej, która stała się elementem obronnym wzgórza. Być może Wzgórza Staromiejskie i Zamkowe połączono mostem zwodzonym. Pod nim prawdopodobnie znajdowała się nawodniona fosa. Mógł to być ciek o nazwie Grodzianka, połączony kanałem z Czechówką. Prawdopodobnie na Grodziance był umiejscowiony najstarszy lubelski młyn, opisywany jako „młyn królewski pod zamkiem”, w którym mielono słody. W pobliżu, poniżej obecnej ul. Kowalskiej, znajdowała się sadzawka. Mogła być ona wykorzystywana do połowu ryb, ponieważ znajdowała się w pobliżu Furty Rybnej i Rynku Rybnego.
Od około połowy XIV w. wznoszono coraz więcej budynków murowanych w miejsce budynków wyłącznie drewnianych lub posadowionych na murowanych fundamentach. Prawdopodobnie już w tym czasie budowano z cegły pozyskiwanej z okolicznych lessów.
W latach 1351 i 1358 w mieście przebywał przez dłuższy czas król Kazimierz. W czasie drugiego wymienionego pobytu wydał przywilej na dwa kolejne młyny. Pierwszy młyn na Bystrzycy, nazywany „wielkim”, wybudowano blisko ujścia Czechówki do Bystrzycy. Od końca XIV w. inny młyn stał na grobli na stawie położonym między obecnymi ulicami Spokojną a Przy Stawie i Ogródkową. Staw ten nazywano wtedy Świętokrzyskim.

### Handel i administracja
W latach 40. XIV w. wzrosło znaczenie handlu między ziemiami Zakonu Krzyżackiego i państwami niemieckimi a Rusią. W 1344 i 1349 Kazimierz Wielki wydał przywileje nakazujące kupcom pruskim przejeżdżać przez Kazimierz, Wąwolnicę i Lublin. Niemieccy kupcy zaczęli osiedlać się w Lublinie i tworzyć elitę mieszczan. Tymczasem lubelskie rzemiosło służyło głównie rynkowi lokalnemu. Działalność wytwórczą prowadzono na zapleczach budynków stojących wokół rynku, na zachód od ul. Grodzkiej i na południe od budynków dominikanów. Przy kościele dominikanów funkcjonowały jatki rzeźnicze.
Co najmniej od 1359 roku na Wzgórzu Zamkowym działało kilku urzędników, ustanowionych przez Kazimierza Wielkiego odrębnie od urzędników sandomierskich. Po pierwsze był to starosta, urzędnik królewski, którego władza rozciągała się prawdopodobnie także na ziemię łukowską. Jego kompetencje ograniczały władzę urzędników ziemskich – wojewodów sandomierskich i kasztelanów lubelskich. Byli też: sędzia ziemski oraz chorąży. Powołanie tych urzędników było kolejnym etapem wyodrębniania Lubelszczyzny od Sandomierszczyzny. Po śmierci Kazimierza, w latach 1377–1379 pojawił się konflikt między urzędnikami ziemskimi a ówczesnym starostą, Piotrem ze Szczekocin.
Przy okazji dokumentowania wspomnianego sporu odnotowano aktywność lubelskiej rady miejskiej. Obradowała ona w ratuszu, który od przełomu wieków XIV i XV był budynkiem murowanym. W tym czasie godność rajcy miejskiego była dziedziczna.

### Ludność Lublina i okolic

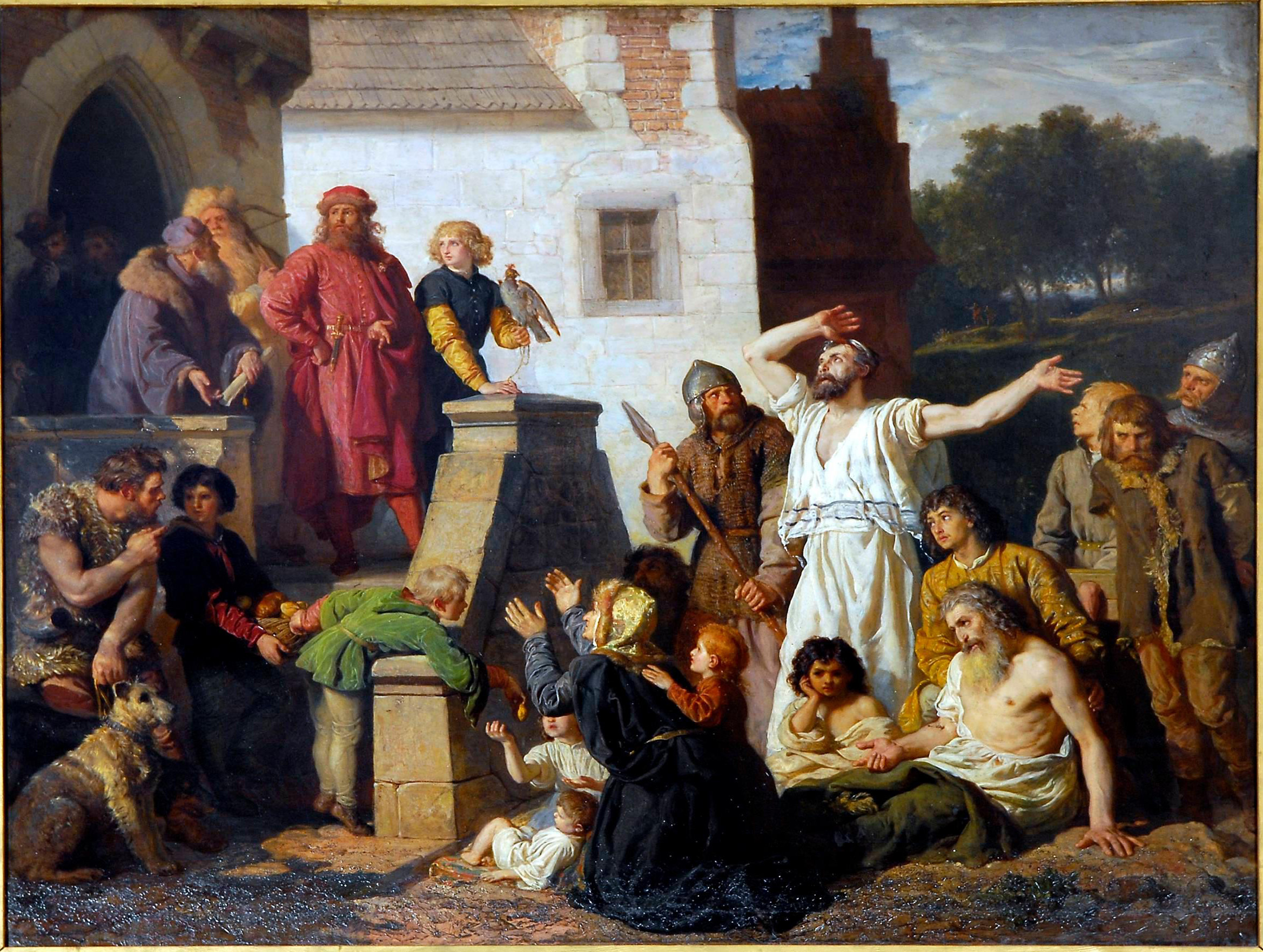
Wojciech Gerson, Kazimierz Wielki i Żydzi

W XIV w. w Lublinie pojawili się pierwsi stali mieszkańcy pochodzenia żydowskiego. Przybyli oni później niż na Śląsk, do Wielkopolski czy na Kujawy. Osiedlili się prawdopodobnie na Podzamczu. Według własnej tradycji otrzymali też od Kazimierza Wielkiego przywilej pozwalający na osiedlanie się w tym miejscu. Mogło to być już po tym, jak w roku 1334 król Kazimierz rozszerzył na całe Królestwo Polskie postanowienia statutu kaliskiego odnośnie do Żydów.
Liczba ludności miasta i okolicy rosła. Z 1326 pochodzi pierwsza wzmianka o Czechowie, wtedy wsi szlacheckiej. W 1383 odnotowano istnienie Sulisławic, wsi królewskiej. Na prawo niemieckie przeniesiono wsie: Bronowice (1324), Konopnica (1342) i Wrotków (1349). W 1346 ulokowano Zemborzyce. Dodatkowo o wzroście ludności świadczy potrzeba młynów na Bystrzycy.
Przed 1390 na Podzamczu wzniesiono cerkiew Przemienienia Pańskiego. To wskazuje na istotną rolę kupców i osób innych stanów pochodzących z Rusi, przebywających w Lublinie.

## Od unii w Krewie do utworzenia województwa

### Znaczenie unii z Litwą i handlu dla rozwoju Lublina

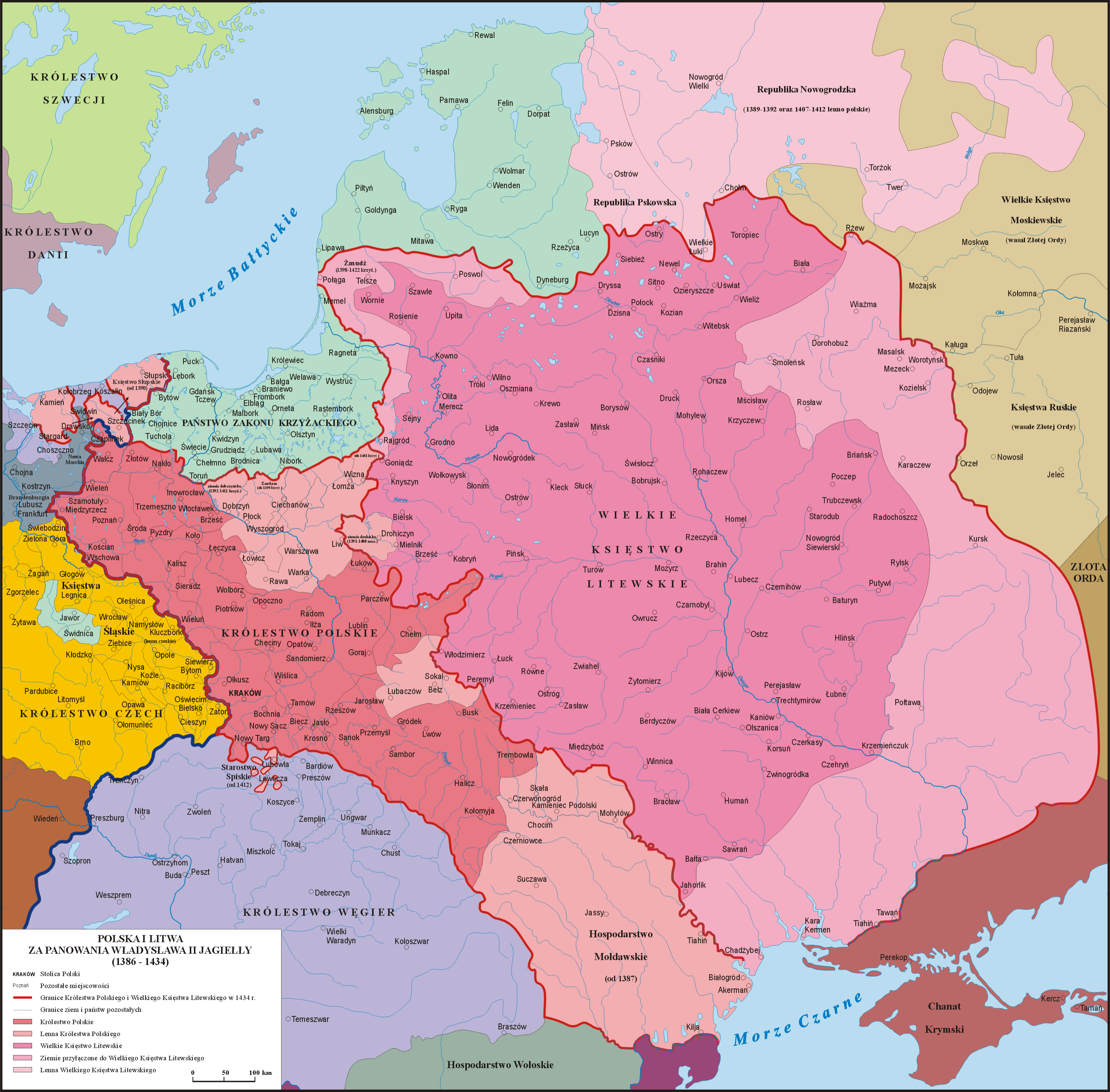
Polska, Litwa i państwa sąsiednie w okresie panowania Władysława II Jagiełły

Unia Polski z Litwą zmieniła położenie Lublina na mapie politycznej. Lublin przestał być ośrodkiem nadgranicznym, narażonym na najazdy, a stał się miastem w centrum połączonych państw. Poza tym w tamtym okresie Lublin leżał na skrzyżowaniu trzech międzynarodowych szlaków handlowych: między Krakowem a Wilnem, Morzem Czarnym a nadbałtyckimi miastami hanzeatyckimi oraz Śląskiem i Wielkopolską a Kijowem. Wzrosła zatem jego rola jako węzła wymiany między strefami gospodarczymi: leśną, rolno-hodowlaną i produkcyjną. Inaczej rzecz ujmując, Lublin był „wrotami” między Polską, Litwą i Rusią. Ten czynnik zapewniał rozwój przez następne 250 lat – Lublin stał się miastem przede wszystkim handlowym.
2 lutego 1386 roku na lubelskim zamku odbył się zjazd, na którym polscy panowie i rycerstwo wybrali Jagiełłę na króla polskiego. Stamtąd orszak udał się do Krakowa. Później Jagiełło wielokrotnie odwiedzał Lublin, który stał się miejscem rozwiązywania starych sporów polsko-litewskich w nowej sytuacji politycznej. Był on wspomniany w tekście unii horodelskiej jako miejsce spotkań polsko-litewskich. Od 1386 do 1448 odbyło się osiem takich zjazdów. Ponadto w Lublinie miały miejsce robocze spotkania monarchów z bojarami litewskimi i polską radą królewską. Wydarzenia te napędzały lokalne usługi i rzemiosło.
Jagiellonowie nadali Lublinowi szereg przywilejów. W 1383, jeszcze przed zawarciem unii, lublinianie otrzymali od Jagiełły przywilej wolnego handlu w całym Wielkim Księstwie Litewskim. Dzięki temu Lublin jako pierwszy zaczął zarabiać na handlu z Litwą. Kolejne przywileje związane były z jarmarkami. W tym czasie jarmarki były formą organizacji handlu dalekosiężnego, międzynarodowego, który cechował już podział pracy między obszarami gospodarczymi. Ziemie polskie skorzystały na zmianach gospodarczych, które były konsekwencją podbojów Timura Chromego i Turków osmańskich oraz wojen husyckich. Kosztem tras czarnomorskich oraz szlaku przez Pragę na znaczeniu zyskała trasa z Wrocławia do Lublina i Lwowa. I tak w 1392 Władysław Jagiełło nadał prawo składu na 8 dni i jeden 16-dniowy jarmark w okresie Zielonych Świąt (maj/czerwiec). W 1405 lubelscy kupce zostali zwolnieni z ceł na terenie Polski i Litwy. W 1448 Kazimierz Jagiellończyk zwiększył liczbę jarmarków do czterech w roku: 16-dniowy w okresie Oczyszczenia Najświętszej Maryi Panny (luty), 8-dniowy w okresie Wniebowzięcia Najświętszej Maryi Panny (sierpień) i 8-dniowy w okresie święta św. Apostołów Szymona i Judy (październik). Najmniejszą rolę odgrywał jarmark letni. W 1450 ustalił szlak dla kupców z Rusi, którzy musieli odtąd podróżować przez Lublin, Kazimierz i Radom do Wrocławia i Poznania.

### Kultura

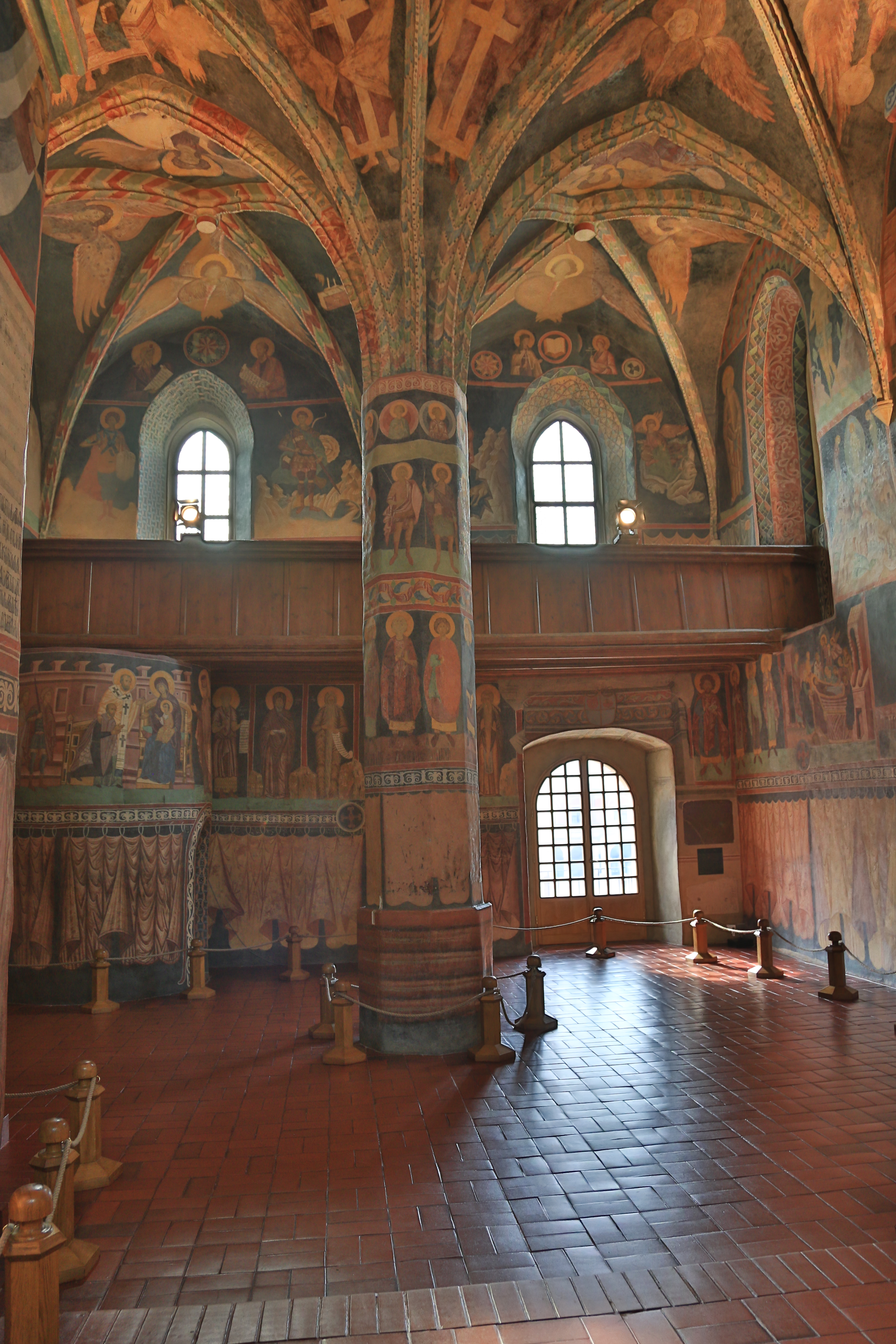
Freski bizantyńsko-ruskie w kaplicy Św. Trójcy

Wiek XV przyniósł rozwój lubelskiej architektury sakralnej. W latach 1395–1416 miała miejsce ufundowana przez Władysława Jagiełłę przebudowa zamkowej kaplicy Św. Trójcy. Następnie, w latach 1416–1418, zespół artystów pod przewodnictwem mistrza Andrzeja pokrył jej ściany freskami bizantyńsko-ruskimi. Powstało także kilka nowych kościołów. Z inicjatywy mieszczan, prawdopodobnie jeszcze przed 1419, zaczęto wznosić kościół Świętego Ducha. Ulokowano go w bezpośrednim sąsiedztwie szpitala pod tym samym wezwaniem. Świątynię erygowano w 1421. Około 1420 Jagiełło ufundował, jako wotum za zwycięstwo grunwaldzkie, kościół Matki Bożej Zwycięskiej. Sprowadzono do niego zakon św. Brygidy, męski i żeński, który w 1426 otrzymał własną jurydykę. Przy kościele i klasztorze tego zakonu funkcjonowało targowisko, istniejące tam do XIX w. W 1434 wzniesiono drewniany kościół Świętego Krzyża. Kolejną świątynią ufundowaną w 1459 z inicjatywy mieszczan był kościół Nawrócenia św. Pawła, zbudowany wraz z klasztorem franciszkanów obserwantów (bernardynów). Pierwotnie zabudowania franciszkańskie były drewniane. Murowany kościół wzniesiono między 1470 a 1497.
W tym czasie istniało już w Lublinie życie kulturalne. Przy lubelskich kościołach działali organiści. W 1432 w kościele Św. Trójcy pracował Mikołaj, a w kościele św. Michała działali: w 1433 – Jakub z Lublina, a w 1454 – Stanisław z Wysokiego. Przy kościele św. Michała funkcjonowały też Bractwo Najświętszej Marii Panny i szkoła parafialna, której absolwenci kształcili się na uniwersytetach. Od 1402 mieszkańcy Lublina byli żakami Akademii Krakowskiej. W pierwszej połowie XV w. było ich w sumie 12, a w drugiej – 34. Wśród nich był doktor Mikołaj z Lublina.

### Rozwój przestrzenny
Nowe świątynie i klasztory miały znaczenie dla rozwoju przestrzennego miasta. Ulokowano i obwiedziono je murami tak, by stanowiły dodatkową obronę dla Lublina. Przy nich rozwijały się przedmieścia, których mieszkańcy w razie zagrożenia chronili się w obiektach kościelnych. I tak przy kościołach Świętego Ducha, brygidek i bernardynów powstało Lubelskie Przedmieście (później nazwane Krakowskim). Rozwinęły się także przedmieścia na Czwartku, Żmigrodzie i Słomianym Rynku.
W omawianym okresie powstały także nowe miejscowości w najbliższej okolicy Lublina. Z 1398 pochodzi pierwsza wzmianka o Abramowicach (wsi szlacheckiej), z 1405 i 1425 o Chłopiu i Rawszycach (wsiach królewskich), z 1426 o Ponikwodzie (wsi szlacheckiej), a z 1464 o Tatarach (wsi królewskiej). W 1392 lokowano na prawie niemieckim Świdnik Wielki, a w 1451 – Abramowice.

### Rozwój gospodarczy, rolnictwo
XV-wieczny Lublin zamieszkiwali Polacy, Litwini i Rusini, a ponadto: Niemcy, Czesi, Węgrzy, Włosi, Ormianie i Tatarzy. Pierwsi Żydzi osiedli w tym mieście za panowania Kazimierza Wielkiego, ale dopiero za Jagiellonów stanowili większą grupę i utworzyli gminę na Podzamczu. W 1453 Kazimierz IV Jagiellończyk nadał im przywilej swobodnego handlu. Emigranci zajmowali się głównie handlem i obrotem pieniężnym, a rzadziej rzemiosłem. W omawianym okresie lubelscy rzemieślnicy produkowali na potrzeby rynku lokalnego oraz osób różnych stanów odwiedzających Lublin z okazji jarmarków. Funkcjonowało ponad 40 zawodów, w tym (w kolejności według ustalonej liczby rzemieślników z danego zawodu) z branży skórzanej, spożywczej, włókienniczej i odzieżowej, metalowej, budowlanej i ceramicznej. To oznacza, że Lublin nie był wyspecjalizowanym ośrodkiem. Część wymienionych grup zawodowych była zorganizowana w cechach.
Od połowy XIV w. do połowy XV w. panowało ochłodzenie, a klimat nie był korzystny dla rolnictwa. W pierwszej połowie XV w. ceny żywności były wysokie. Miał wtedy miejsce szereg nadań gruntów; utworzono wtedy między innymi folwark szpitala Świętego Ducha. Wzdłuż Czechówki (aż do Wieniawy) ciągnęły się ogrody i winnice należące do lubelskich mieszczan. Później klimat ocieplił się i wzrosła wilgotność, co było pozytywną zmianą dla rolnictwa. W efekcie handel zbożem zwiększył się. Lokalnym centrum tego handlu stał się Słomiany Rynek.
Lublinianie potrzebowali nowego źródła wody. W drugiej połowie stulecia wyschło źródło przy Bramie Grodzkiej, a woda z najbliższych rzek i stawów nie była zdatna do użytku. Informacja z 1438 roku wspomina o rurach i mechanizmie podnoszącym wodę na wysokość Wzgórza Staromiejskiego. W 1471 Kazimierz Jagiellończyk pozwolił na wykopanie nowego kanału. Ta decyzja mogła być powodowana zwiększonym zapotrzebowaniem na wodę, wynikającym ze wzrostu liczby ludności miasta.

### Administracja

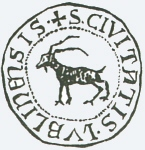
Pieczęć Lublina z 1401

XV-wieczny Lublin był istotnym ośrodkiem administracyjnym. Oprócz tego, że był siedzibą archidiakona, kasztelana i starosty, był miejscem działania sądów ziemskich i grodzkich, a od lat 20. XV wieku także miejscem zjazdów szlacheckich.
Zachodziły też zmiany dotyczące ustroju miasta i jego władz. Dziedziczne wójtostwo lubelskie należało do bogatych rodzin krakowskich. Różnice interesów powodowały, że wójtowie byli w stałym konflikcie z mieszczanami lubelskimi, reprezentowanymi przez radę miejską. Wójtem szczególnie skonfliktowanym z lokalnym mieszczaństwem był Janusz Pieczeń. Jednakże z biegiem czasu kompetencje rady były poszerzane, kosztem władzy wójta, o sprawy sądownictwa, finansów i administracji. W 1456 Kazimierz Jagiellończyk zwolnił wójta Stanisława Morsztyna i jego następców od służby wojennej.
W tym samym okresie przeniesiono miejsce pracy miejskiego kata. Początkowo wykonywał on wyroki na placu przy kościele Św. Ducha. Później miejską szubienicę ustawiono przy drodze na Kazimierz (Domek Kata). Skazanych grzebano przy nieodległym kościele Św. Krzyża.
Z około 1401 roku, z dokumentu z pieczęcią rady miejskiej Lublina, pochodzi najstarszy obraz herbu miasta. Sam dokument pochodził prawdopodobnie z XIV wieku. Herb przedstawia kozła otoczonego napisem CIVITATIS LVBLINENSIS. Kozioł był atrybutem bogini Wenus (co oznacza płodność natury), od której wywodziła się Julia z rodu juliańskiego – według legendy przytoczonej przez Wincentego Kadłubka – założycielka miasta.
W 1400 rada miejska wykupiła Konopnicę.

## Od utworzenia województwa do powołania Trybunału Koronnego (Złoty Wiek miasta)

### Szczyt rozwoju handlu
Tak jak w poprzednim okresie, tak i w swoim Złotym Wieku Lublin był przede wszystkim miastem handlowym. Przybywali do niego kupcy m.in. z Turcji, Armenii i Arabii, a ponadto z Wielkich Księstw: Litewskiego i Moskiewskiego. W 1493 Jan Olbracht wytyczył przez Lublin szlak wiodący z Wołynia i Rusi na Śląsk i do Niemiec. O handlu międzynarodowym odbywającym się w Lublinie pisali twórcy zagraniczni: poseł wenecki Girolamo Lippomano (ok. 1575), Alessandro Guagnini w Kronice sarmacji europejskiej i Georg Braun w Civitates orbis terrarum, a z pisarzy polskich: Marcin Kromer, Świętosław Orzelski i Sebastian Klonowic w poemacie Roxolania.
Na jarmarkach odbywał się obrót surowcami i półfabrykatami, wymienianymi na produkty rzemieślnicze, luksusowe i kolonialne. Klonowic wymienił niektóre dobra będące przedmiotem wymiany. Były to wina węgierskie i greckie, jedwab i kadzidła, a także wiele rodzajów futer, kożuchów i skór: sobolowych, wilczych, lisich, wiewiórczych i gronostajowych. Handlowano też śledziami i bydłem ze wschodu, suknem z Anglii, Niderlandów i Niemiec oraz metalem i wyrobami metalowymi z Węgier. Najpopularniejszy był kredyt rozliczany na kolejnych jarmarkach odbywających się w Lublinie lub w innych miastach.
Towary sprzedawano w sklepach znajdujących się w kamienicach przy rynku, ul. Grodzkiej i Bramowej. Handlowano także na Rynku Rybnym, przy kościele ojców dominikanów, a ponadto w kramach i budach ustawionych na rynku. W tym miejscu stały też: smatruz (kramnica), prawdopodobnie odbudowana w ostatniej ćwierci XV w., oraz waga miejska wykupiona od prywatnego właściciela najwcześniej w 1502. Na rynku oprócz jarmarków organizowano targi, odbywające się w każdy poniedziałek i piątek.
Na zmniejszenie wielkości obrotów miały wpływ: przywilej Zygmunta Starego z 1544, nakazujący kupcom z Turcji i Włoch uczestnictwo w jarmarkach lwowskich zamiast lubelskich (kupcy ci nie przestali jednak odwiedzać Lublina), wojny z Moskwą (tymczasowo) oraz rosnąca rola Warszawy. Duże zmiany zaszły też po zawarciu unii w 1569. Tereny na wschodzie upodobniły się gospodarczo do Polski centralnej, a Lublin tracił funkcję „wrót” między odmiennymi regionami.

### Lublin na mapie politycznej

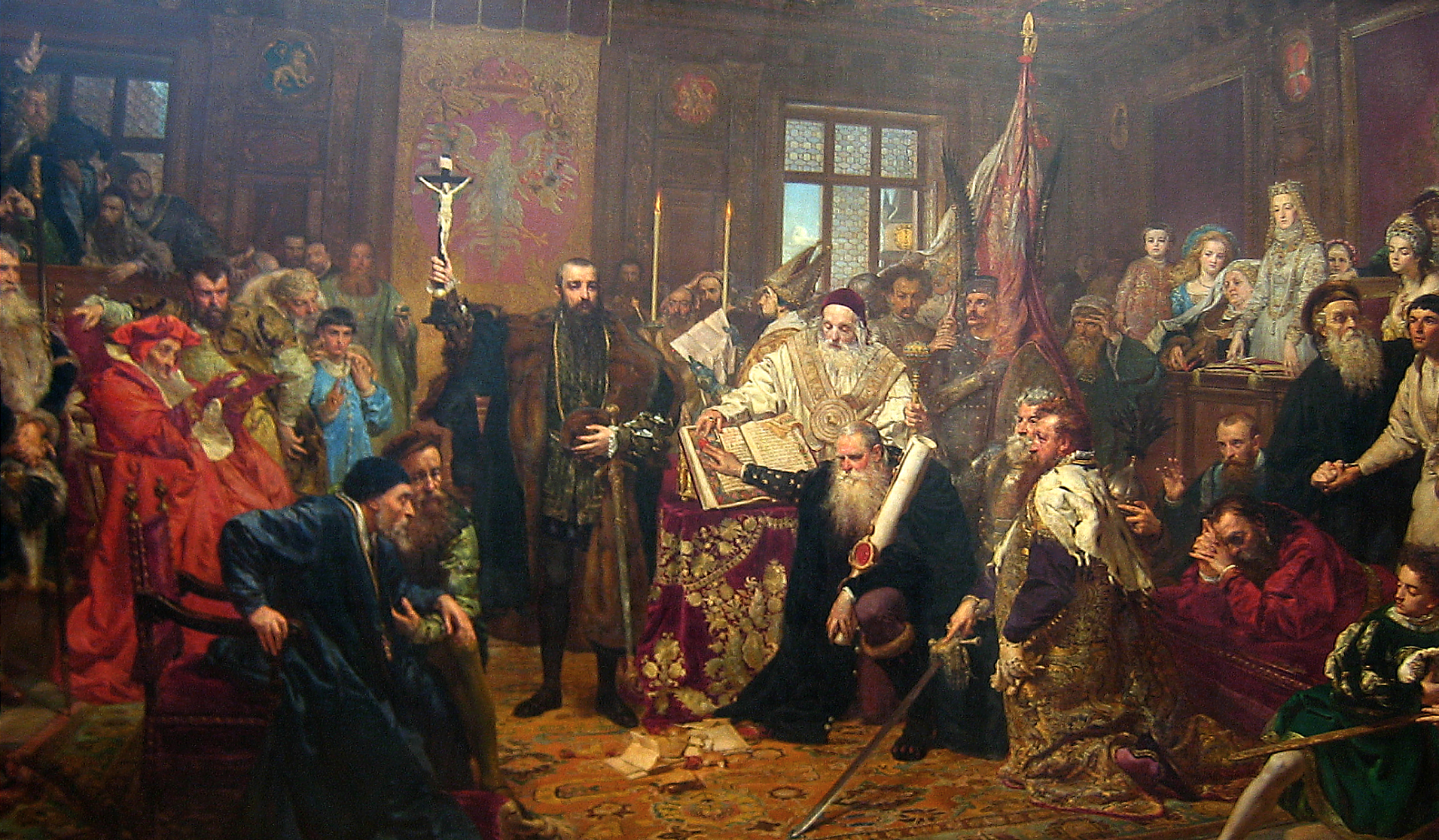
Unia Lubelska – obraz Jana Matejki, znajdujący się obecnie w Muzeum Lubelskim

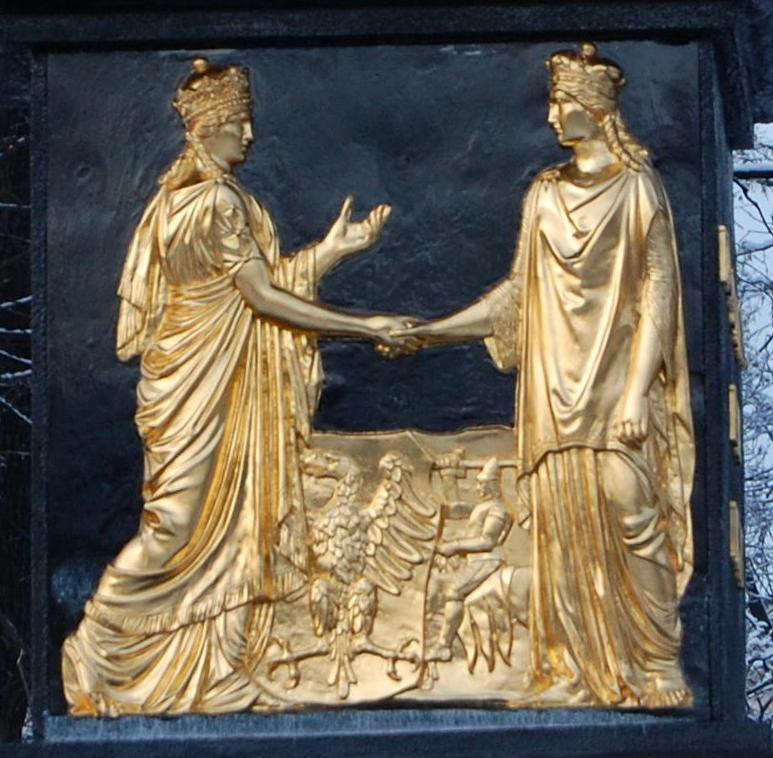
Relief Pawła Malińskiego na Pomniku Unii Lubelskiej w Lublinie z 1826 roku. Przedstawia on dwie stojące kobiety, symbolizujące Koronę i Litwę.

W 1474 Kazimierz Jagiellończyk ustanowił Lublin stolicą nowego województwa, wyodrębniając ziemię lubelską i łukowską z województwa sandomierskiego. Dotychczasowy miejscowy kasztelan Dobiesław Kmita z Wiśnicza został pierwszym wojewodą lubelskim. Od 1518 każdy lubelski wojewoda był równocześnie kasztelanem.
Lublin jako stolica województwa stał się poważnym ośrodkiem życia politycznego. Leżąc na szlaku między Krakowem a Wilnem, był przystankiem dla monarchów (w tym Aleksandra Jagiellończyka, Zygmunta Starego i Zygmunta Augusta), jeżdżących między stolicami Korony i Litwy.
Od 1532 w mieście odbywały się obrady sejmiku szlachty z województwa lubelskiego. Sejmiki odbywano na zamku. Ponadto w latach 1506, 1554, 1566 i 1568–1569 w Lublinie odbywały się sejmy koronne. Na tym ostatnim zawarto unię głębiej jednoczącą dwa państwa (unię lubelską). W 1569 na Krakowskim Przedmieściu Albrecht Fryderyk Hohenzollern złożył Zygmuntowi Augustowi hołd lenny. Po śmierci Zygmunta Augusta zaproponowano, aby okolice Lublina były miejscem odbywania elekcji.
Lublin, podobnie jak Kraków, Wilno, Lwów i Poznań miał prawo do wysyłania posłów na sejmy. Mieszczanie korzystali z tego przywileju, chociaż ich rola w procesach decyzyjnych na sejmach była ograniczona.

### Klimat, rozwój lokalnego rolnictwa
W początkowym okresie Złotego Wieku miasta trwały ocieplenie klimatu i wzrost wilgotności. Były to bardzo korzystne warunki dla rozwoju rolnictwa. W związku z tym 100 łanów ziemi należących do miasta podlegało intensywnemu zagospodarowaniu. Powiększono sady i ogrody oraz pola uprawne. Ciągnęły się one na zachód od drogi wzdłuż obecnych ulic Narutowicza i Nadbystrzyckiej, wzdłuż Czechówki, na Krakowskim Przedmieściu i na północ od „miasta w murach”, od ziem należących do probostwa Fary aż do folwarku na Ponikwodzie. Granice między majątkami były przebiegały wzdłuż suchych dolin i wąwozów.
W połowie XVI w. istniały następujące folwarki: na Rurach, na zachód od terenów miejskich i doliny Bystrzycy, znajdował się ok. 230-hektarowy majątek brygidek. Na zachód od niego rozciągały się grunty szpitala Świętego Ducha (ok. 70 ha), dalej ziemie mieszczan lubelskich, a na południowym zachodzie, przy przewężeniu doliny Bystrzycy, był 96-hektarowy folwark Kilowski, którego nazwa pochodziła od XV-wiecznego właściciela, rajcy miejskiego Mikołaja Kilhowa. Nad doliną Czechówki znajdowały się ziemie należące do rodziny Lubomelskich (folwark o powierzchni 144 ha oraz równie rozległe ogrody i sady). Po północnej stronie doliny Czechówki znajdowały się folwarki Fary (ponad 70 ha), kościoła św. Mikołaja (prawie 50 ha) i cerkwi prawosławnej (36 ha). Około 80–90% wymienionych powierzchni stanowiły pola uprawne. Do tego czasu obszar należący do miasta został ostatecznie wylesiony.

### Zmiany przestrzenne
W omawianym okresie obszar „miasta w murach” został właściwie w całości zagospodarowany. Zabudowane było 75% tej powierzchni, a liczba działek doszła do obecnej – ok. 130. Na podstawie decyzji Zygmunta Starego wydanej w 1532 działki, które pozostałyby puste, miały być po roku sprzedane temu, kto mógłby je zabudować. Jednocześnie wzdłuż traktów handlowych dynamicznie rozrastały się przedmieścia: przy trakcie krakowsko-śląskim: Lubelskie i Żmigród; przy litewsko-ruskim Podzamcze, Czwartek i Słomiany Rynek. Przy tym ostatnim zabudowa rozwinęła się w Lwowskie Przedmieście, zwane później Kalinowszczyzną. U stóp Czwartku, na placu „pod ruską cerkwią”, raz w tygodniu odbywały się targi.
Na początku XVI w. poprzez osuszenie terenu powiększono obszar Podzamcza (które nazywano także Przedmieściem Podzameckim), gdzie mieszkała ludność obsługująca władze mające siedzibę na zamku, podległa staroście. Były tam ulokowane łaźnia i browar. W południowo-zachodniej części Podzamcza rozrastało się osadnictwo żydowskie.
W okolicy przybyło też jurydyk. W 1552 za Lwowskim Przedmieściem powstała jurydyka na Białkowskiej Górze. Za Żmigrodem utworzono jurydykę Gorajszczyzna. Na terenie Lublina pojawiły się także, w tym okresie jeszcze nieliczne, posesje szlacheckie, tzw. „dwory pańskie”. W 1573 było ich 13. Ogółem liczba posesji na przedmieściach wzrosła ze 145 w 1524 do 274 w 1573.
W najbliższej okolicy „miasta w murach” utrwalał się przebieg szlaków komunikacyjnych. Trakt na Lubelskim Przedmieściu stał się główną osią komunikacyjną. W XVI w. zaczęła tamtędy biec droga na Kraków (wcześniej prowadzona wzdłuż obecnej ul. Narutowicza) i stąd zmieniono nazwę tej okolicy na Krakowskie Przedmieście. Od II połowy XVI w. na wysokości obecnej ul. Staszica rozwidlał się na trakt na Kraków, Wielkopolskę i Śląsk oraz na trakt na Mazowsze. Ten pierwszy biegł do kościoła Świętego Krzyża, gdzie rozdzielał się na odnogę w kierunku obecnej ul. Radziszewskiego, dalej ul. Wileńskiej, Konopnicy i Zawichostu oraz na odnogę w kierunku obecnego skrzyżowania ulic Nałęczowskiej (przez Wąwolnicę) i Wojciechowskiej (przez Wojciechów) i dalej do Kazimierza. Drugi trakt biegł w kierunku dzisiejszego pl. Litewskiego i Wieniawy, a dalej na Jastków i Kurów. Aby usprawnić komunikację ze Żmigrodem, Tatarami i Bronowicami, blisko późniejszej Wieży Trynitarskiej stworzono furtę miejską.
Dynamiczny rozwój doprowadził do zmiany stosunków gospodarczych i prawnych między „miastem w murach” a przedmieściami. Pierwotnie, zgodnie ze średniowiecznymi regulacjami, handel mógł odbywać się jedynie na miejskim rynku. Oprócz tego jedynie wewnątrz murów można było sprzedawać alkohol. Było to przede wszystkim piwo, warzone w browarach podłączonych do wodociągów, ale w 1524 Zygmunt Stary zezwolił mieszczanom także na produkcję gorzałki. Jednak monopol miasta był kwestionowany. Od 1542 na podstawie decyzji arbitra, w której to roli wystąpił starosta Jan Gabriel Tęczyński, część z wymienionych praw otrzymała także ludność przedmieść. W efekcie z czasem centrum handlu zostało przesunięte na plac „na korcach” na Krakowskim Przedmieściu. Handel i sprzedaż piwa zaczęły też prowadzić jurydyki i dwory „pańskie”. W 1570 przedmieszczanie uzyskali prawo produkcji gorzałki. Oprócz tego zachodziły zmiany ustrojowe: w 1532 dzielnica żydowska na Podzamczu została objęta prawem miejskim. W 1541 prawem tym zostali objęci także mieszkańcy przedmieścia na Czwartku.

### Wytwórczość, zakłady napędzane energią wodną i stawy

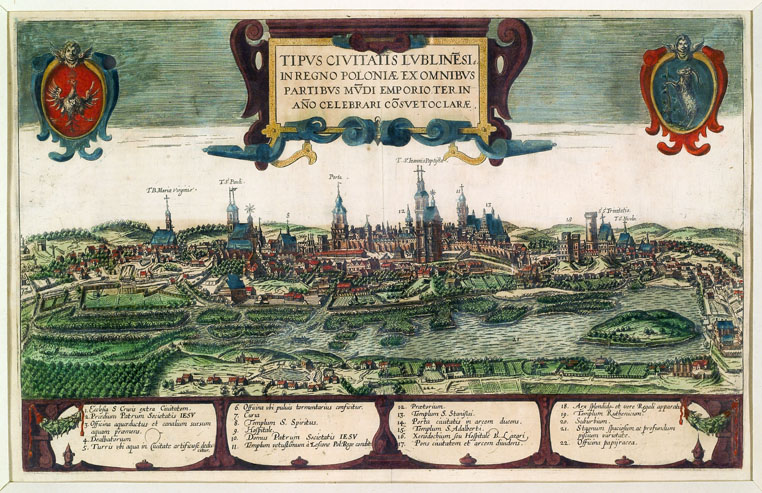
Lublin w roku 1618 na obrazie Hogenberga i Brauna. Na pierwszym planie widoczny Wielki Staw Królewski, w XVII w. o mniejszej już nieco powierzchni

Wraz z rozrostem i bogaceniem się miasta wzrastały potrzeby i możliwości produkcyjne. W omawianym okresie młyn „wielki”, ufundowany przez Kazimierza Wielkiego, miał siedem kół, które służyły mieleniu zboża. Młyn królewski, ulokowany na Grodziance, został w II połowie XV w. przeniesiony w pobliże Czechówki na grobli stawu „za Żydy”, znajdującego się między obecnymi ulicami Nadstawną a Lubartowską. W połowie XVI w. młyn tam zbudowany miał dwa koła i podobnie jak jego poprzednik na Grodziance, służył do mielenia słodów na piwo.
W 1514 mieszczanie wybudowali kolejny młyn o dwóch kołach, który jednak nie działał często, ponieważ jego praca kolidowała z pracą wodociągów. W I połowie XVI w. szereg przywilejów związanych z rozbudową lubelskiej wytwórczości wydał Zygmunt Stary. W 1527 zezwolił on na budowę szlifierni i blechu (zakładu do wybielania płótna), które powstały na Bystrzycy, na terenie należącym do zakonu brygidek. Dla szlifierni pracowało ósme koło młyna „wielkiego”. Następnie w 1531/1535 król wydał dokument dotyczący nowych wodociągów. W 1538 zdecydował o wybudowaniu papierni, a trzy lata później – trzeciego młyna. Papiernia miała cztery, a młyn – sześć kół. Młyn znajdował się blisko obecnej ul. Okólnej. W 1548 Zygmunt Stary zdecydował o zbudowaniu kapnicy i woskobojni. Te ostatnie wybudowano przy placu Rybnym. W 1564 Zygmunt August zezwolił na zorganizowanie postrzygalni, która funkcjonowała przy ratuszu.
Działalność wspomnianych zakładów wykorzystujących energię wodną przyczyniła się do powiększenia zbiornika w dolinie Bystrzycy, od tego czasu znanego jako Wielki Staw Królewski. Zakłady potrzebowały równomiernego dopływu wody, w związku z tym zbiornik poszerzono do ok. 130 ha. Woda w nim zgromadzona była spiętrzona dzięki grobli o długości 580 m, która łączyła miasto ze wsią Tatary i zlokalizowanymi tam kamieniołomami.
W latach 20. XVI w. niemal połowa lubelskich mieszczan wykonywała zawody rzemieślnicze. Działali reprezentanci 44 zawodów. Połowa rzemieślników była związana z branżą skórzaną, metalową, spożywczą lub drzewną. W 1504 działało osiem cechów: bednarzy, czapników, kowali, kuśnierzy, krawców, rzeźników, sukienników i szewców. W 1530 istniały ponadto cechy rymarzy, piekarzy i garncarzy. W 1564 dołączył cech tkaczy, a w 1566 – złotników. Ogółem w latach 60. XVI w. odnotowano 58 rzemiosł. Cechy te były tworzone na podstawie decyzji króla, a nie rady, co świadczy o tym, że w radzie dominowali kupcy.

### Wodociągi

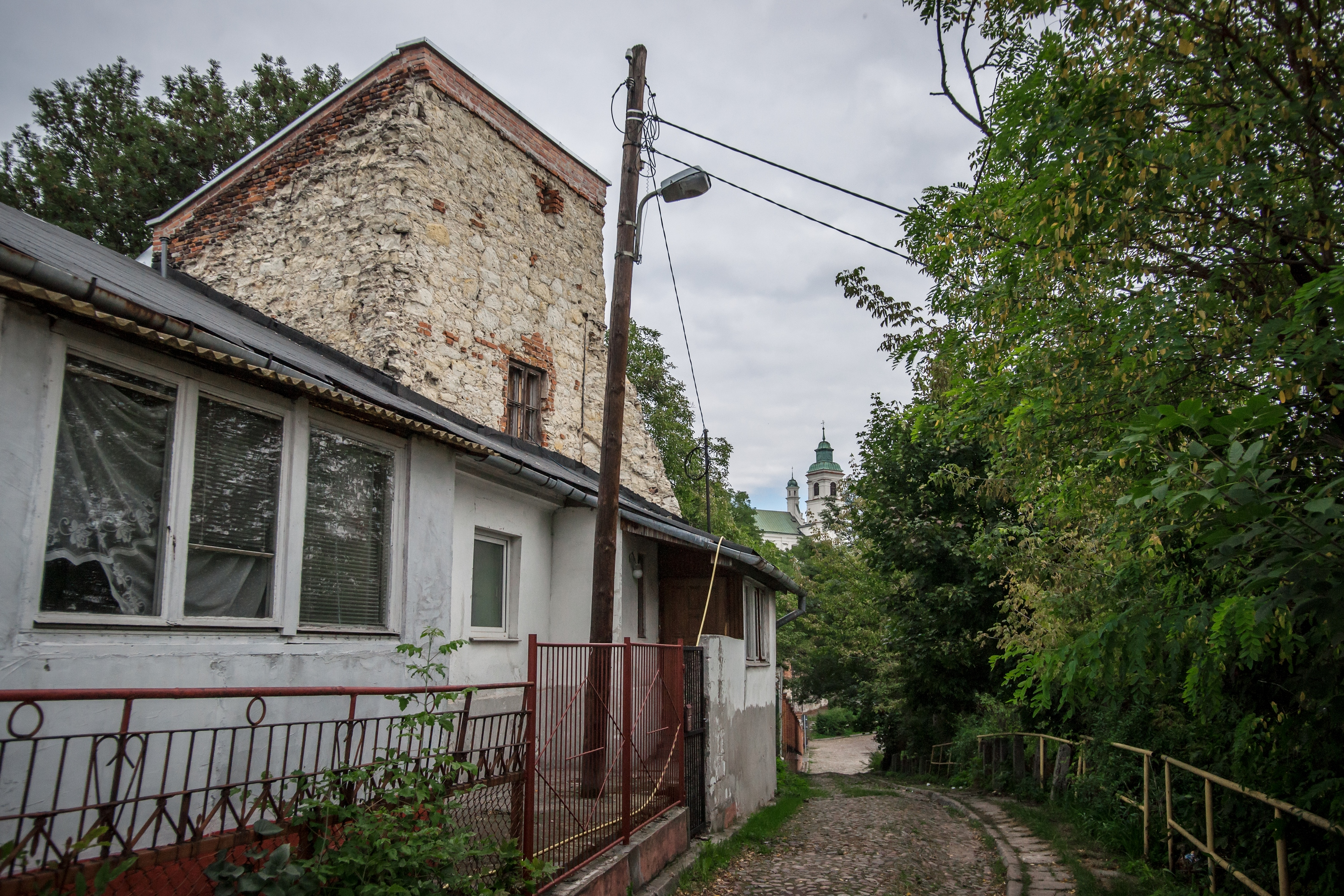
Zabytkowa wieża wodna górująca nad budynkiem mieszkalnym przy ul. siostry Bożeny Szerwentke

Istnienie wodociągów potwierdzają źródła archeologiczne i architektoniczne (m.in. wieża wodna, drewniana studzienka przy ul. Grodzkiej 16 czy skrzynia wodna i rury wodociągowe w pobliżu kościoła Św. Ducha na Krakowskim Przedmieściu), ponadto dokumenty i dzieła ikonograficzne. Być może kolejna studzienka usytuowana była także na Rynku.
W 1506 roku miasto zawarło umowę z rurmistrzem Janem oraz Łukaszem Czyriską z Nowego Sącza, w której strony ustaliły warunki budowy i eksploatacji nowego systemu wodociągowego. Wodę czerpano ze źródeł na łąkach na Wrotkowie i gromadzono ją w zbiorniku otoczonym groblą. Dalej biegł ciąg o długości ok. 5 km, prowadzący do drewnianej stacji pomp. Stamtąd woda kierowana była tłokami na wysokość 30 metrów do murowanej wieży wodnej, stojącej w linii murów klasztoru brygidek. Na szczycie wieży znajdował się zbiornik o pojemności 6 m³, skąd woda spływała grawitacyjnie do miasta. Sama pompownia była napędzana osobnym systemem. W nim woda biegła od Wielkiego Stawu Królewskiego kanałem puszczonym ok. 1–2 m powyżej dna doliny Bystrzycy.
Z tego miejsca woda spływała w kierunku klasztoru bernardynów, do szpitala Świętego Ducha, klasztoru karmelitów (Nowego Ratusza) i Bramy Krakowskiej. Dalej, pokonując linię murów miejskich, wodociąg mógł biec ulicami Grodzką i Ku Farze, do placu Rybnego. Do systemu wodociągowego należały też publiczne skrzynie wodne z konwiami do nabierania wody. Z systemem były połączone studzienki, gorzelnie i browary, łaźnie i prywatne domy. Według Sebastiana Klonowica elementem systemu była też fontanna.
Rury były w większości drewniane, a między pompownią a wieżą ciśnień oraz w samej wieży ciśnień – mosiężne. Łączone były ok. 2500 żelaznymi tulejami. Materiałem uszczelniającym, zapewniającym także odfiltrowanie bakterii, był mech. System wodociągów wymagał regularnej konserwacji, był podatny na zmiany pogodowe i drogi w utrzymaniu. Po zniszczeniach wojennych XVII w., w 1673 roku, rada miejska uchwaliła demontaż urządzeń z wieży wodnej i pompowni.

### Koniec zabudowy średniowiecznej
Miasto „w murach” nawiedzały pożary. Większe tego typu wydarzenia miały miejsce w latach 1491, 1515, 1557, 1569 (w czasie obrad sejmu unijnego) i 1575. W 1515 spłonęły akta miejskie i dokumentacja cechów. Wizerunek miasta z tego okresu przedstawia polichromia w kamienicy Lubomelskich, powstała ok. połowy lat 60. XVI w.. Około 1530 przebudowano kościół św. Michała, w latach 1550–1552 przeprowadzono prace w budynku ratusza, a po pożarze w 1557 przebudową objęto kościół Nawrócenia św. Pawła.
Największym kataklizmem był pożar z 8 maja 1575. Opisali go: Sebastian Klonowic (ówczesny pisarz rady miejskiej), Adam Przytycki (pisarz wójtowski) i Hieronim Pogoda (pisarz cechu bednarskiego). Od nieszczelnego komina w domu Jadwigi Kołaczniczki, stojącego na rogu ul. Grodzkiej i placu przy kościele św. Michała, ogień przeniósł się na dach, objął cały dom, a następnie całe miasto „w murach” i zabudowania na Krakowskim Przedmieściu aż po klasztor brygidek. Spłonęły kamienice przy rynku, ratusz, kościoły św. Michała i św. Stanisława oraz bramy Grodzka i Krakowska. Zniszczeniu uległa cała stara średniowieczna architektura i nowsza, renesansowa, z początku XVI w. Po tym pożarze mieszczanie rozpoczęli wielką przebudowę miasta, trwającą kilkanaście lat. Dzięki niej Lublin zyskał renesansowy wygląd.
W latach 1520–1521 i 1530–1564, gdy funkcje starostów pełnili Tęczyńscy, przebudowano zamek. Dobudowano renesansowe piętro przeznaczone dla dworu królewskiego. Budynek zyskał attykę i gzymsy, a na fasadzie – medaliony. W niektórych pomieszczeniach ściany pokryto malowidłami. Od 1530 na zamku gościł Bartolommeo Berrecci, architekt Kaplicy Zygmuntowskiej w krakowskiej katedrze. Od połowy XVI w. sądy starościńskie i grodzkie odbywały przy północnej baszcie zamku, w osobnym, specjalnie do tego celu wzniesionym budynku. W tym samym miejscu przechowywano także akta tych sądów.

### Ludność
W tym okresie liczba ludności miasta i najbliższych okolic dynamicznie rosła. Pod koniec XV w. Lublin, zarówno miasto w murach, jak i przedmieścia, mogło zamieszkiwać ok. 2500 osób. Spisy podatkowe z lat 1524 i 1573 pozwalają sądzić, że ludność miasta wzrastała do co najmniej, odpowiednio, ok. 4500 i ok. 6800 osób, w tym dzieci, osób spoza stanu mieszczańskiego, czyli duchowieństwa i szlachty, a także Żydów. Podane liczby dotyczące ludności w XVI w. nie uwzględniają jednak mieszkańców Zamku i okolicznych jurydyk. Mieszczanie lubelscy byli różnego pochodzenia – oprócz Polaków w Złotym Wieku byli wśród nich majętni Włosi, Szkoci, Niemcy, Grecy czy Ormianie.
Najbogatsi kupcy, finansiści, niektórzy rzemieślnicy (złotnicy, aptekarze, kuśnierze, rzeźnicy), a ponadto prawnicy i lekarze należeli do elity miasta. To oni stanowili większość w radzie miejskiej. Znane są nazwiska rodzin należących do tej grupy w omawianym okresie. Należeli do niej: Doiswonowie, Domaratowie, Giblowie, Klosmanowie, Konopnicowie, Kreidlarowie, Krzynieccy, Lubomelscy, Łabędziowie, Milanowscy, Przytyccy, Siestrzeńcowie, Skromowscy i Szadurkowie.
Kolejnymi grupami były pospólstwo i plebs. Do pospólstwa należeli ubożsi obywatele miasta. Byli to mniej zamożni kupcy, kramarze, rzemieślnicy, karczmarze i właściciele zajazdów. Członkowie pospólstwa z reguły byli właścicielami nieruchomości miejskich, bywali cechmistrzami i ławnikami; mieli także szansę zostać rajcami. Z kolei plebs stanowił najliczniejszą, najuboższą i najmniej uprzywilejowaną grupę. Należeli do niego mieszkańcy Lublina niemający obywatelstwa miejskiego. Część z nich stanowiła grupa produkcyjna, czyli niektórzy rzemieślnicy, ponadto służba i pracownicy najemni. W skład plebsu wchodziły także najuboższe osoby chore i z niepełnosprawnościami, żebracy, drobni przestępcy i prostytutki.
Jak wspomniano wyżej, w latach 20. XVI w. rzemieślnicy stanowili połowę ludności miasta. Następną co do wielkości grupą, około jedną czwartą mieszczan, byli kupcy i kramarze. Pozostałą część, łącznie około jednej piątej, stanowili kolejno, według wielkości grupy: furmani, rolnicy i rybacy, finansiści, osoby związane ze służbą miejską i ziemską. Działalności zawodowej kilku procent mieszczan nie udało się zidentyfikować.
Wśród lubelskich Żydów wymienia się przybyłego w 1475 Jakuba z Trydentu, rabina uciekającego z Niemiec, posądzonego tam o popełnienie mordu rytualnego.
W związku z jarmarkami regularnie przebywali w Lublinie przyjezdni kupcy. Zatrzymywali się oni w karczmach należących do wójta, rady miejskiej oraz do starosty lub wynajmowali pokoje, stajnie i izby od samych lubelskich mieszczan. Około 1545 roku przy Trakcie Litewskim powstała karczma „Budzyń”.

### Gmina żydowska
Na przełomie XVI i XVII wieku nastąpił rozwój lubelskiej gminy żydowskiej. W 1523 roku lubelscy Żydzi uzyskali prawo do osiedlania się na Podzamczu. Dziewięć lat później dzielnica ta otrzymała prawo miejskie.
W 1555 lubelscy Żydzi uzyskali teren Grodziska pod kirkut. Zagospodarowując to wzgórze, zwiększyli jego powierzchnię, szczególnie w kierunku zachodnim, i obniżyli piastowskie nasypy ziemne. W 1567 uzyskali zezwolenie na budowę jesziwy i synagogi, znanej jako synagoga Maharszala. W latach 1550–1580 mieszkańcy Podzamcza otrzymali większe prawa gospodarcze, co pozwoliło na gwałtowny rozwój zabudowy. W 1565 na Podzamczu stały 32 domy chrześcijańskie i ok. 40 żydowskich, a już pięć lat później liczby te wynosiły odpowiednio: 48 i 69.
Początkowo zabudowa żydowska koncentrowała się przy Wzgórzu Zamkowym i wzdłuż grobli, po których wytyczony był trakt litewsko-ruski. Poniżej znajdowała się dolina Bystrzycy, bardzo niekorzystna do zasiedlania. Było to miejsce podmokłe, o wysokim poziomie wód gruntowych, regularnie zalewane przez powodzie, źle nasłonecznione i zamglone. Jednak z czasem miejsca coraz dalej oddalone od wzgórza i grobli były nadsypywane pod nową zabudowę. Tak ukształtowały się ulica Szeroka i Jateczna. Prawdopodobnie w związku z tymi zmianami zanikła Grodzianka.
Kupcy chrześcijańscy ostatni uzyskali od króla Zygmunta Starego przywilej De non tolerandis Iudaeis, znacznie ograniczający osobom wyznania mojżeszowego prowadzenia działalności gospodarczej oraz stałe osiedlanie się w obrębie murów miejskich.
W 1547 roku z inicjatywy Chaima Szwarca założono pierwszą w Lublinie oraz jedną z pierwszych w Polsce drukarnię hebrajską. Drugą drukarnię założono w 1578 roku przez Kalonimusa, syna Mordehaja Jaffe. W 1581 roku powstał, działający do 1764 roku Sejm Czterech Ziem (hebr. Waad Arba Aracot), czyli centralny organ samorządu Żydów Korony I Rzeczypospolitej. Powołał go król Stefan Batory, któremu potrzebne były nowe środki finansowe na wojnę z Rosją.

### Kultura

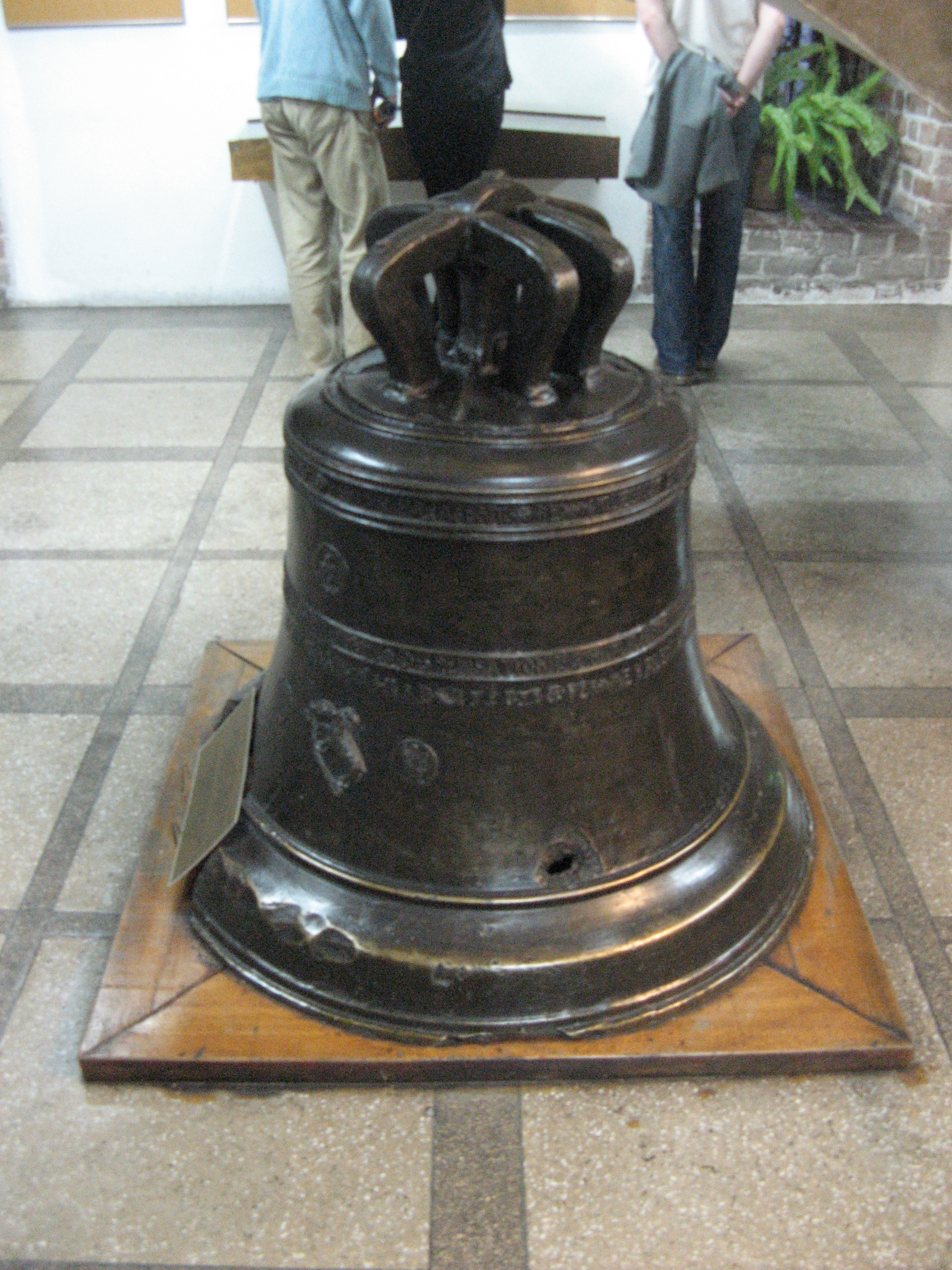
Dzwon zegarowy odlany w 1585 roku w Lublinie i umieszczony w Bramie Krakowskiej. Uszkodzony w 1944 roku

Lublina był ośrodkiem reformacji. Co najmniej kilkuset mieszczan poparło ten ruch. W 1556 bakałarz Marcin z Lublina wystąpił na synodzie kalwinistów. W 1558 Jakub Lubelczyk przetłumaczył na język polski Psałterz Dawidów. Dwa lata później w mieście powstał zbór kalwiński. Szkoła i zbór mieściły się w kamienicy Tęczyńskich do 1563, kiedy to szkołę przeniesiono do Bełżyc. W 1565 kalwiniści podzielili się na zbór „większy” i „mniejszy” (ariański). Minister Stanisław Paklepka opowiedział się po stronie arian. Siedzibą zboru większego stał się dom Adama Gorajskiego, prawdopodobnie na Żmigrodzie. W 1570 w Lublinie osiedliła się nowa grupa arian, „bracia kujawscy”, którym przewodzili Jan Niemojewski i Marcin Czechowic. Wtedy rozpoczął się najlepszy okres lubelskiego arianizmu, trwający do śmierci pierwszego z wymienionych liderów w 1598. Arianami byli patrycjusze (Balcerowiczowie, Krokierowie, Naborowscy), cudzoziemcy (Szkoci, Holendrzy, Anglicy), przedstawiciele wolnych zawodów, w tym księgarze, a także szlachta. Do „zboru większego” należeli głównie szlachcice przyjeżdżający do Lublina.
W XVI w. działało w Lublinie kilka szkół. Oprócz najstarszej, szkoły parafialnej przy kościele św. Michała, istniała też szkoła parafialna przy kościele św. Mikołaja. Oprócz nich założono szkoły ariańską i kalwińską. Ponadto w 1518 powstała pierwsza lubelska akademia talmudyczna (jesziwa), założona przez Salomona Lurię. Liczni lublinianie studiowali na uniwersytetach w Krakowie i za granicą, w tym we Włoszech i Francji. W samej I połowie XVI w. wieku w Krakowie było 40 studentów z Lublina. Studenci związani ze środowiskami popierającymi reformację wybierali uniwersytety w Rzeszy Niemieckiej. Do znanych absolwentów pochodzących z Lublina należą: Erazm Lubomelski, Walenty Sierpiński, Wojciech Oczko czy doktor Michał z Lublina.
W mieście były też drukarnie. Od 1554 istniała drukarnia żydowska Józefa ben Jakuba i Izaaka ben Chaima, która do końca wieku wydała 35 dzieł. Lubelscy mieszczanie gromadzili książki o tematyce religijnej, w tym polemizujące z dziełami zwolenników reformacji, a także historycznej i zawodowej.
Złoty Wiek Lublina to okres aktywności szeregu znanych pisarzy związanych z Lublinem. W latach 1473–1476 na lubelskim zamku przebywał Jan Długosz. W XVI wieku działali: Biernat z Lublina, Mikołaj Rej (właściciel domu na Krakowskim Przedmieściu), Jan Kochanowski (który w Lublinie często przebywał i w tym mieście też zmarł), wspomniany wcześniej Sebastian Fabian Klonowic, a także Szymon Szymonowic.
Ponadto z miastem związani byli muzycy. Do lokalnego środowiska należeli m.in. organiści: Mikołaj z Lublina, działający przy kościele św. Michała w 1489 i Idzi. Maciej i Stanisław Lubelczykowie wchodzili w skład królewskiej kapeli, a Jan z Lublina należał do kapeli rorantystów z Krakowa. Inny Jan z Lublina, zakonnik, był autorem wydanej w 1540 „Tabulatury”.

### Ustrój

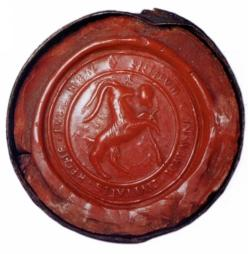
Pieczęć Rady Miejskiej Lublina z roku 1535

W początkach Złotego Wieku miasta trwał konflikt między wójtami a radą miejską, rozpoczęty w okresie poprzednim. W końcu Stanisław Morsztyn, wnuk wójta Janusza Pieczenia, zdecydował się sprzedać swój urząd. Porozumiał się z lubelskimi mieszczanami i w 1504 za cenę 2400 florenów wójtostwo (w tym cały majątek i wszystkie uprawnienia) przeszło na radę miejską, która tym samym przejęła pełnię władzy nad miastem. Jej kompetencje obejmowały zatem: zarząd majątkiem miasta i sprawy finansowe, zapewnianie bezpieczeństwa i czystości, kontrolę miar i wagi, powoływanie urzędników miejskich, nadawanie i pozbawianie obywatelstwa miejskiego, reprezentację miasta, a ponadto sądzenie spraw większej wagi, szczególnie gdy stroną sprawy była osoba spoza miasta.
W tym czasie kadencja rady miejskiej trwała rok. Rada składała się z czterech członków, z których każdy przez kwartał sprawował funkcję burmistrza, oraz czterech „rajców starych” z głosem doradczym. Od 1489 rajcowie będący burmistrzami w pierwszym i drugim kwartale byli desygnowani przez, odpowiednio, starostę i wojewodę, a reprezentacja mieszczaństwa wybierała jedynie burmistrza trzeciego i czwartego kwartału. W następnej kolejności wybierano rajców starych. Od 1535 grono rajców starych było sześciu. Na początku omawianego okresu wybory zazwyczaj odbywały się 14 lutego, a w 1537 datę przesunięto na 8 stycznia, tak by wydarzenie to nie kolidowało z przebiegiem jarmarku zimowego. Nie istniało ograniczenie, ile razy dana osoba mogła sprawować urząd, tak że niektórzy mieszczanie byli rajcami przez kilkanaście lat.
Po 1504 jeden z rajców starych otrzymywał funkcję wójta sądowego, czyli przewodniczącego sądu wójtowsko-ławniczego (ławy sądowej), różnego od sądu rady. Sąd wójtowsko-ławniczy składał się z siedmiu członków, ławników, powoływanych przez radę. Zakres spraw rozpoznawanych przez ten sąd nie różnił się od zakresu spraw rozpoznawalnego przez sąd rady. Od wyroków sądu wójtowsko-ławniczego można było odwoływać się do rady, a od niej – do Sądu Wyższego Prawa Niemieckiego lub do sądu królewskiego.
Kolejnym gronem mającym głos w sprawach miasta było zgromadzenie pospólstwa. W omawianym okresie dochodziło do licznych konfliktów między radą a pospólstwem, szczególnie po wykupieniu wójtostwa. Spory dotyczyły przeważnie udziału pospólstwa w wyborach wójta sądowego i kontroli finansów. Owocowały one kolejnymi królewskimi regulacjami dotyczącymi ustroju miasta. I tak na przykład od 1522 istniał rozdział między mandatami rady i sądu wójtowsko-ławniczego, a ponadto reprezentacja pospólstwa otrzymała prawo kontroli gospodarki miejskiej. Od 1537 funkcjonowały oddzielne kancelarie obsługujące te ciała (radziecka i wójtowska). W latach 1546–1564/1565 rada miała z powrotem wyłączne prawo wyboru wójta sądowego.
W 1482 rada miejska wykupiła folwark na Ponikwodzie i włączyła go w granice miasta. W 1504 rada, wykupując wójtostwo lubelskie, przejęła dobra wójtowskie, w tym wieś Bronowice. Konopnica wraz z Bronowicami zachowały status odrębnych gmin, a ich mieszkańcy mieli powinności wobec miasta. W 1548 wójtostwo zostało ostatecznie wcielone do miasta.

## Od powołania Trybunału Koronnego do potopu

### Trybunał Koronny

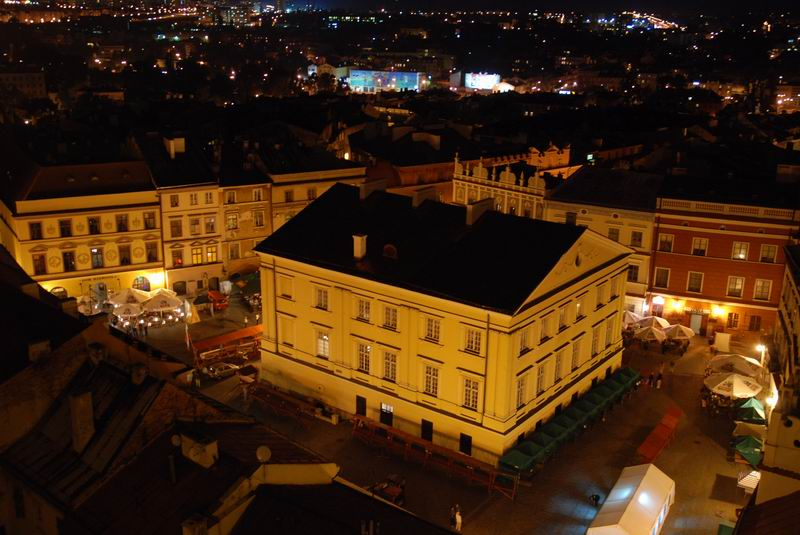
Dawny ratusz i Trybunał Koronny, widok z Wieży Trynitarskiej nocą

W roku 1578 Lublin został siedzibą najwyższej instytucji sądów szlacheckich ówczesnej Polski – Trybunału Koronnego – dla spraw z terenu prowincji małopolskiej. Trybunał obradował na parterze ratusza, dotychczasowej siedziby rady i sądu miejskiego. Jakiś czas później urzędy miejskie przeniosły się do tzw. małego ratuszka przy Archidiakońskiej 5. Początkowo funkcjonowanie Trybunału stymulowało lokalną gospodarkę. Wzrosła też liczba mieszkańców miasta.
Jednak szlachta, licznie przybywająca do Lublina, nie podlegała władzom miejskim. Organizowała własne zabawy, ale obniżała też bezpieczeństwo w mieście, zniechęcając kupców do przebywania w Lublinie. Wskazywały na to skargi zgłaszane od ostatniej dekady XIV w. Ponadto od tego czasu władze miejskie sukcesywnie traciły kontrolę nad terenem miasta, ponieważ szlachta, ściągająca do Lublina ze względu na Trybunał, tworzyła jurydyki na miejskich terenach rolniczych.

### Kultura
Od ok. 1630 pracowała drukarnia polska, a od 1687 także jezuicka.
W 1. połowie XVII w. działały zespoły wokalno-instrumentalne w kościele św. Michała i przy kolegium jezuickim, przy którym istniała także bursa muzyczna. Funkcjonował także cech muzyków, wykształconych do zawodowego grania z nut. W 1635 powstał spór między nimi a muzykami grającymi ze słuchu, w wyniku którego ta druga grupa skupiła się przy kościele św. Mikołaja na Czwartku. W Lublinie ulokowana była także filia księgarni oferującej zapisy utworów muzycznych, zarówno religijnych, jak i świeckich, autorstwa kompozytorów z wielu europejskich ośrodków. W 1638, gdy Trybunał Koronny obradował w Lublinie, wystawiono słynny dramat O chwalebnym męczeństwie Św. Stanisława.

### Renesans lubelski

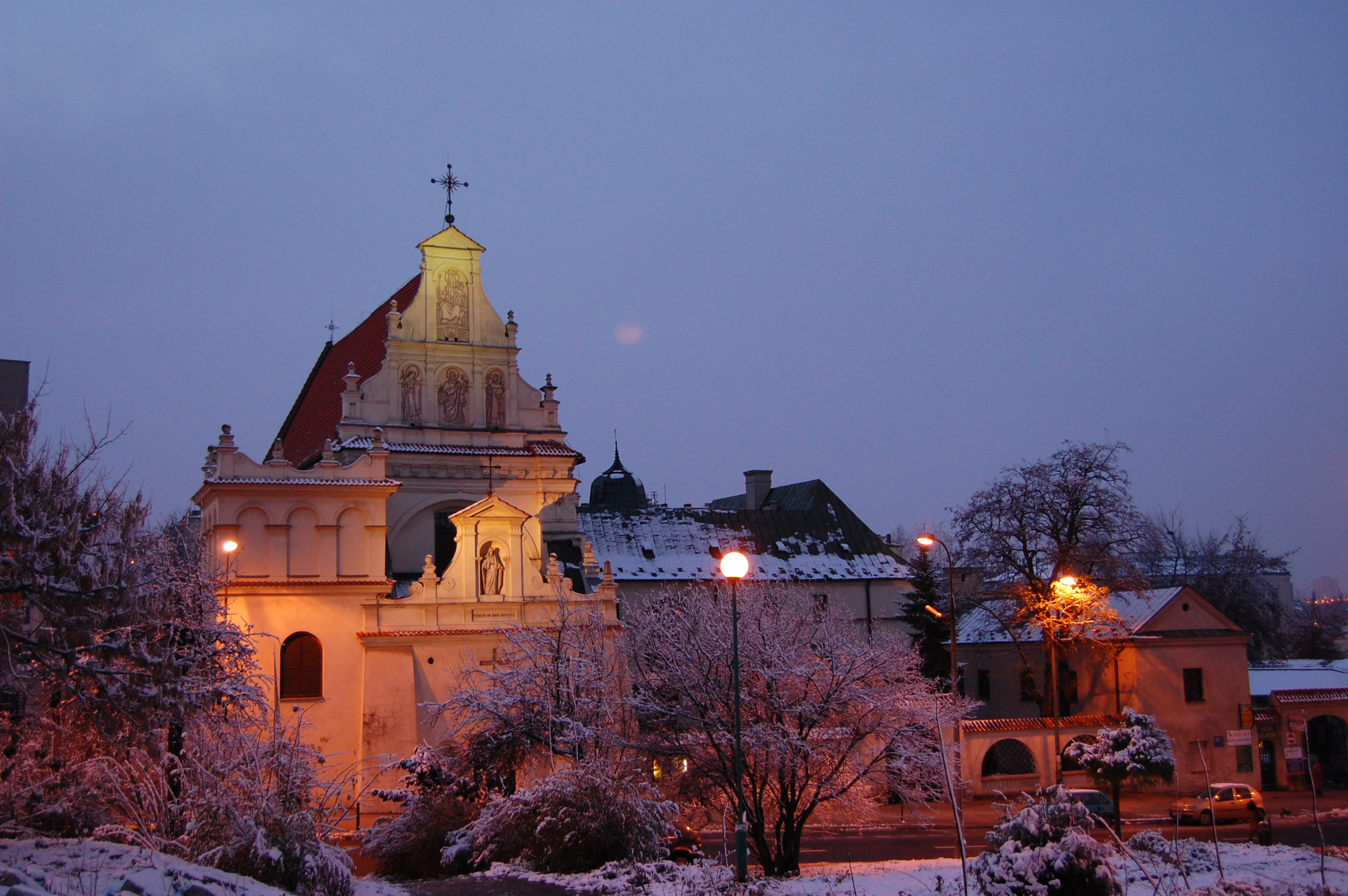
Kościół św. Józefa

Pożary niszczące miasto w 1557 i 1574 roku spowodowały konieczność odbudowy, która przesądziła o renesansowych formach zabudowy Lublina. Średniowieczne szczytowe domy przekształcono na kamienice przeważnie dwupiętrowe, z bogatą dekoracją elewacji zwieńczonych attykami i z nowym wystrojem wnętrz. Przykładami takiej architektury są kamienice przy ul. Rynek 8 i Grodzkiej 8. Podobnie odbudowywano kamienice poza murami, przy Krakowskim Przedmieściu i ul. Szerokiej. Nowy kształt otrzymały bramy miejskie (Grodzka i Krakowska). Zmiany objęły też kościoły: dominikanów (z dobudowaną w 1630 r. wspaniałą kaplicą Firlejów), św. Michała, pobernardyński, Brygidek, Świętego Ducha. Ratusz przebudowano na siedzibę trybunału.
Powstały liczne kościoły i klasztory usytuowane poza obszarem Starego Miasta: kościół jezuitów (lata 1586–1596) – obecna katedra – przy furcie prowadzącej na Żmigród, kościół i klasztor karmelitów bosych (lata 1610–1619) w pobliżu Bramy Krakowskiej, przebudowany w XIX wieku na ratusz, kościół św. Józefa i klasztor karmelitanek bosych, obecnie karmelitów (lata 1635–1644) w sąsiedztwie ogrodów szpitala Świętego Ducha, kościół św. Wojciecha (lata 1611–1630) przy szpitalu św. Łazarza na Podwalu, kościół Bernardynek (lata 1636–1658), a dalej przy drodze na Kalinowszczyznę kościoły i klasztory franciszkanów, bazylianów i augustianów, przy drodze na Bełżyce kościół św. Krzyża dominikanów obserwatorów (1617 r., na miejscu starszego), a także cerkiew murowana wzniesiona na miejscu drewnianej na ul. Ruskiej (1607 r.). Ruch budowlany w II poł. XVI wieku, w którym udział brali liczni muratorzy pochodzenia włoskiego, objął niemal całe miasto, nadając mu jednolity charakter zabudowy. Zachowane obiekty sakralne mają charakterystyczne cechy renesansu lubelskiego.
W 1588 r. Bernard Maciejowski jako biskup łucki ufundował kolegium jezuitów w Lublinie.

## Od potopu do zaborów

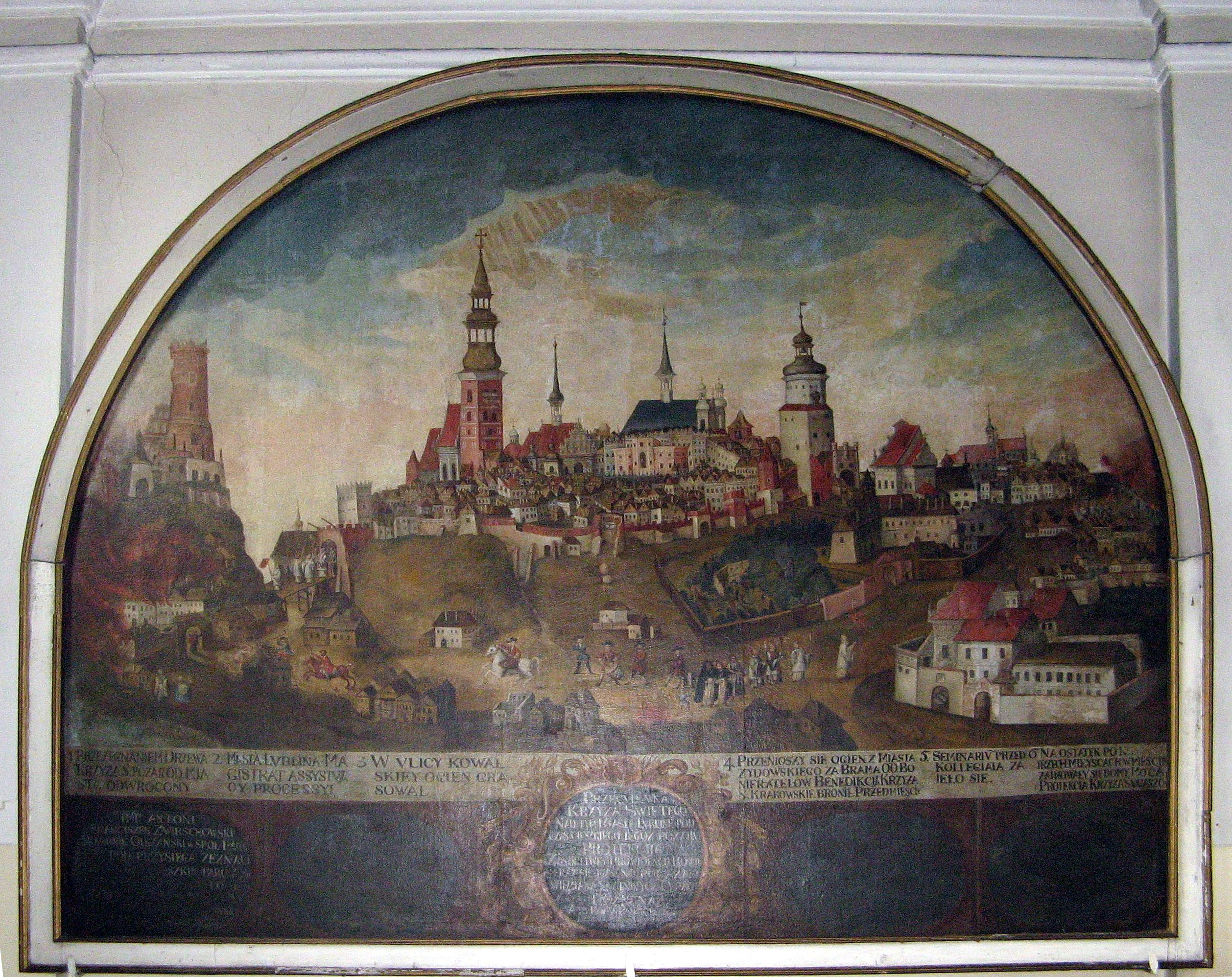
Pożar Lublina w roku 1719

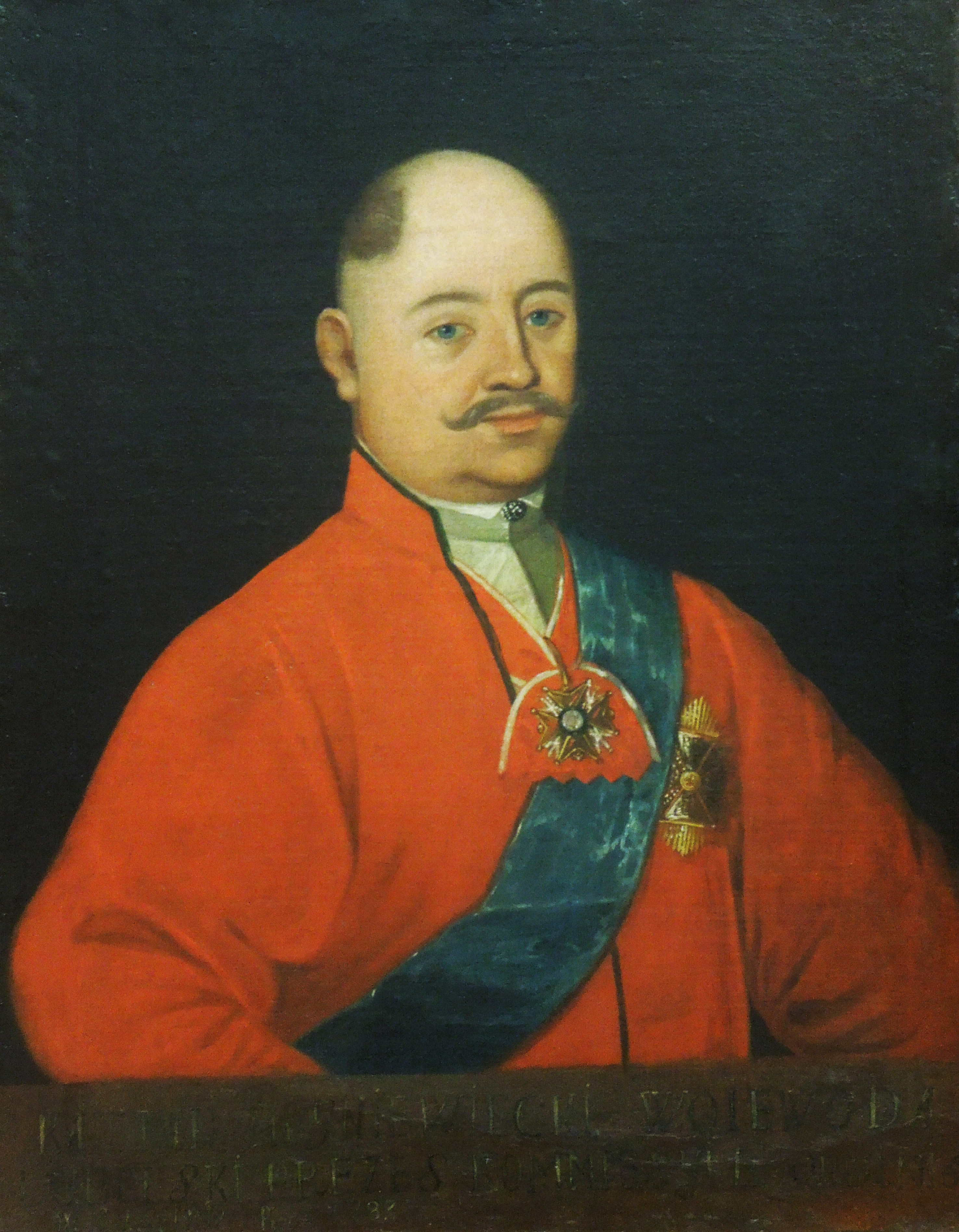
Wojewoda lubelski i przewodniczący Komisji Boni Ordinis, Kajetan Hryniewiecki

Od połowy XVII w., na fali ogólnopolskich konfliktów narodowościowych, gospodarczego zastoju i w wyniku wojen, miasto uległo zniszczeniom, ludność zdziesiątkowały epidemie, a jarmarki lubelskie upadły. Nastąpił okres stagnacji. Na skutek wojen i rewolt kozackich (1648–1650) z miasta wyemigrowała większość kupców z Europy. „Lublin mieszczański, Lublin handlu i rzemiosła stał się Lublinem szlachecko-kościelnym, Lublinem Trybunału Koronnego, obrad sejmikowych i sądów ziemskich i grodzkich”.
W 1655 miasto zostało splądrowane przez wojska rosyjsko-kozackie. Szczególnie ucierpiała w tym czasie dzielnica żydowska. Najazd był najtragiczniejszym momentem tamtego okresu w historii lubelskiej gminy żydowskiej. Wymordowano wówczas około 2000 Żydów oraz doszczętnie zniszczono miasto żydowskie i synagogę na Podzamczu. Ocaleni Żydzi zaczęli wynajmować lokale mieszkaniowe w dzielnicy chrześcijańskiej od bogatych mieszczan oraz duchowieństwa, którzy liczyli na duże zyski. W 1656 Lublin złupili Szwedzi, dopełniając aktu zniszczeń lubelskiej zabudowy i dziesiątkując populację.
Lublin został odbity przez wojska litewskie w dniu 7 kwietnia 1656 roku. Miasta broniło 600 żołnierzy szwedzkich pod dowództwem polskiego szlachcica Suchodolskiego, który wcześniej przeszedł na stronę Szwedów.
5 września 1656 Pierre des Noyers, sekretarz królowej Ludwiki Marii, napisał o swej władczyni list do Francji:

Przyjechaliśmy do Lublina, miasta, gdzie tak jak w Konstantynopolu sprzedają ludzi i kobiety; są to Szwedzi, których Tatarzy w ostatniej porażce zabrali, a z której nikt nie uszedł, gdyż zostali otoczeni zewsząd. Najdroższa kobieta kosztuje tylko 300 dukatów. Przez litość chciano już wykupić wszystkie i potem odesłać. Kiedy sprzedającemu nie dają tyle, co żąda, bije biedną niewolnicę podług upodobania i robi z nią to, na co nie każda chętnie pozwala. Czynią zapewne to dla wzbudzenia litości w kupujących. Jest tam między innymi bardzo piękna dziewczyna, którą zostawili na podarunek dla chana. Królowa jednakże będzie się wszelkimi sposobami starała, aby ją z rąk ich wyswobodzić.

W XVII wieku duża grupa Żydów zaczęła się osiedlać na Kalinowszczyźnie, która była podkahałem gminy lubelskiej. Wkrótce przy obecnej ulicy Towarowej wzniesiono synagogę.
Przez Jana III Sobieskiego 24 stycznia 1680 został w Lublinie zwołany synod, tzw. colloquium lubelskie. Celem spotkania miało być pojednanie wyznawców prawosławia i unitów. Przygotowano projekt zgody pomiędzy oboma wyznaniami, jednak do ugody nie doszło z powodu protestu prawosławnych (zwłaszcza bractw cerkiewnych, m.in. ze Lwowa), którzy nie chcieli brać udziału w zgromadzeniu zwołanym bez wiedzy patriarchy Konstantynopola. W efekcie colloquium przyniosło latynizację Kościoła unickiego w Rzeczypospolitej, czyli dostosowanie liturgii i sztuki cerkiewnej do liturgii Kościoła rzymskokatolickiego. W 1686 zaczęto grać hejnał Lublina.
W 1703 August II Mocny nadał miastu przywilej zrównujący je w prawach do miasta Krakowa. Nadając ten przywilej, król określił wówczas Lublin słowami Fidelitatem et Constantiam (łac. Wierność i Stałość). Przywilej został nadany miastu w związku z postawą jego mieszczan, którzy popierali Augusta II w trakcie wielkiej wojny północnej. Ta dewiza znajdzie się na sztandarze miasta i rady miasta, który został ustanowiony z okazji 690. rocznicy lokacji Lublina jako jeden z nowych symboli miasta i jego władz.
8 sierpnia 1707 roku rozpoczęła obrady Rada Lubelska, ale w związku z rabunkami i innymi nadużyciami wojsk rosyjskich, Sejm zaczął popierać Ferenca Rákóczego, kandydata Elżbiety Sieniawskiej.
2 czerwca 1719 roku od uderzenia pioruna w słomiany dach jednego z domów w dzielnicy żydowskiej pod miejskimi murami wybuchł pożar. Pożoga ogarnęła większą część Lublina, a w najbardziej dramatycznym momencie ulicami miasta ruszyła procesja dominikanów z relikwią Drzewa Krzyża Świętego. Podobno zdarzył się cud. Pomimo upału nagle zebrały się chmury i spadł wielki deszcz, który pomógł opanować i żywioł. Wydarzenie przeszło do historii pod mianem Pożar Lublina.
Po wojnach północnych nastąpił okres rozbudowy wyniszczonego miasta, głównie siedzib magnackich i dóbr kościelnych. Ukształtowało się oblicze dzisiejszego Krakowskiego Przedmieścia i placu Litewskiego, jednak wciąż zabudowa miasta prezentowała się ubogo. Podczas polskiego oświecenia (1780) powstała Lubelska Komisja Boni Ordinis pod przewodnictwem wojewody lubelskiego, Kajetana Hryniewieckiego, doprowadzając swym działaniem do restauracji kamienic miejskich i wybrukowania ulic oraz odnowy ratusza.
W 1788 roku, po blisko 100 latach przerwy, odrodził się w Lublinie protestantyzm. Zbudowano wówczas ewangelicką świątynię pw. Świętej Trójcy, która funkcjonuje do dzisiaj. Ożywioną działalność prowadził Trybunał Koronny, który spełniał również rolę lokalnego ośrodka kultury.
Po ogłoszeniu Konstytucji 3 maja, przyjętej z entuzjazmem w mieście, Lublin zyskał swego pierwszego prezydenta – Teodora Gruell-Gretza, niezwykle zasłużonego rozwojowi miasta. Niestety, już w 1792 roku miasto zajęły wojska rosyjskie, które na rozkaz carycy Katarzyny II najechały odradzającą się Rzeczpospolitą. Najazd zakończył okres krótkotrwałej prosperity.
Na sejmie grodzieńskim 23 listopada 1793 roku z województwa lubelskiego z częścią powiatu krasnostawskiego leżącą na lewym brzegu rzeki Wieprz i ziemią łukowską utworzono nowe województwo lubelskie. Nie zostało w pełni zorganizowane w związku z rozpoczęciem insurekcji kościuszkowskiej. Województwo miało mieć w Sejmie dwóch senatorów (wojewodę i kasztelana) i sześciu posłów wybieranych na cztery lata (po dwóch z każdej ziemi). Miało wybierać po: 6 sędziów ziemskich, 6 komorników ziemskich, 1 pisarza sądowego ziemskiego, 9 komisarzy porządkowych, 1 regenta aktowego z każdej ziemi. Sejmiki miały odbywać się w kościele pojezuickim w Lublinie.

## Okres zaborów

### Zabór austriacki i Księstwo Warszawskie

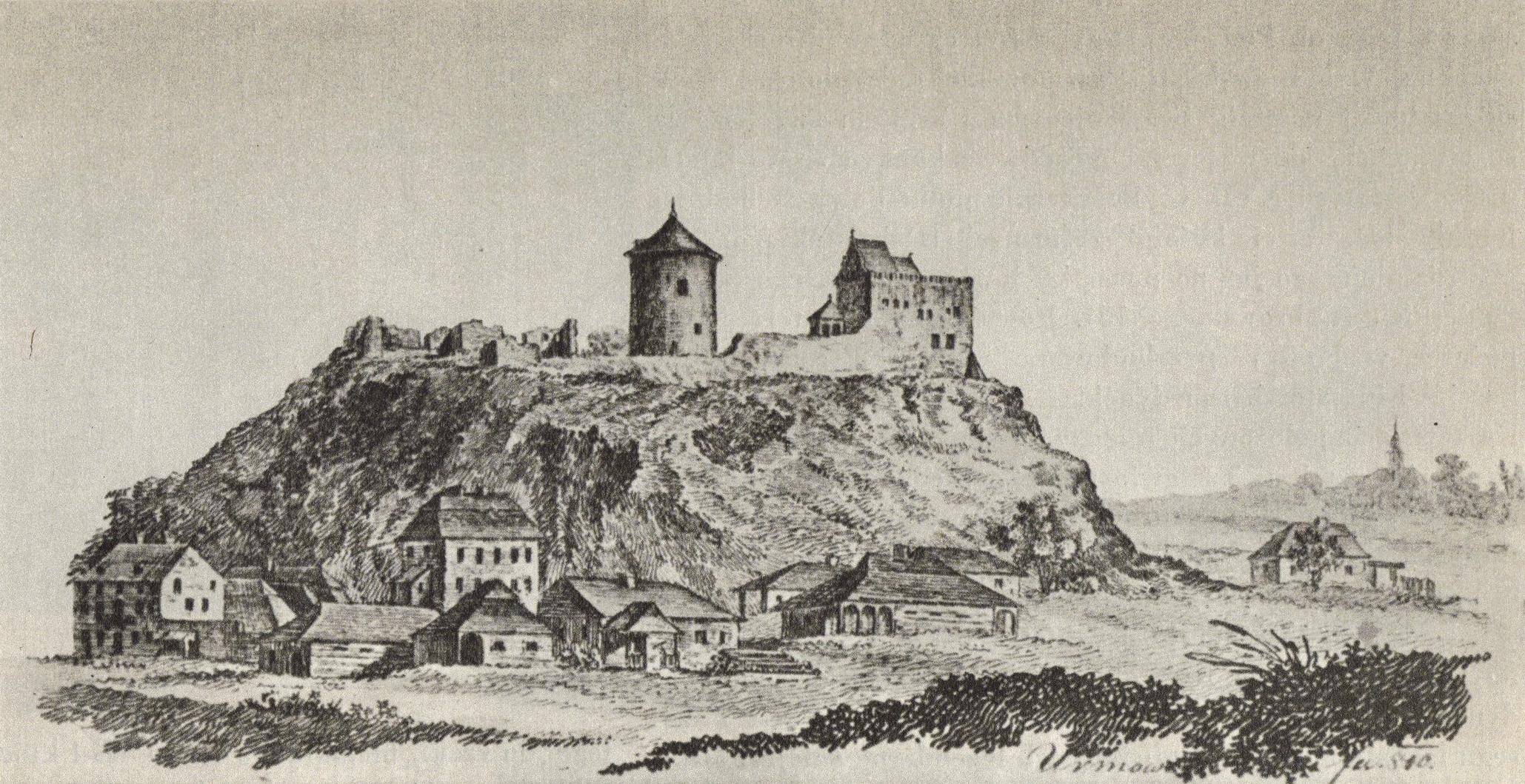
Wzgórze zamkowe ok. 1810

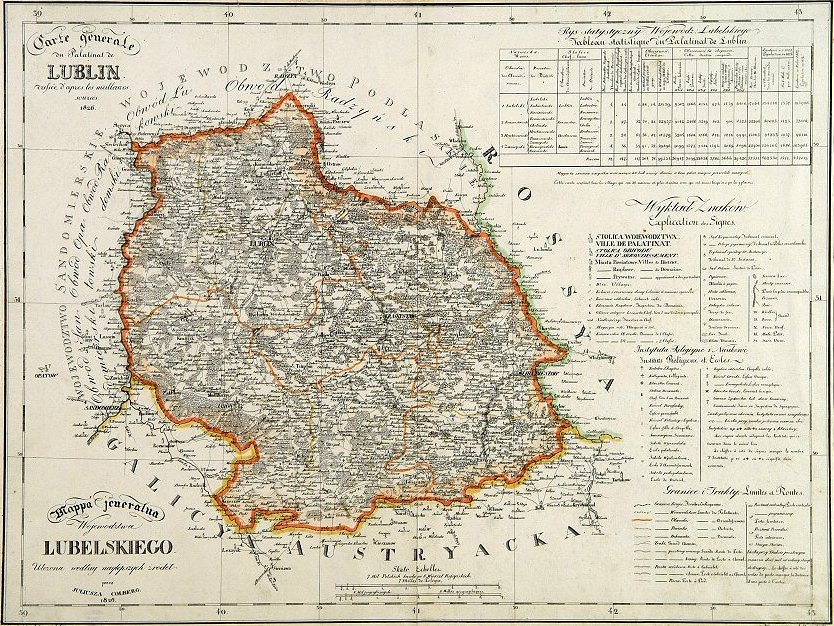
Mapa Jeneralna Województwa Lubelskiego Ułożona Według Naylepszych Źródeł przez Juliusza Colberg, 1826

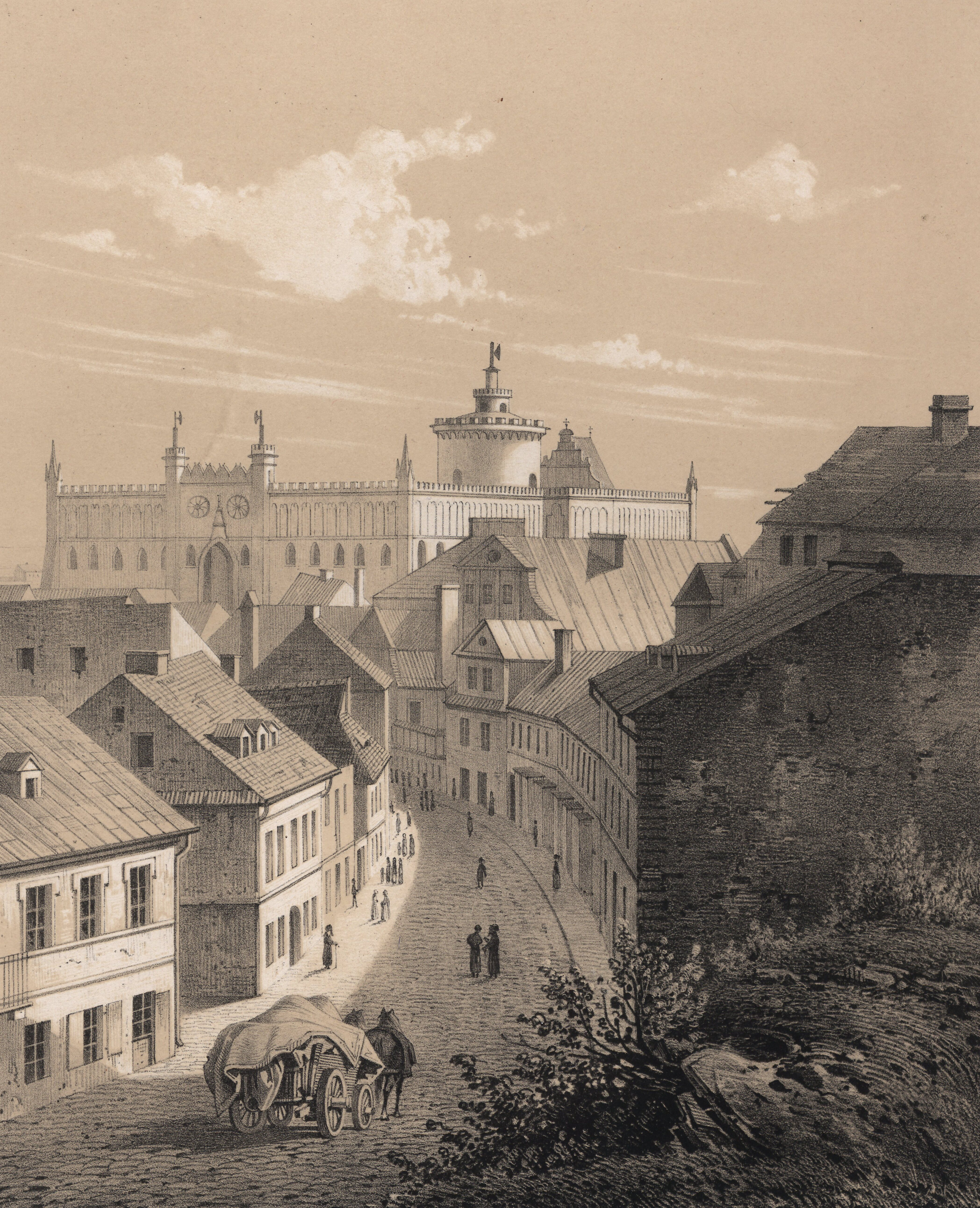
Zamek w Lublinie, rok 1860. Litografia Adama Lerue.

Po III rozbiorze w 1795 miasto znalazło się do 1809 roku pod panowaniem Austrii. Był to dla Lublina okres zastoju społeczno-gospodarczego.
W 1809 roku, kiedy do Lublina wkroczyli ułani pułkownika Dominika Dziewanowskiego, obok austriackiego prezydenta Dymitra Władycha funkcję jego zastępcy zgodził się objąć Teodor Gruell-Gretz i sprawować, dopóki władza będzie się znajdować w polskich rękach. W tym samym roku miasto zostało włączone do Księstwa Warszawskiego, a następnie w latach 1810–1815 istniał tu departament lubelski. Jego komendantem był w latach 1810–1812 Dziewanowski.
Krótkotrwały epizod Księstwa Warszawskiego (1809–1815) nie przyniósł większego ożywienia gospodarczego, co najwyżej kulturalne. Kwitło życie towarzyskie, gdy w mieście pojawili się dyplomaci i oficerowie napoleońscy. W roku 1811 powstaje w Lublinie loża wolnomularska Wolność Odzyskana.

### Panowanie rosyjskie
Po abdykacji Napoleona Lublin w 1813 roku zajęli Rosjanie, w wyniku postanowień kongresu wiedeńskiego, a w roku 1815 Lublin znalazł się w Królestwie Kongresowym, w zaborze rosyjskim.
W latach 20. zaczyna się intensywne porządkowanie miasta, a w drugiej połowie wieku powstają pierwsze manufaktury sukiennicze i fabryka tytoniu, rozwijała się działalność oświatowa i kulturalna. W 1818 roku, z inicjatywy Stanisława Staszica, powstało Towarzystwo Przyjaciół Nauk, a w 1826 roku odsłonięto Pomnik Unii Polsko-Litewskiej. Miasto podzielono na dwa cyrkuły: I. – miasto chrześcijańskie i II. – miasto żydowskie.
Po wkroczeniu Rosjan do Lublina w 1830 r. Kajetan Morozewicz, działacz powstania listopadowego, ewakuował urząd powstańczy do Kielc. Po oswobodzeniu Lublina przez korpus generała Józefa Dwernickiego przywrócił narodowe władze i wznowił działalność skarbową i wojskową. Po wyjściu wojsk Dwernickiego, Kajetan Morozewicz zorganizował obronę miasta. Musiał je jednak opuścić wraz z powstańcami.
Istniejące w latach 1816–1837 województwo lubelskie, jako województwo Królestwa Polskiego, w 1837 przekształcono w gubernię lubelską.
Po 1864 roku, po powstaniu styczniowym (w którym brali udział nawet gimnazjaliści, m.in. Bolesław Prus), rozpoczęły się represje łącznie z kasatą Klasztoru ojców Kapucynów w Lublinie.
Ogromne znaczenie dla rozwoju miasta ma uruchomienie 17 sierpnia 1877 roku połączeń kolejowych z Warszawą i Kowlem, w postaci Kolei Nadwiślańskiej. Wraz z rozwojem przemysłu i budową kolei zmienił się kształt urbanistyczny miasta.
Ludność miasta w 1873 wynosiła 28,9 tys., a w 1897 wzrosła do 50,2 tys.
Pod koniec XIX i na początku XX wieku następuje w Lublinie znaczny rozwój żydowskiej nauki, polityki i życia kulturalnego. W tym czasie różne grupy społeczne, zawodowe i chasydzkie zaczęły zakładać własne prywatne bożnice, przeważnie umiejscowione w kamienicach na piętrze, czy w oficynach.
W 1908 roku powstało żydowskie towarzystwo społeczno-kulturalne „Hazomir”, a w 1910 roku towarzystwo dla upowszechniania języka i kultury żydowsko-hebrajskiej „Chowej Sfos Ewer”. Działacze tej pierwszej w 1908 roku przy ulicy Rybnej 8 otworzyli własną synagogę.
W wyniku działań ewangelizacyjnych w 1914 roku powstał w Lublinie zbór adwentystyczny, istniejący do dziś. Powstanie lubelskiego zboru adwentystów związane jest z pracą misyjną ewangelisty Makara Gryca, który przybył do Lublina w 1913 roku.
W 1914 w Lublinie ukazała się broszura pt. „Czy Lublin był miastem rosyjskiem i prawosławnem” autorstwa Tadeusza Ciświckiego. Autor polemizuje z tezą jakoby Lublin leżał w granicach „starożytnej Rusi”. Taka informacja została opublikowana w 222 numerze Lubelskich Wiadomości Gubernialnych.

### Lubelscy Żydzi
Na początku XIX wieku w Lublinie za sprawą Jakuba Izaaka Horowitza nastąpił znaczny rozwój chasydyzmu. W 1794 otworzył on własną synagogę. Była to pierwsza legalna chasydzka bożnica w centralnej Polsce. W 1829 roku przy ulicy Walecznych założono nowy cmentarz żydowski. Wkrótce również powstała lokalna chasydzka dynastia cadyków, której założycielem był Jehuda Lejb Eiger, zwany Płaczącym Cadykiem. Założył on również własną synagogę, mieszczącą się w jego prywatnym dworze przy ulicy Szerokiej 40. W 1862 roku wydano dekret równouprawnienia ludności żydowskiej w Królestwie Polskim, poprzez co elita żydowska zaczęła osiedlać się w centrum miasta i na Krakowskim Przedmieściu. W 1886 z inicjatywy bogatych Żydów powstał Szpital Żydowski, przy ulicy Lubartowskiej 81. W 1939 roku był on najnowocześniejszym szpitalem w ówczesnej Polsce. W końcu XIX wieku w mieście istniały 43 chedery.
| Rok  | Mieszkańcy |
| ---- | ---------- |
| 1568 | 500        |
| 1602 | 2000       |
| 1787 | 4231       |
| 1865 | 12 992     |
| 1931 | 38 937     |
| 1939 | 42 830     |
| 1945 | 4553       |
| 1990 | 10         |
| 2007 | 20         |

### Ludność Lublina ok. 1850
- 21 tys. mieszkańców
- 8900 katolików, 50 unitów, 60 prawosławnych, 230 ewangelików i 11800 żydów.
- obszar Lublina, rogatki: od zachodu na ulicy Krakowskie Przedmieście u wylotu ulicy Lipowej, na trakcie zamojskim – za mostem przez Bystrzycę, przy ulicy Narutowicza na wysokości ulicy Lipowej, na trakcie lubartowskim i na końcu ulicy Kalinowszczyzna przy moście przez Bystrzycę. – 863 ha.
- 20 patronów Trybunału, 3 obrońców przy sądach pokoju, 6 regentów, 5 komorników sądowych, 9 woźnych Trybunału i 3 woźnych sądu pokoju.
- 10 lekarzy, 1 dentysta, 13 felczerów, 17 akuszerek, 6 aptek, 2 składy apteczne, i 2 weterynarzy.
- 3 budowniczych, 4 inżynierów, 1 konduktor robót miejskich, 1 konduktor inżynierii lądowej, 2 techników ubezpieczeń, 4 geometrów i 1 biuro techniczne „Resort”.
- 1 księgarnia, 3 drukarnie, 2 redakcje pism, 9 nauczycieli muzyki, 4 organmistrzów i fortepianistów, 2 nauczycieli tańca, 1 artysta malarz portretowy i rzeźbiarz, 1 artysta malarz, 1 sklep sprzedający ryciny i ramy, 3 zakłady fotograficzne oraz 4 zakłady jubilerskie i złotnicze.
- 14 hoteli i zajazdów, 8 restauracji, 6 traktierni i garkuchni, 6 cukierni, 5 sal bilardowych, 16 handli win i towarów kolonialnych.
- 2 składy sukna, 13 sklepów z towarami łokciowymi i bławatnymi, 3 handle futer, 3 składy płótna, 4 sklepy z obuwiem gotowym, 6 sklepów z gotowymi ubiorami męskimi i 2 z damskimi, 10 magazynów strojów damskich, 15 krawców męskich i 4 damskich, 35 szewców.
- 2 składy cementu, 5 składów wapna, 3 cegielnie.
- 9 murarzy, 17 stolarzy, 12 blacharzy, 6 cieśli, 8 szklarzy, i 6 furmanów.
- 6 kantorów loterii, 10 kapitalistów i wymieniaczy listów zastawnych i 14 faktorów (mogli załatwić każdy interes).

### I wojna światowa
W 1914 r. pojawił się projekt państwa od morza do morza – Federacji Wschodnioeuropejskiej. Jego stolicą podobno miał być Lublin.
Podczas I wojny światowej rosyjski odwrót i zajęcie miasta przez wojska niemieckie i austro-węgierskie w lecie 1915 ostatecznie zakończyło rosyjskie rządy w mieście a rozpoczęło okupację austriacką.

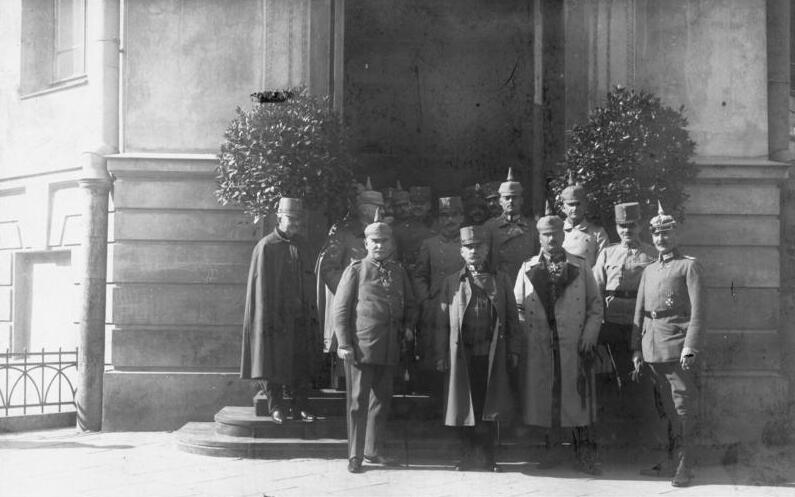
Wizyta warszawskiego gubernatora generalnego Beselera 13 grudnia 1916 w Lublinie, drugi od lewej austro-węg. gub. gen. w Lublinie Karl Kuk

Od chwili odwrotu Rosjan Królestwo Polskie podzielono na dwie strefy okupacyjne: niemiecką z siedzibą w Warszawie i austro-węgierską z siedzibą w Lublinie. Strefami okupacyjnymi rządzili generalni gubernatorzy: w strefie niemieckiej urząd ten pełnił nieprzerwanie do 1918 roku generał Hans Hartwig von Beseler, natomiast w Lublinie dość często ich wymieniano. Byli nimi generałowie:
- Erich von Diller – do maja 1916
- Karl Kuk – od maja 1916 do kwietnia 1917
- Stanisław Szeptycki – od kwietnia 1917 do lutego 1918
- Anton Lipoščak – od marca do 2 listopada 1918.

W 1916 do lubelskiej gminy żydowskiej została przyłączona Wieniawa z gminy Konopnica oraz części gmin Wólka i Zemborzyce.

## Od 1918 do współczesności

### Dwudziestolecie międzywojenne

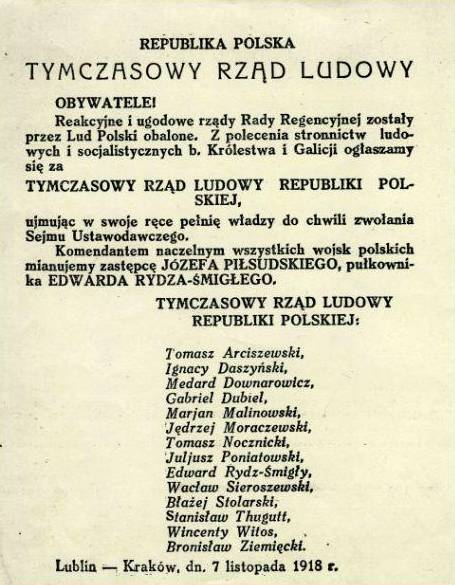
Jeden z afiszy proklamujących powstanie Rządu Ludowego rozklejanych w nocy z 6 na 7 listopada 1918

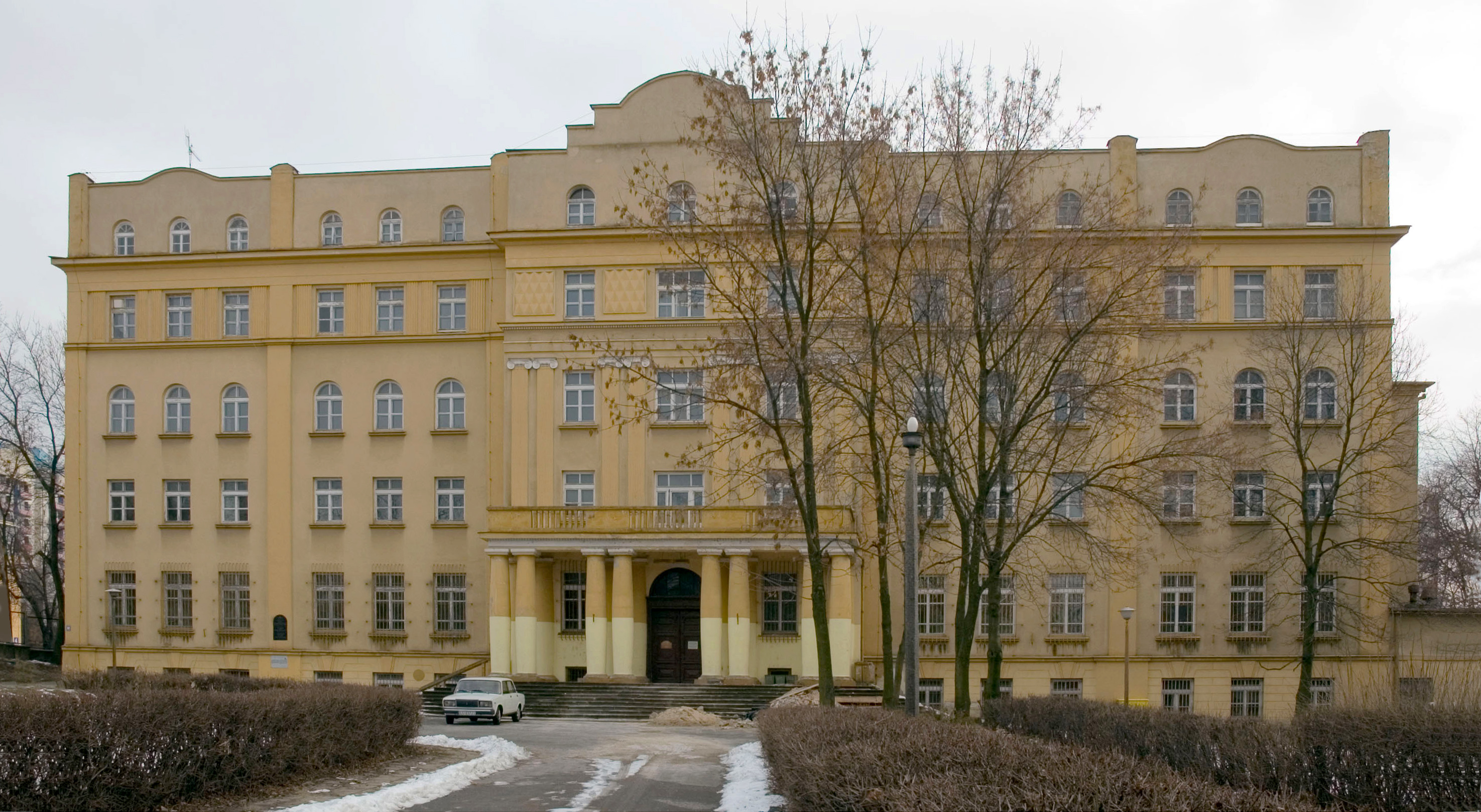
Budynek Jeszywas Chachmej Lublin

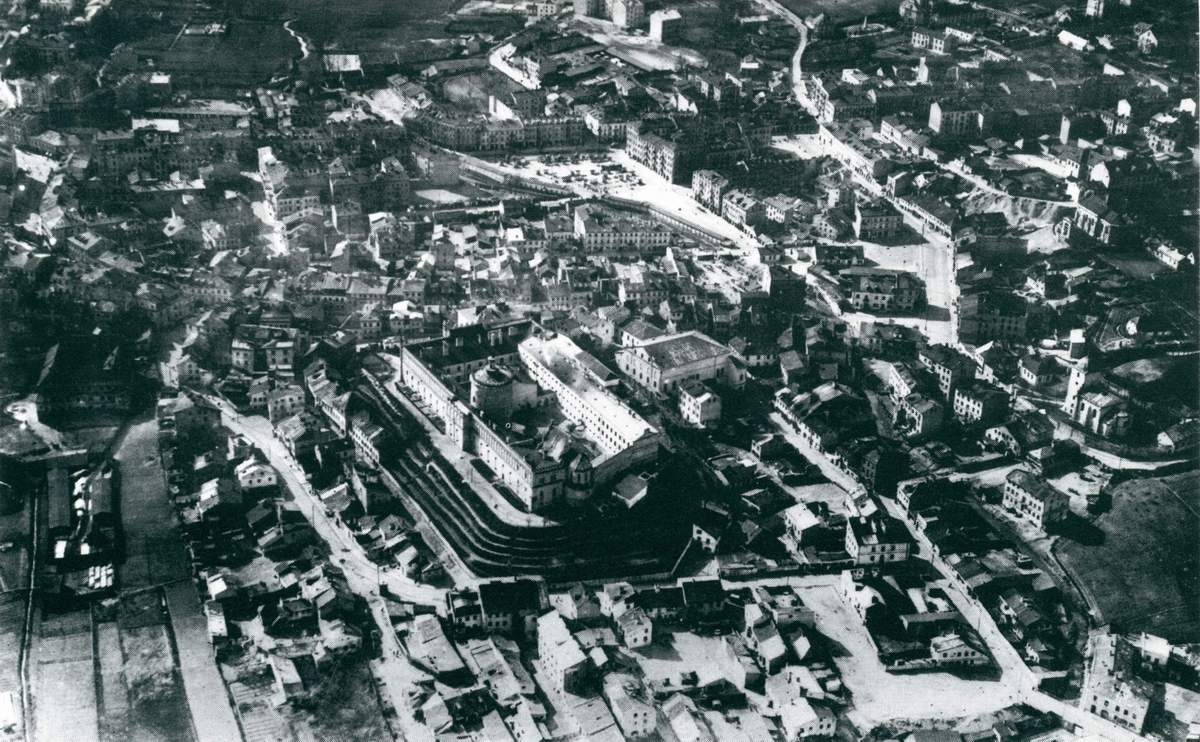
Przedwojenny Lublin z lotu ptaka

W nocy z szóstego na siódmego listopada 1918 roku w mieście utworzono rząd Ludowy Republiki Polskiej pod przewodnictwem Ignacego Daszyńskiego. Zdecydowano się na Lublin z uwagi na liczne oddziały Polskiej Organizacji Wojskowej w mieście. Był to pierwszy rząd odradzającej się Rzeczypospolitej Polskiej, a tworzyli go socjaliści oraz postępowi ludowcy.
Dzięki oddziałom Polskiej Organizacji Wojskowej (dowodził nimi płk Stanisław Burhardt-Bukacki, szef sztabu Dowództwa Okręgu Generalnego „Lublin”) rząd przejął kontrolę militarną w Lublinie i części obszaru pod okupacją austriacką. Rząd chroniła również przekształcana z Pogotowia Bojowego PPS Milicja Ludowa (komendantem w Lublinie byli Stefan Kirtiklis i Marian Buczek). Aresztowano Generalnego Komisarza Rady Regencyjnej w Lublinie Juliusza Zdanowskiego. Miasto ponownie stało się stolicą województwa – 2 sierpnia 1919 roku utworzono województwo lubelskie II Rzeczypospolitej.
Rząd utworzono w sali pałacu Lubomirskich (inaczej: Poradziwiłłowskim) przy placu Litewskim. Obecnie w tym samym pomieszczeniu mieści się aula wykładowa Wydziału Politologii UMCS nazwana imieniem Daszyńskiego. O tym wydarzeniu w historii budynku informuje tablica pamiątkowa wmurowana przed wejściem do pałacu.
24 i 25 kwietnia 1919 r. doszło w mieście do ekscesów antyżydowskich do których zachęcała żandarmeria wojskowa. Milicji Ludowej polecono zostać w koszarach i nie interweniować.
Groźna ofensywa armii rosyjskiej w 1920 roku szczęśliwie miasto ominęła i wreszcie, w burzliwym klimacie zaostrzającej się walki politycznej, rozpoczęła się budowa nowego państwa i nowego Lublina.
Po odzyskaniu niepodległości przez Polskę Lublin się rozbudowuje, powstają nowe fabryki i gmachy użyteczności publicznej, kwitnie także lubelska kultura. Następuje wtedy największy w historii rozwój życia żydowskiego. Założono kilka szkół, liczne organizacje, teatry amatorskie, biblioteki, drukarnie czy kluby kulturalne. Ponadto 27 lipca 1918 założono Katolicki Uniwersytet Lubelski. Powstał on z inicjatywy ks. Idziego Radziszewskiego, który zbierał fundusze na organizację katolickiej uczelni w Polsce wśród Polonii w Petersburgu. W roku 1926 obok Katolickiego Uniwersytetu Lubelskiego powstała druga wyższa uczelnia o charakterze teologicznym – jezuickie Bobolanum. W 1927 roku powstało natomiast Towarzystwo Przyjaciół Nauk, koncentrujące się na badaniach regionalnych, których wyniki publikowano w „Pamiętniku Lubelskim”.
Zaczęto również zakładać liczne zakłady produkcyjne. W mieście powstała wówczas między innymi pierwsza polska wytwórnia lotnicza Plage i Laśkiewicz, która w latach 1921–1935 produkowała samoloty, w tym od 1928 roku własne konstrukcje, pod nazwą Lublin. Zakłady Plage i Laśkiewicz produkowały samoloty marki Lublin, później produkcja przeniosła się do znacjonalizowanej Lubelskiej Wytwórni Samolotów.
Miasto podjęło także próby kreowania swego wizerunku. W 1934 roku wydany został afisz propagandowy o Lublinie, a dwa lata później Ministerstwo Wyznań Religijnych i Oświecenia Publicznego zatwierdziło herb Lublina (przedstawiający kozła stojącego na zielonej murawie opartego o krzew winny). 11 czerwca 1939 roku odbyły się natomiast pierwsze Dni Lublina.
W 1930 roku rabin Majer Szapira założył Jeszywas Chachmej Lublin (hebr. ישיבת חכמי לובלין, Lubelska Szkoła Mędrców). Była to największa uczelnia talmudyczna na świecie. W jej gmachu mieściła się synagoga, biblioteka z bardzo bogatym księgozbiorem, który liczył sobie 22 tys. pozycji książek, głównie literatury rabinicznej i 10 tys. czasopism. W piwnicy mieściła się najbardziej koszerna z koszernych mykw na świecie. Obok niej funkcjonowało jeszcze szereg innych, również wpływowych szkół. W 1936 roku z inicjatywy Bundu, na rogu ulic Czwartek i Szkolnej rozpoczyna się budowa Żydowskiego Domu Ludowego, którego budowę przerwała II wojna światowa. W przededniu wojny w Lublinie mieszkało 42 830 osób wyznania mojżeszowego, stanowiących 31% ogółu wszystkich mieszkańców Lublina. Gmina żydowska posiadała trzy cmentarze, jedenaście synagog, szpital, dwie mykwy, kilkadziesiąt szkół w tym Talmud-Torę oraz Jawnę, bibliotekę Tabrut oraz wiele innych instytucji. Oprócz nich istniało jeszcze około 100 prywatnych bożnic. Wydawany był dziennik „Lubliner Togblat”.
1 maja 1926 roku policja brutalnie rozpędziła pochód pierwszomajowy zorganizowany przez „Bund”. 11 kwietnia 1935 roku w czasie demonstracji bezrobotnych od kul policji zginęło 5 demonstrantów a 32 osoby odniosły rany.
Dwadzieścia lat niepodległości przerwała II wojna światowa, której tragicznym symbolem stał się Majdanek i Zamek lubelski.

### Okupacja niemiecka

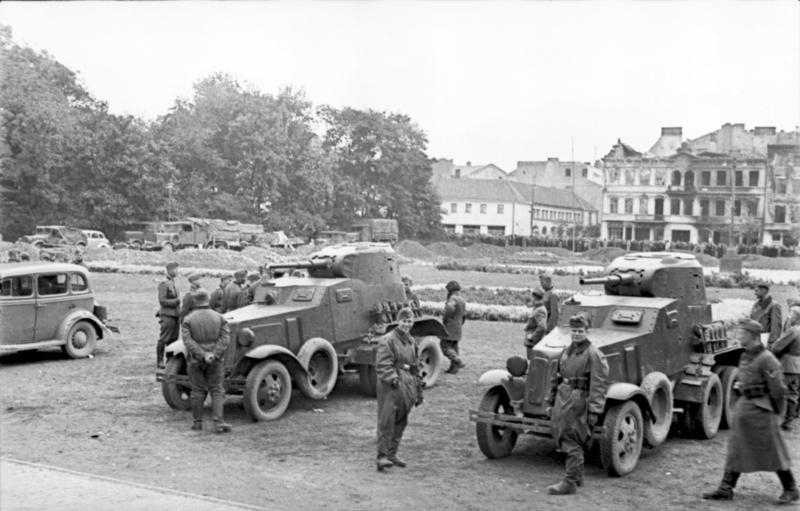
Spotkanie niemieckich i radzieckich żołnierzy w centrum Lublina prawdopodobnie 22 września 1939 roku

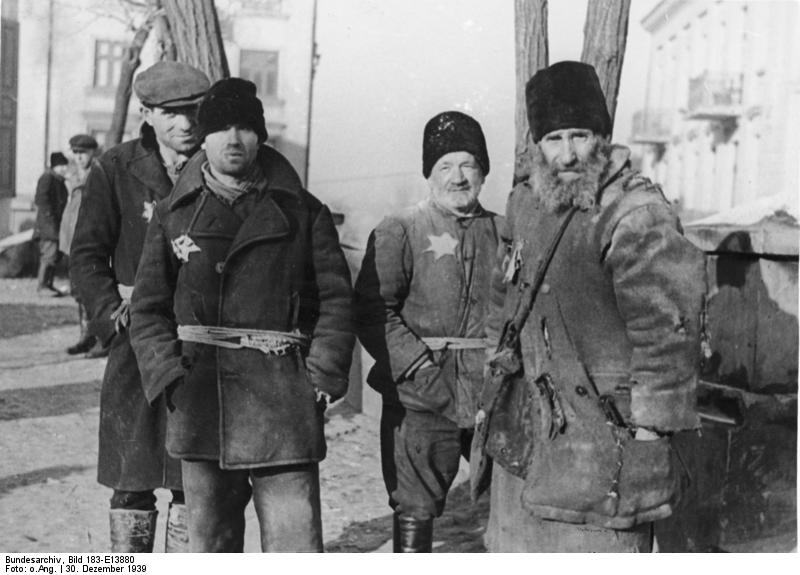
Żydzi z lubelskiego getta, 30 grudnia 1939 roku

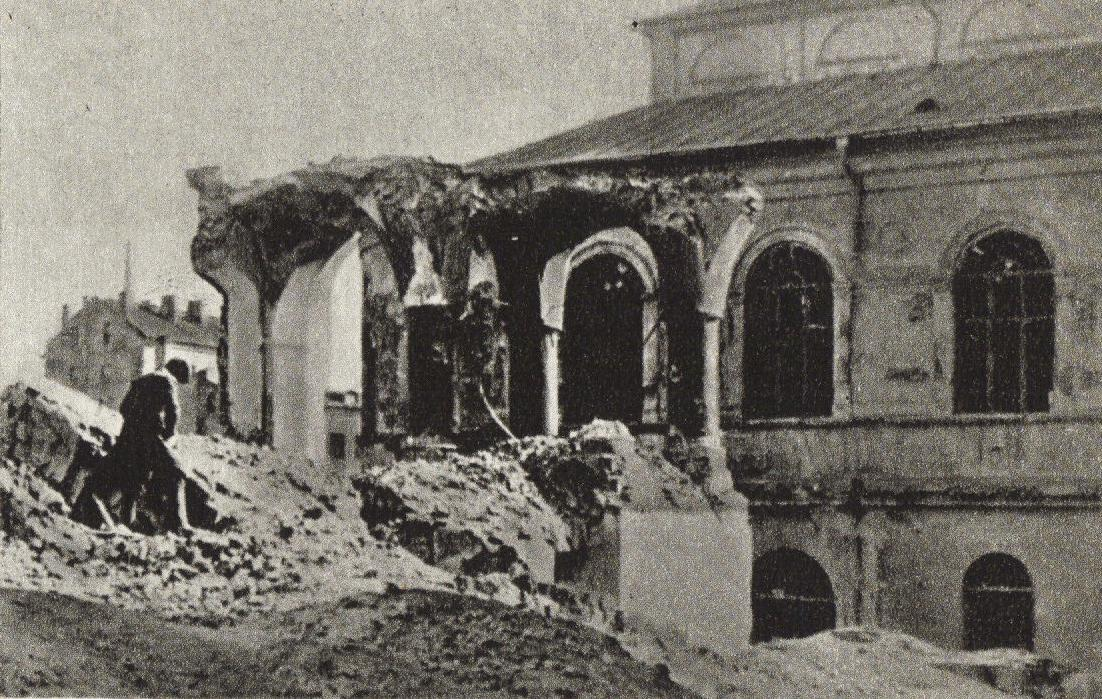
Burzenie dzielnicy żydowskiej w Lublinie przez hitlerowców w latach 1942–1943. Na pierwszym planie resztki bimy w sali modlitewnej przy ul. Jatecznej, w głębi synagoga Maharszala.

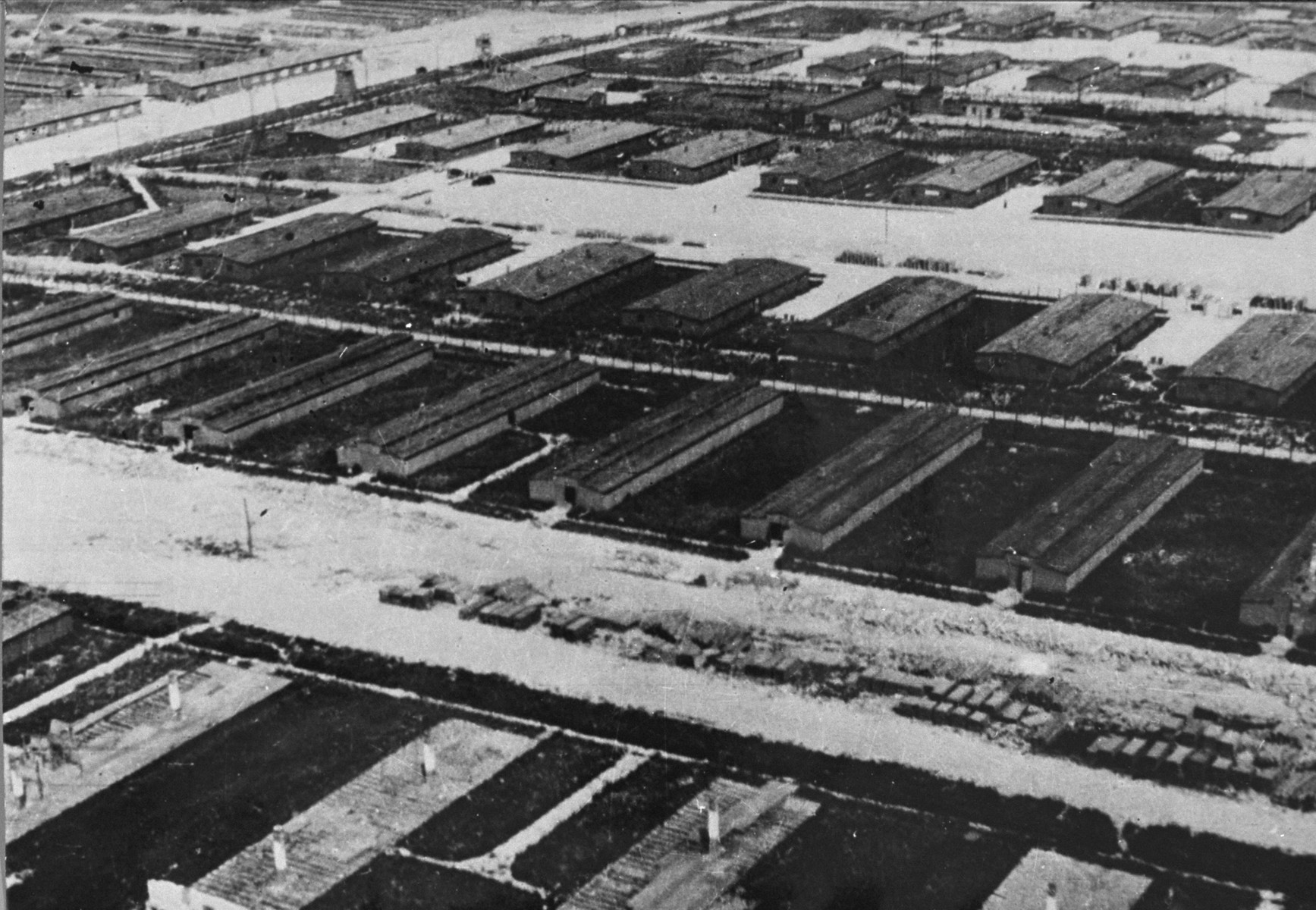
Obóz koncentracyjny na Majdanku

W lipcu 1939 postanowiono, że w razie wybuchu wojny Lublin (liczący wówczas 120 tys. mieszkańców) stanie się tymczasową siedzibą Prezydenta RP. Pierwszy atak lotniczy na miasto nastąpił 2 września rano. 5 września przeniesiono do miasta ministerstwa oraz skarb państwa. Tego samego dnia utworzona została Armia „Lublin”. 9 września o godzinie 9.30 rozpoczęło się bombardowanie Lublina przez Niemców. Zginęło około 1000 osób, wśród nich również poeta Józef Czechowicz. Prezydent Lublina Bolesław Liszkowski opuścił Lublin 9 września 1939 i wyjechał do Rumunii. 18 września wojska niemieckie (14 Dywizja Piechoty) wkroczyły do miasta. Do lipca 1944 miasto znalazło się pod okupacją niemiecką jako część Generalnego Gubernatorstwa.
23 września 1939 rozstrzelano w Lublinie 23 przedstawicieli polskiej inteligencji. Gwałtowne zaostrzenie polityki wobec Polaków miało miejsce pod koniec października 1939, po wizycie w Lublinie nazistowskiego ministra Seyss-Inquarta, który oświadczył miejscowym Niemcom i volksdeutschom, że polska inteligencja i Żydzi zostaną wyniszczeni (zgodnie z zamiarami Hitlera).
Wkrótce Niemcy zamknęli Katolicki Uniwersytet Lubelski, lubelskie szkoły i teatry, wstrzymano wydawanie polskiej prasy. Pierwsza publiczna łapanka miała miejsce 9 listopada 1939, następnie rozpoczęły się aresztowania wśród miejscowej inteligencji. Trwały one kilka dni, przeciętna liczba osadzonych sięgała kilkaset osób dziennie – kierowano ich do miejscowego więzienia. Aresztowania listopadowe objęły urzędników, nauczycieli, profesorów, prawników, wojskowych, księży i wielu innych. Nie ominęły również studentów, ani młodocianych harcerzy. 17 listopada 1939 r. aresztowano biskupa Mariana Leona Fulmana i biskupa Władysława Gorala – błogosławionego męczennika, których wywieziono do obozu koncentracyjnego Sachsenhausen – oraz 11 księży z kurii i seminarium duchownego. Błyskawicznie działający sąd doraźny (niem. Standgericht) ferował setki wyroków śmierci, po czym transportowano skazanych do obozów koncentracyjnych bądź rozstrzeliwano na miejscu. Pierwszych 12 więźniów rozstrzelano 23 grudnia 1939 r. na cmentarzu żydowskim na Kalinowszczyźnie. 11 listopada 1939 niemiecka policja bezpieczeństwa (niem. Sicherheitspolizei) wkroczyła na teren Katolickiego Uniwersytetu Lubelskiego, natychmiast aresztując 14 przebywających tam profesorów oraz księży z seminarium duchownego.
Aresztowani zostali ponadto wszyscy urzędnicy kurii biskupiej i członkowie kapituły. Wszystkich księży z Lublina, z Chełma i z innych miejscowości, więziono na Zamku Królewskim w Lublinie. Dnia 23 grudnia 1939 w Lublinie rozstrzelano dziesięć osób, w tym dwóch prezesów sądów lubelskich, dwóch profesorów Uniwersytetu Katolickiego, dwóch dyrektorów gimnazjów i dwóch starostów. Także 12 lutego 1940 w masowej egzekucji rozstrzelano 180 osób.
Kolejnym etapem niszczenia polskiej inteligencji była tzw. Akcja AB. Począwszy od połowy czerwca 1940 w mieście przeprowadzano masowe aresztowania, których ofiarą padali przede wszystkim działacze społeczni i polityczni, nauczyciele, prawnicy, urzędnicy oraz księża rzymskokatoliccy. Podczas samej tylko wielkiej obławy w dniu 24 czerwca Niemcy zatrzymali w różnych dzielnicach miasta 814 mężczyzn w wieku od 18 do 60 lat. W czerwcu i lipcu 1940 z więzienia na Zamku Lubelskim wywieziono do KL Sachsenhausen blisko 1000 więźniów, podczas gdy w październiku 1940 odszedł stamtąd pierwszy, 65-osobowy, transport do KL Auschwitz. Od 450 do 500 więźniów zostało rozstrzelanych przez Niemców w Rurach Jezuickich pod Lublinem (29 czerwca – 15 sierpnia 1940).
1 października 1942 odbyła się wielka łapanka uliczna, która wywołała przerażenie wśród mieszkańców Lublina, którzy spodziewali się masowych deportacji, podobnie jak to miało wcześniej miejsce z ludnością żydowską. Od 1943 na ulicach zaczęły pojawiać obwieszczenia z listami Polaków skazanych na karę śmierci przez niemieckie tzw. sądy doraźne. 28 stycznia 1944 odbyła się prawie w centrum Lublina publiczna egzekucja. Ludzi mordowano stosując zasadę odpowiedzialności zbiorowej, m.in. w 1943 i 1944 stracono w ten sposób 30 osób w odwecie za zabicie żandarma niemieckiego i 50 osób za zamach bombowy na wartowników SS w Lublinie.

Realizując politykę terroru i represji, hitlerowcy utworzyli ciężkie więzienie gestapo na Zamku w Lublinie, przez które przeszło 40 000 Polaków. Przeciętna liczba osadzonych wynosiła 3000 osób, w porównaniu do 700 przed rokiem 1939. Niemcy aresztowali głównie pracowników miejskiego magistratu, banków, sądownictwa, szkolnictwa i robotników. Więźniów torturowano i dręczono w Katowni Gestapo „Pod Zegarem”, tysiące pobitych trafiało do więziennego szpitala na Zamku w Lublinie. Wielu aresztowanych Polaków wywożono po krótkim pobycie do obozu koncentracyjnego na Majdanku i Ravensbrück. W 1944, wobec zbliżającego się frontu, rozpoczęły się masowe rozstrzeliwania więźniów – 22 lipca 1944 wymordowano w ten sposób ok. 400–500 osób, ocalało jedynie 60 więźniów. Wydarzenie to przeszło do historii pod nazwą Masakra na Zamku Lubelskim.
Represje wymierzone wobec obywateli polskich narodowości żydowskiej miały miejsce od końca 1939 r. 12 lutego 1940 na cmentarzu żydowskim rozstrzelano 180 Żydów. W czasie okupacji Niemcy utworzyli w Lublinie obóz koncentracyjny – Majdanek oraz getto dla ludności żydowskiej, zlikwidowane w 6 tygodni na wiosnę 1942. Podczas Zagłady, która na terenie Generalnego Gubernatorstwa odbywała się w ramach Akcji Reinhard, zginęło około 40 tys. lubelskich Żydów, stanowiących przed 1939 ponad 1/3 ludności miasta. W latach 1942–1943 zniknęło także całe tzw. Miasto Żydowskie i niemal cała dzielnica Wieniawa, zamieszkana głównie przez Żydów. Ucierpiały także cmentarze żydowskie.

### Polska Ludowa
11 maja 1944 nastąpił nalot sowieckich bombowców na centralne i północne dzielnice miasta. Wskutek bombardowania zginęło tego dnia niemal 100 osób, a wiele zostało rannych.

Plakat manifestu PKWN

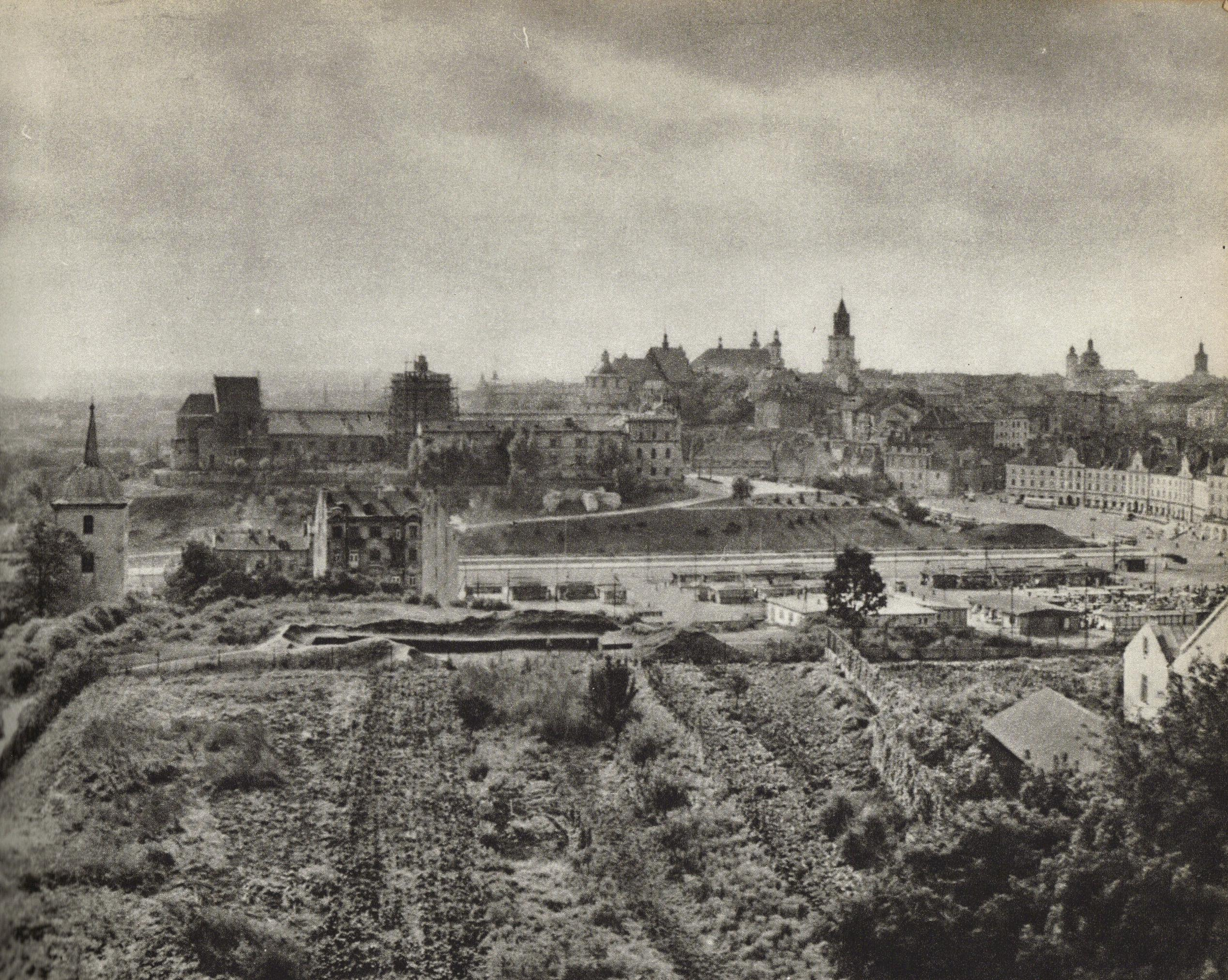
Zamek i Stare Miasto w roku 1964

21 lipca 1944 roku marszałek Konstanty Rokossowski otrzymał rozkaz głównodowodzącego Armii Czerwonej Józefa Stalina zmiany kierunku natarcia wojsk 1 Frontu Białoruskiego i szybkiego zajęcia Lublina. Celem takiego postąpienia była chęć Stalina zdobycia pierwszego większego miasta na terenach etnicznie polskich w celu osadzenia tam utworzonego w ZSRR Polskiego Komitetu Wyzwolenia Narodowego i utworzenia w ten sposób ośrodka władzy w Polsce konkurencyjnego wobec rządu emigracyjnego w Londynie. Do ataku na Lublin skierowano 2. Armię Pancerną, osłabiając tym samym zasadniczy kierunek radzieckiej ofensywy. Walki o miasto rozpoczęły się 23 lipca, a zakończyły 25 lipca. Bój o miasto rozpoczęła 51 radziecka brygada pancerna, wzmocniona 1219 pułkiem artylerii pancernej. Zaatakowała ona zachodnie przedmieścia miasta. Równocześnie na wschodnią część Lublina uderzył 8 radziecki korpus pancerny gen. Aleksieja Popowa. 24 lipca jednostki niemieckie postanowiły opuścić miasto, przebijając się na zachód. Próba ta została udaremniona, a sztab hitlerowski wraz z dowódcą garnizonu gen. Hilmarem Moserem dostał się do radzieckiej niewoli. Pierwsza defilada w której uczestniczyli żołnierze służący w ludowym Wojsku Polskim miała miejsce 26 lipca 1944 na placu litewskim.
Początkowo miasto było kontrolowane przez Armię Krajową (która pomagała wojskom radzieckim w zdobyciu miasta), gdyż jednostki radzieckie podążyły na zachód w pogoni za oddziałami niemieckimi. 23 lipca do miasta przybywają pierwsi działacze nowej komunistycznej władzy – Edward Ochab i Roman Zambrowski. Ich celem było podjęcie działań przygotowawczych do rozpoczęcia w mieście pracy PKWN. W celu wzmocnienia sił do miasta zaczęto ściągać komunistyczne oddziały partyzanckie m.in. ze Zgrupowania Partyzanckiego "Jeszcze Polska nie zginęła". 2 sierpnia przybywają pierwsi członkowie PKWN. Miasto staje się siedzibą PKWN i przez 164 dni faktycznie pełnił funkcję stołeczną. Gmach PKWN mieścił się przy ulicy Spokojnej, a siedziba KC PPR przy ulicy Bernardyńskiej 13 (w końcu stycznia 1945 przeniósł się do Warszawy).
31 grudnia 1944 roku urzędująca w Lublinie Krajowa Rada Narodowa powołała Tymczasowy Rząd Rzeczypospolitej Polskiej z Edwardem Osóbką-Morawskim na czele. W planach Stalina rząd, zwany lubelskim, miał przejąć pełnię władzy w Polsce i reprezentować ją na forum międzynarodowym, izolując rezydujący w Londynie rząd RP na uchodźstwie.
Odbyła się ekshumacje zwłok pomordowanych przez Niemców na Zamku i na Majdanku.
W Lublinie stworzono i wprowadzono polityczne i społeczno-gospodarcze podstawy systemu totalitarnego. Na Zamku działało więzienie, w którym mordowano patriotów; żołnierzy AK i NSZ, działaczy opozycyjnych. Przez więzienie na Zamku przeszło do 1954 r., około 35 tys. Polaków, a 333 osób straciło w nim życie. Po 1954 więźniów politycznych przewieziono do więzienia w Chełmie. Aresztowanie Komendanta Okręgu ZWZ AK Lublin Kazimierza Tumidajskiego (dowodzącego 6 tys. żołnierzy) nastąpiło 4 sierpnia 1944 r. Po przesłuchaniu w siedzibie NKWD w Lublinie przewieziono go samolotem do Moskwy i osadzono w więzieniu lefortowskim. Nie został postawiony przed sądem, przebywał w wielu obozach (początkowo w Charkowie), a od stycznia w Diagilewie pod Riazaniem (pod konspiracyjnym nazwiskiem Kazimierz Grabowski).
19 sierpnia 1944 r. Sztab Lubelskiego Okręgu AK przekazywał do Komendy Głównej AK i do Rządu Polskiego w Londynie:
Masowe aresztowania żołnierzy AK dokonywane są na całym terenie okręgu przez NKWD i tolerowane przez PKWN. (…) Aresztowanych osadza się na Majdanku (…) Straty ponoszone przez Naród i AK nie są mniejsze niż podczas okupacji niemieckiej. Traktowanie – niejednokrotnie stosuje się bicie. Płacimy już nawet krwią.
Na Majdanku na III polu byłego obozu koncentracyjnego, w barakach za drutami, Rosjanie, natychmiast po wkroczeniu, utworzyli obóz filtracyjny NKWD dla żołnierzy AK i NSZ, wykorzystując w tym celu infrastrukturę hitlerowską. W obozie NKWD zostali osadzeni oficerowie z Komendy Armii Krajowej Lublin i innych obwodów, 3 Dywizji Piechoty AK, 27 Wołyńskiej Dywizji Piechoty, 30 Dywizji Piechoty, spieszących na pomoc walczącej Warszawie. 23 sierpnia 1944 r. w nocy 250 oficerów i podoficerów więzionych na Majdanku przewieziono na stację towarową Lublin-Tatary, umieszczono w zadrutowanych wagonach i wywieziono na wschód, m.in. do obozów w Riazaniu, Diagilewie, Griazowcu, Czerepowcu i Skopinie.
W dniach 14–15 stycznia 1947 w mieście wybuchają strajki studenckie i części młodzieży ze szkół średnich. Zorganizowano także wiec w związku ze zbliżającymi się wyborami do Sejmu Ustawodawczego.
Od 3 lipca 1949 do jesieni trwały wydarzenia związane z „Cudem lubelskim”, podczas których aresztowano około 500 osób (w tym 230 podczas starć z milicją). Zwożono robotników z całego województwa na demonstracje przeciwko Kościołowi na placu Litewskim. Niektórzy jednak zamiast demonstrować biegli do Katedry, by zobaczyć rzekomy cud, a potem rozgłaszali, że widzieli łzy na obrazie. Zamiast krzyczeć; „Precz z dewocją”, wznosili okrzyki „Matka Boża płacze!”. Władze komunistyczne uznały, że ten cud to „celowa sprawka kleru, aby zagłuszyć uroczystości ku czci 70 rocznicy urodzin Józefa Stalina”. W 1988 Jan Paweł II wyraził zgodę na koronację tego obrazu, której dokonał 26 czerwca 1988 r. prymas Polski Józef Glemp, przy udziale 21 biskupów i 350 tysięcy wiernych. 6 listopada 1994 papież Jan Paweł II w Syrakuzach, dokonując poświęcenia Sanktuarium Matki Bożej Płaczącej, wspomniał o tym „lubelskim cudzie”.
W okresie PRL nastąpił gwałtowny rozwój miasta. W 1944 powstał Uniwersytet Marii Curie-Skłodowskiej. Zbudowano szereg zakładów przemysłowych, między innymi Fabrykę Samochodów Ciężarowych (FSC) i fabrykę helikopterów w pobliskim Świdniku (WSK PZL Świdnik). Do 1989 ludność miasta wzrosła ponad trzykrotnie w porównaniu do stanu przed 1939.
22 lipca 1954 roku w mieście odbyły się centralne obchody 10-lecia Polski Ludowej. Z tej okazji Lublin został odznaczony Krzyżem Grunwaldu I Klasy.
28 października 1956 stacja krwiodawstwa w Lublinie wysłała pierwszy transport krwi dla ofiar powstania na Węgrzech. Powstał miejski Komitet Pomocy Węgrom i otwarto dzielnicowe punkty zbiórki darów.
W 1959 roku Komitet Ekonomiczny Rady Ministrów przyjął plan zagospodarowania przestrzennego miasta i plan jego dalszego rozwoju. W tym samym roku podczas budowy domu towarowego na miejscu zburzonego w 1939 roku hotelu "Victoria" w piwnicach ruin tego ostatniego znaleziono 600 ton amunicji, którą Niemcy zmagazynowali tam przypuszczalnie w celu wysadzenia centrum miasta.
Główne obchody Millenium w Lublinie odbyły się w dniach 2–6 czerwca 1966. Podczas Mszy na pl. Katedralnym, kazanie wygłosił bp Karol Wojtyła i przyjechał prymas Polski ks. kard. Stefan Wyszyński. Ustalono, że na czas uroczystości z lubelskiej katedry zostanie przewieziona na KUL kopia cudownego obrazu Matki Boskiej Częstochowskiej, ale studenci złamali ten plan i przenieśli obraz na ramionach, w wielkiej procesji przez miasto. Kiedy obraz wyjechał z Lublina, został „zaaresztowany” przez Służbę Bezpieczeństwa. W otwartym samochodzie jeździły puste ramy, obwiązane drutem kolczastym, które odczytywano jako wymowny symbol komunizmu.
1 marca 1968 w związku z wydarzeniami na Uniwersytecie Warszawskim oraz innych uczelniach, odbył się wiec studencki przed „Chatką Żaka” i ruszył pochód w stronę gmachu Komitetu Wojewódzkiego PZPR, powstrzymany przez MO, ORMO i rektora UMCS prof. Grzegorza Leopolda Seidlera apelującego o rozejście się, który do kordonu wołał „nie bijcie polskich dzieci”. Część uczestników wiecu zatrzymano i rozpoczęły się represje oraz wykreślenia z listy studentów.
7 listopada 1968 roku odbyły się w Lublinie główne obchody 50-tej rocznicy odzyskania niepodległości w 1918 roku. Na uroczystej akademii przemówienie okolicznościowe wygłosił premier J. Cyrankiewicz.
W lipcu 1980 r. w Lublinie i w Świdniku miały miejsce pierwsze strajki robotnicze, które były zapowiedzią strajków na Wybrzeżu w sierpniu 1980 r., prowadzących do porozumień sierpniowych założenia Solidarności. 9 czerwca 1987, w drugim dniu pielgrzymki do Polski, Jan Paweł II odwiedził Lublin. Pobyt rozpoczął się o godz. 9 na Majdanku. Po modlitwach w Mauzoleum papież pojechał do Katedry, a następnie na KUL i poświęcił kamień węgielny pod budowę nowego kolegium. Z mieszkańcami spotkał się na terenie Czubów.

### Po 1989

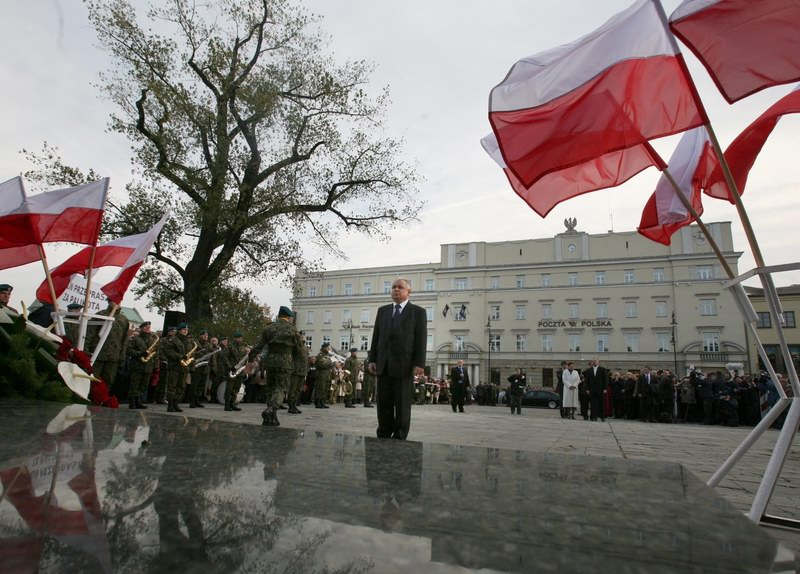
Trasa Niepodległości – wizyta prezydenta RP Lecha Kaczyńskiego w Lublinie. Plac Litewski, rok 2008.

Dzisiejszy Lublin zajmuje obszar 147 km², co oznacza, że jest przeszło sześć razy większy niż w chwili uzyskania prawa miejskiego w 1317 roku, kiedy to przydzielono mu 100 łanów ziemi uprawnej i nieuprawnej według miary magdeburskiej (czyli około 24 km²).
Lublin jest prężnie rozwijającym się, wiodącym ośrodkiem po prawej stronie Wisły, miastem o dużych szansach gospodarczych, oświatowych i kulturalnych. Inwestuje ono dzięki środkom Unii Europejskiej w infrastrukturę, naukę i oświatę: w 2003 roku ruszyła budowa Lubelskiego Parku Naukowo-Technologicznego, a 17 grudnia 2012 roku otwarto w pobliskim Świdniku Port lotniczy Lublin.
Ludność współczesnego Lublina stanowi żywą mieszankę kulturową, a spowodowane jest to silnym napływem Ukraińców (w szczególności pracowników i studentów), recepcją kultury żydowskiej i zaawansowanymi badaniami nad historią Żydów lubelskich. W mieście znajdują się świątynie większości popularnych religii, organizowane są także międzykulturowe festiwale o randze międzynarodowej. Dzięki napływowi studentów z całego świata (tu szczególna rola Uniwersytetu Medycznego), miasto powoli przełamuje religijne i kulturalne stereotypy, odżywa polityka multikulturalizmu.